# Glosar maritim
Acest glosar conține termeni din domeniul navigației maritime și fluviale, construcției și structurii navelor, meteorologiei nautice, oceanografiei și dreptului maritim.

Părțile componente ale unei nave:
1 - coș; 2 - pupa; 3 - elice; 4 - babord (tribord în partea opusă); 5 - ancoră; 6 - bulbul etravei; 7 - prova; 8 - punte; 9 - suprastructură.

| Cuprins |
| Ab - Ad • Ae - Am • An - Ar • As - Az • Ba - Bi • Bl - Bz • Ca - Cl • Co - Cz • D • E • F • G • H • I • J • K • L • M • N • O • P • Q • R • S • T • U • V • W • Y • Z |
| Vezi și • Legături externe |

## A

### Ab - Ad

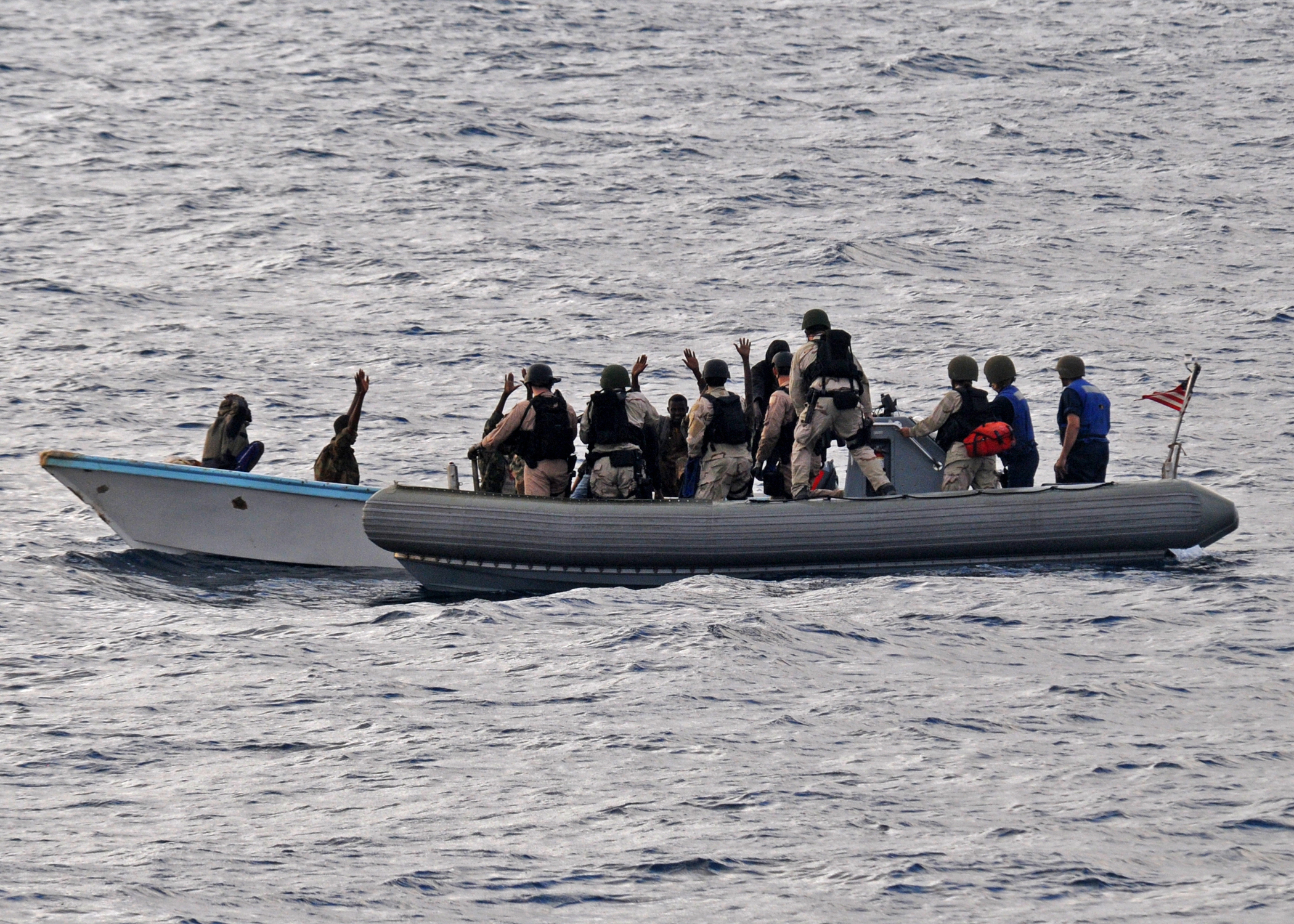
Abordare a unei ambarcațiuni suspecte de piraterie

- A - pavilion din Codul internațional de semnale cu semnificația: "Am un scafandru la apă; mențineți-vă la distanță cu viteză mică."[necesită citare]
- abac - platou cuprinzând diagrame ce servesc la determinarea unor mărimi privind tragerea de artilerie, la determinarea vitezei navei.[necesită citare]
- abaca - plantă (Musa textilis) a cărei fibră (numită cânepă de Manila) este utilizată la fabricarea de frânghii și parâme.
- abac eolian - instrument de navigație care determină direcția și viteza vântului în timpul deplasării navei; sinonim: platou cinematic de vânt.[necesită citare]
- abandon:[necesită citare]

- renunțarea la dreptul de proprietate asupra navei și încărcăturii în favoarea asiguratorului;
- părăsirea unei nave și a încărcăturii de către comandant și echipaj, în cazul unui dezastru, când nava nu mai poate fi salvată.
- abandonare - părăsire a unei nave aflată în pericol de scufundare.[necesită citare]
- abataj - vezi: abatere în carenă.[necesită citare]
- abatere:[necesită citare]

- întoarcere voluntară într-un bord, la plecarea de la ancoră sau de la geamandură;
- îndepărtarea de la direcția din care bate vântul;
- manevră de deschidere a unui șlep folosind o sârmă de abatere și cârma acționată de curentul apei;
- vezi: curbă de girație.
- - abatere din drum - deviație a unei nave comerciale de la drumul direct dintre două porturi.[necesită citare]
  - abatere în carenă - înclinare voluntară, longitudinală sau transversală, a unei nave astfel încât opera vie să iasă din apă pentru a fi reparată, curățată sau piturată; vezi și sart de carenaj.[necesită citare]
- abis - depresiune a fundului oceanului cu adâncimi peste 5.500 m; altă denumire: groapă submarină; vezi și zonă abisală.
- abitaclu - vezi habitaclu.[necesită citare]
- abord - în interiorul bordajului sau parapetului, în punte sau sub punte.[necesită citare]
- abordabilă - vezi: coastă.[necesită citare]
- abordaj:

– (sau coliziune) ciocnire a două nave sau a unei nave cu un obstacol (vezi și: Regulament internațional pentru prevenirea abordajului pe mare);
- așezarea navei proprii bord la bord cu o navă inamică pentru a o captura prin luptă corp la corp.
- abordare:

– apropiere urmată de legare a unei nave de bordul alteia (v. și acostare);
- apropierea de țărm pentru debarcare.
- abordor - marinar care participă la abordaj.[necesită citare]
- absorbție - fenomen prin care un corp plutitor sau un mijloc de navigație, aflat în zona unui vârtej sau în apropierea unei nave care se scufundă, este tras sub apă, supt sau înghițit de apă.[necesită citare]
- abuz de pavilion - utilizarea fără drept de către o navă unui pavilion național pentru a induce în eroare inamicul.[necesită citare]
- ac:[necesită citare]

- stâncă înaltă și ascuțită care nu poate fi descoperită decât prin dragaj hidrografic;
- școndru cu care se întărește arborada navei la abaterea în carenă.
- acalmat (despre navele cu vele) - imobilizat din cauza lipsei de vânt.[necesită citare]
- acalmie - îmbunătățirea temporară a vremii, caracterizată prin căderea vântului și liniștirea mării.[necesită citare]
- acces - (în expresia "a avea acces") aprobare de intrare într-un port sau în apele teritoriale ale unui stat; vezi și pasă de acces.[necesită citare]
- accesorii ale unei bărci - totalitatea obiectelor necesare marinarilor dintr-o barcă: rame, vâsle, pagaie, padele, centuri de salvare, ancoră etc.[necesită citare]
- accesorii de punte - totalitatea pieselor și mecanismelor de la bordul unui vas, necesare manevrelor și activității echipajului: babale, binte, cavile, cârlige, rodanțe, tacheți etc.[necesită citare]
- ac de grandee - ac de cusut cu secțiune transversală triunghiulară, cu vârful puțin curbat, care servește la coaserea de velă a grandeei.[necesită citare]
- ac de revelmente - instrument de vizare fixat în centrul alidadei pentru vizarea aștrilor.[necesită citare]
- aclamf - remorcă dată în diagonală între prima și următoarea dană ale unui convoi de șlepuri (sinonim: anclamf).[necesită citare]
- acoperire:[necesită citare]

- zonă maritimă în care se poate utiliza un mijloc de navigație electronică;
- porțiune de cer acoperită cu nori; se exprimă în zecimi din totalul cerului vizibil;
- porțiune de mare acoperită cu ghețuri; se exprimă în zecimi din suprafața vizibilă a mării;
- acțiune desfășurată de o grupare de luptă navală pentru a intercepta forțele inamicului și a le împiedica să lovească obiectivele de apărat.
- acostare – manevră de apropiere a unei nave de mal, urmată de legarea ei de chei sau de o altă navă (v. și abordare).[necesită citare]
- acrostol:[necesită citare]

- parte înaltă a extremităților unei nave.
- ornamentele, sculpturile de la prora unei nave.
- acte de bază - totalitatea certificatelor de registru și a actelor impuse de legislație care se eliberează unei nave civile.[necesită citare]
- acte de bord - documentele care trebuie să existe în permanență la bordul unei nave.[necesită citare]
- actuaria (sau navis actuaria)- navă militară romană ușoară și rapidă, care folosea o velă pătrată și rame.[necesită citare]
- Actul de navigație – lege votată în Anglia în 1651 prin care se permitea intrarea în țară a mărfurilor numai pe vase engleze.
- acvanaut - persoană care, cu ajutorul unui aparat, al unui dispozitiv etc. special, efectuează plonjări subacvatice de lungă durată; scafandru, cercetător al profunzimilor marine.[necesită citare]
- acvaplan - ambarcație de transport având propulsie cu reacție submarină, care efectuează naveta între malurile unei ape.[necesită citare]
- acvatoriu - totalitatea apelor portuare și care este format din radă și bazine portuare.
- adâncime navigabilă – adâncime minimă de apă necesară navigației vaselor (vezi și:  șenal navigabil).[necesită citare]
- adiere - vânt de forța 1 după scara Beaufort.[necesită citare]
- adâncime - distanță măsurată pe verticală între suprafața apei și fund.
- adâncime navigabilă de garanție - vezi adâncime navigabilă minimă.[necesită citare]
- adâncime navigabilă minimă - adâncime egală cu pescajul calculat al navei plus rezerva pilotului (sinonim: adâncime navigabilă de garanție).[necesită citare]
- Administrația Fluvială a Dunării de Jos - administrație înființată în baza Convenției de la Belgrad (1948) în scopul asigurării navigației pe Dunărea de Jos.
- administrație - guvernul statului al cărui pavilion îl poartă nava.[necesită citare]

### Ae - Am
- aerofor - aparat care furnizează aerul necesar scafandrilor sub apă.
- aeroglisor - vehicul autopropulsat pe o pernă de aer, care se deplasează prin alunecare deasupra solului sau apei; alte denumiri: hovercraft, naviplan, pernopter, navă pe pernă de aer.
- afretare – închiriere a unei nave pentru transportul de mărfuri (sinonim: navlosire).
- afterpic - compartimentul cel mai apropiat de pupa al unei nave.
- afuiere - dislocarea și spălarea de către curentul apei a aluviunilor din jurul navelor scufundate.
- afundare - imersiune a unei nave aflate în mers, mai mare decât pescajul în staționare, datorită celor două zone de suprapresiune la prova și pupa și zonei de depresiune din centru. Dacă viteza navei este mai mare decât viteza critică se produce fenomenul apupării de viteză (vezi și sugere).
- afurcare - ancorare cu două ancore ale căror lanțuri formează un unghi de cel puțin 60o.
- agent de navlosire - intermediar care participă la încheierea contractului de navlosire.
- agent maritim:

- persoană fizică sau juridică ce reprezintă interesele navelor comerciale, indiferent de pavilion;
- persoană împuternicită de autorități sau de armatori pentru a îndeplini operațiunile prevăzute prin lege privind intrarea și ieșirea navelor din porturi.
- agitată - (despre mare) cu valuri.
- agitația mării - mișcare ondulatorie sub formă de valuri produse de vânt.
- agonă - curbă care unește toate punctele de pe Glob cu declinația magnetică zero (vezi și izogonă).
- ahoi - interjecție folosită de marinari pentru a semnala o navă sau o barcă.
- aisberg - bloc de gheață plutitoare, desprins din calotele glaciare polare.

- aisberg albastru - aisberg de o anumită vechime, care, din cauza absorbției radiației luminoase cu lungime de undă mare, are o nuanță albăstruie.

- ajutor pentru navigație - dispozitiv (far, radiofar etc.) care ajută nava să urmeze traiectoria optimă.
- alarmă navală - acțiune de ridicare a stării de pregătire a forțelor și mijloacelor marinei militare, în scopul prevenirii atacului din partea navelor inamice.
- albă - (despre parâmă) - necătrănită.
- albie:

- partea cea mai adâncă a unei văi cu apă curgătoare;
- porțiune de mare cuprinsă între o linie de brizanți și plajă.
- albire arctică/antarctică - dispariția contrastelor în mările polare datorită zăpezii și norilor altostratus și cirrostratus, ceea ce face dificilă aprecierea distanțelor sau distingerea reperelor de navigație.
- alfabet pentru semnale cu brațele - alfabet format din diferite poziții ale brațelor purtând pavilioane de semnalizare și folosit pentru comunicarea la distanță.
- alidadă

- instrument de vizare așezat pe o busolă sau pe un disc de relevmente și care constă dintr-o riglă rotitoare care are la un capăt un ocular, iar la celălalt un vizor;
- vezi sextant.
- alimbare - descărcare pe alte vase a unei părți din încărcătura unei nave, pentru a o putea face să navigheze în ape de mică adâncime.
- aliniament - direcție marcată prin două repere de pe uscat și care prezintă o deosebită importanță pentru navigație, deoarece nu depinde de instrumente nautice; vezi și intrare pe un aliniament.
- aliură (sau alură) - unghiul format de planul longitudinal-vertical al unei nave cu direcția vântului.
- alivéi - coridor în partea superioară a unui vapor, în care se depozitează mărfuri și cărbuni.
- almanah nautic - publicație anuală care conține pozițiile aparente ale stelelor folosite pentru orientare în navigație (veche denumire: efemeride).
- alunecarea elicei - diferența dintre pasul geometric al elicei și distanța de înaintare a acesteia (sinonim: reculul elicei).
- alură - vezi aliură.
- amaraj - amarare; bordaj de susținere a unui obiect de pe navă.
- amarare – fixarea obiectelor aflate pe o navă, pentru a nu se deplasa în timpul navigației (când nava capătă mișcări de ruliu și de tangaj); legare a unei nave de alta printr-un cablu.
- amară - parâmă de legare a unei ambarcațiuni de țărm sau de o altă navă.
- amarinare:

- obișnuirea cu marea a unui echipaj;
- înlocuirea echipajului unei prize cu echipaj propriu.
- ambarcader - loc unde se îmbarcă mărfurile și călătorii pe un vapor.
- ambarcare:

- preluare la bord de personal, materiale sau tehnică de luptă;
- pătrunderea apei la bord din cauza mării agitate;
- indemnizație primită de personalul ambarcat;
- perioadă de timp în care o persoană face parte din echipajul unei nave.
- ambarcație – (sau ambarcațiune) mijloc de transport pe apă, cu sau fără punte, cu vâsle, cu pânze sau cu motor.
- ambarcațiune fără deplasament - ambarcațiune de tipul celor cu pernă de aer sau aripi portante, care nu dizlocuiește apă.
- ambardare - oscilare a navei în jurul axului vertical din cauza vântului, valurilor sau erorii de pilotaj.
- ambardée - abatere involuntară a navei de la traseu din cauza uneo erori a timonierului, vântului, mării etc.
- ambosare:

- manevră prin care o navă ancorată se menține la un cap dat, împotriva acțiunii vântului sau a curentului apei;
- legarea unei remorci suplimentare pentru a facilita rondoul unui convoi.
- ambrazură - deschizătură prin care se execută observațiile în blochausul navelor cuirasate.
- ambuteiaj - blocare într-un port sau într-un bazin a unor nave din cauza îngrămădirii lor într-un spațiu mic.
- amenințător - (despre timp) care prezintă semne de înrăutățire: formare de nori, intensificarea vântului, întunecare.
- american - manevră care leagă două bigi, lucrând în telefon (sinonim: palanc de distanțare).
- amerizare - coborâre a unui aparat de zbor (hidroavion, navă cosmică) pe suprafața mării.
- amfidromic, punct ~ - nivel maxim al mareelor.
- amforă - veche unitate de măsură a capacității interne a unei nave, egală cu cea 25 dm3.

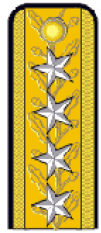
Epolet de amiral din Armata României

- amiral – cel mai mare grad în marina militară, corespunzător gradului de general-colonel din armata terestră.
- amiralitate – comandament suprem al marinei militare; clădire în care își are sediul acest comandament.
- amonte - poziția unui punct de pe un curs de apă, situat mai aproape de izvor în raport cu un alt punct de pe cursul de apă.
- amortizor de ruliu - dispozitiv montat în bordurile navelor mari, destinat reducerii unghiului de ruliu (vezi și stabilizator).
- amplitudine (a unui val) - înălțimea valului deasupra suprafeței calme.

### An - Ar
- aná:

- saulă de care se suspendă petilele la capătul cărora sunt prinse cârligele priponului de pescuit;
- saulă ce formează latura superioară a plaselor de pescuit.
- anafór - vârtej generat de intersecția unui fileu de apă cu un obstacol (sinonime: ciovrântie, otmet).
- ancablură - unitate de măsură pentru lungime egală cu a zecea parte dintr-o milă marină (185,2 m).
- ancheta pavilionului - cercetarea de către o navă de război a documentelor unei nave comerciale pentru a constata dacă aceasta are dreptul la pavilionul pe care îl poartă.
- anclamf - vezi: aclamf.
- ancoraj:

- loc favorabil ancorării;
- rezultatul unei manevre de ancorare;
- ansamblul ancoră, lanț, cablu etc., care servește la ancorare.
- ancoraj de carantină - ancoraj balizat cu geamanduri galbene unde nava așteaptă vizita organelor sanitare sau face carantină.
- ancoraj interzis - zonă în care ancorarea nu este permisă, ca urmare a existenței pe fundul mării, fluviului a unor instalații; astfel de zone sunt marcate cu panouri sau cu semne pe hărți.
- ancorare:

- fixarea unui corp plutitor (navă, ambarcație, geamandură) de fundul apei, prin scufundarea unei ancore;
- (sens argotic) stabilire într-un oraș, într-un port.
- ancorare cu patru ancore - ancorare a unei nave de salvare deasupra unei epave.
- ancorare cu spring - vezi ambosare.
- ancorare cu trei ancore - vezi ancorare în labă de gâscă.
- ancorare în barbă - ancorare cu două ancore care formează între ele un unghi mai mic de 60° (vezi și afurcare).
- ancorare în labă de gâscă - ancorare cu două ancore de post și cu ancora de curent (sinonim: ancorare cu trei ancore).
- "ancora s-a smuls" - formulă de raport cu semnificația că ancora s-a degajat de fund.
- ancorater - dispozitiv pentru manevrarea și amorsarea ancorei la navele cu vele.
- ancorator - platformă ușor înclinată pe care se pun la post ancorele tip amiralitate și se asigură cu bolțuri de lanț.

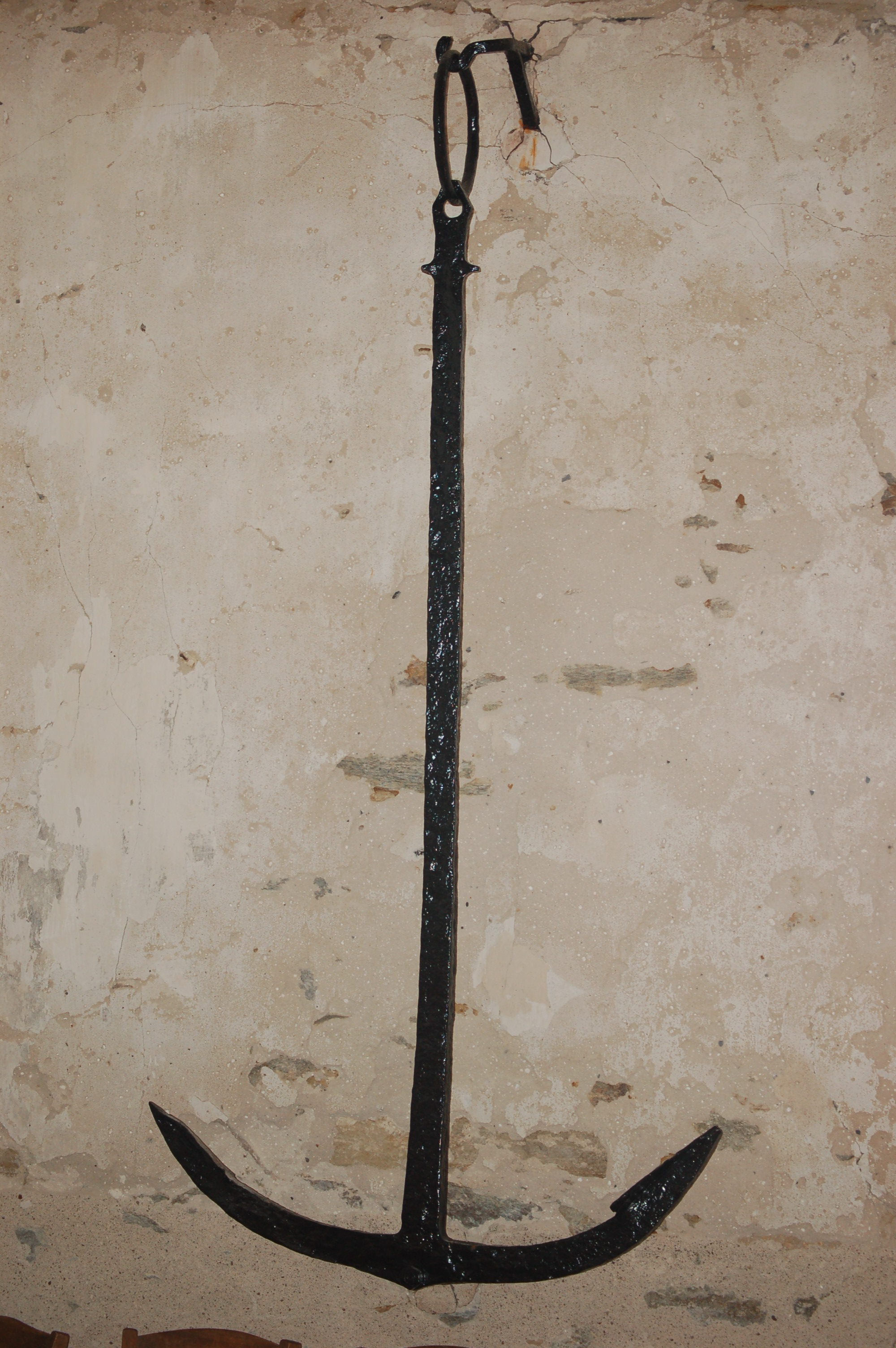
Ancoră din perioada vikingilor

- ancoră – piesă grea de metal, cu brațe ca niște gheare, care se coboară cu un lanț pe fundul apei pentru fixarea navei.

- ancoră amiralitate - ancoră folosită numai pe navele cu vele sau ca ancorot pe navele mari și care se compune din fus, din a cărui extremitate inferioară (diamantul) se desfac brațele terminate cu palme, la care fața superioară (unghia) are urechi laterale și vârfuri (gheare).
- ancoră angajată - ancoră prinsă într-un cablu submarin, într-o parâmă sau înmtr-un lanț de pe fundul apei.
- "ancoră apic" - formulă de raport prin care se anunță că lanțul ancorei este vertical; sinonim: ancoră la pic.
- ancoră atârnată:

- ancoră filată atât cât să iasă din nară, gata pentru a fi fundarisită sau afurcată;
- ancoră suspendată în lanțul acesteia și într-o parâmă, în dreptul etravei, pentru a nu lovi cheul la acostare;
- ancoră ținută numai în bolțul de capon, gata pentru a fi fundarisită.
- ancoră-bloc - bloc de beton sau de fontă servind la ancorarea gemandurilor.
- ancoră caponată - ancoră filată din nară și atârnată la gruia de capon sau la babale pentru a permite legarea navei de geamandură.
- ancoră-calotă - bloc de fontă cu gheare la partea inferioară servind la ancorarea gemandurilor.
- ancoră care întinde - ancoră al cărei lanț ține efectiv nava.
- ancoră-ciupercă - ancoră ce servește la ancorarea navelor-far sau a geamandurilor.
- ancoră comună - ancoră întâlnită pe micile veliere de cabotaj, formată dintr-o traversă de lemn fixată cu brățări metalice.
- ancoră cu patru brațe - ancoră folosită pe fluvii, având la diamant o cheie pentru lanțul-călăuză.
- ancoră curată - vezi ancoră liberă.
- ancoră cu un singur braț - ancoră ce servește la ancorarea geamandurilor.
- ancoră de furtună:

- con confecționat din pânză de vele care se filează în prova unei bărci pentru a o menține într-o poziție favorabilă, astfel încât valurile să se spargă departe de aceasta;
- dispozitiv improvizat din scondri și o velă lestată la partea inferioară (sinonime: ancoră de derivă, ancoră de mare, ancoră plutitoare).
- ancoră de gheață - ancoră cu un singur braț, care, prinsă într-o gaură în gheață, permite legarea navei.
- ancoră de maree înaltă/joasă - ancoră care ține nava la mareea înaltă/joasă.
- ancoră de nămol - dispozitiv de ancorare pe funduri mâloase constând dintr-un corp tronconic ce se îngroapă cu ajutorul unui jet de apă care pompează mâlul în afară.
- ancoră de post - ancora principală a navei (sinonim: ancoră mare).
- ancoră de salvare - ancoră grea folosită pentru scoaterea de pe uscat.
- ancoră de veghe - ancoră de post fundarisită cu puțin lanț.
- ancoră Eells - ancoră folosită la lucrările de salvare.
- ancoră-grapă - ancoră de forma unui triunghi isoscel, folosită la adâncirea albiei prin grăpare.
- ancoră împerecheată - ancoră asigurată prin fixarea sa cu un ancorot, folosind o parâmă de împerechere.
- ancoră încălțată - vezi ancoră înnămolită.
- ancoră încurcată:

- ancoră la care lanțul s-a încolăcit în jurul brațelor (ancoră subbrațată) sau în jurul traversei (ancoră subtraversată);
- emblemă constituită dintr-o ancoră cu cablul răsucit în jurul fusului.
- ancoră în galeră - ancoră având un braț legat cu o parâmă care trece printr-o macara de la bompres, iar de acolo pe punte.
- ancoră Langston - ancoră de forma unei ciuperci, care se îngroapă cu ajutorul unui jet de apă.
- "ancoră la pic" - vezi "ancoră apic".
- "ancoră la post" - formulă de raport prin care se anunță că ancora este intrată în nară sau boțată pe ancorator.
- "ancoră la suprafață" - formulă de raport prin care se indică faptul că ancora a fost virată până la suprafață.
- ancoră liberă - ancoră neangajată și neîncurcată; sinonim: ancoră curată.
- ancoră mare - vezi ancoră de post.
- ancoră Northill - ancoră instalată pe iahturi și pe hidroavioane.
- ancoră-plug - ancoră utilizată de navele mici.
- ancoră subbrațată - vezi ancoră încurcată.
- ancoră sub picior - ancoră fundarisită cu puțin lanț pentru a ajuta o manevră.
- ancoră subtraversată - vezi ancoră încurcată.
- ancoră-șurub - ancoră folosită numai la geamanduri.
- ancoră Tomgstone - ancoră brevetată, cu un singur braț.
- ancoră traversată - ancoră așezată orizontal, fiind prinsă cu cârligul de traversieră în brățara de traversieră, eventual și în cârligul de capon.
- ancoră Trigrip - ancoră ce se instalează pe iahturi.
- ancoră zăvorâtă - sistem cu două ancore în care una este prevăzută cu un lanț mai scurt pentru reducerea mișcărilor violente ale navei.

- ancorot - ancoră mai mică decât ancorele de post, folosită pentru ambosare sau alte manevre.
- andocare - manevră de ridicare a navei pe un doc plutitor sau de intrare într-un doc uscat (vezi și carenaj).
- anemometru - aparat pentru măsurarea vitezei vântului.
- anexă grafică - porțiune corectată a unei hărți care se lipește în locul corespunzător al acesteia (sinonim: bloc).
- angajare:

- prinderea de un obiect aflat pe fundul apei;
- stabilirea contactului de foc cu inamicul, începerea luptei;
- începerea unei manevre de întoarcere.
- angajată - (despre navă) canarisită datorită unui gren care a surprins nava cu prea multe vele întinse și într-o aliură nefavorabilă.
- angarie - drept de rechiziție în timp de război a navelor neutre, plătind despăgubiri și care datează din epoca lui Ludovic al XIV-lea.
- ansă - baie de dimensiuni mici.
- antecală - parte a calei unei nave care se găsește sub nivelul mării.
- antenă:

- vergă a unei vele latine, foarte lungă și ascuțită la extremități;
- bară lungă și mobilă prinsă transversal de catarg, spre a ține o parte din pânzele unei corăbii;
- scondru așezat travers pe bompres, la extremitățile căruia trec sarturile bompresului.
- vezi mină.
- anteport - vezi avanport.
- antitrombă - trombă marină descendentă, vârtej, sorb gigantic cu adâncime de zeci de metri, în care apa se învârtește cu mare viteză.
- anuarul marinei - publicație anuală cu specific marinăresc, care informează despre principalele activități desfășurate în marină timp de un an.
- anvelopă - partea exterioară a căldării de abur a unui vapor.
- anvergură a velei - întindere a velei desfășurate.
- aparat - palanc mare folosit la manevrele de forță.
- aparat de distanță - dispozitiv care înregistrează distanța parcursă de torpilă și care oprește mașina după ce torpila a parcurs cursa reglată.
- aparat plutitor - mijloc de salvare colectivă, altul decât barca sau pluta de salvare.
- aparat submarin de salvare - aparat folosit pentru salvarea la adâncimi mari a echipajelor submarinelor avariate.
- apă de balast - vezi balast.
- apă de mare - apă cu greutatea specifică de 1,025, cu a cărei valoare se calculează deplasamentul navelor.
- apă de port - apă cu greutatea specifică în portul respectiv, cu ajutorul căreia e calculează imersiunea efectivă a navelor.
- apă de revenire - valuri care au lovit plaja, fiind reflectate de mal și revenind spre larg (vezi: curent de albie, curent de spărtură).
- apă de santină - apă murdară, provenită din diferite scurgeri ce se adună în santină și care se evacuează în afara bordului cu pompele de santină.
- apă dulce - apă potabilă; apă de fluviu (nesărată).
- apă joasă/înaltă - nivelul cel mai scăzut al mareei joase/înalte.
- apă liberă - apă lipsită de ghețuri sau de alte pericole; largul mării.
- apă moartă:

- apă adâncă, cu fund din pietriș, cu curenți slabi sau inexistenți;
- suprapunerea a două straturi de apă cu salinitate diferită, care cauzează o modificare bruscă a vitezei navei.
- apărare:

- acțiunea de a feri cu cangea sau cu mâna bordajul unei ambarcațiuni;
- acțiunea de a feri o vergă care se descrucișează pentru a nu se încurca în greement.
- apărătoare - obiect folosit pentru a feri bordajul unei nave împotriva frecării de cheu sau de bordajul altei nave.

- apărătoare a elicei - construcție din bare metalice care împiedică lovirea elicei de cheu; se montează la navele la care elicea iese în afara bordajului.
- apărătoare de barcă - apărătoare confecționată dinntr-un tub de cauciuc acoperit cu jumătăți de ochiuri.
- apărătoare de remorcă - tub metalic sau dispozitiv de protecție prin umplere, înfășare și înfășurare a remorcii pentru a o feri de frecare.
- apărătoare de șoareci - disc din tablă cu un orificiu central ce se fixează pe parâmele de legare a navei pentru a împiedica intrarea șoarecilor, șobolanilor la bord.
- apărătoare-disc - apărătoare circulară confecționată din parâmă și prevăzută cu o barbetă.

- apă salmastră - apă marină, având conținutul de săruri intermediar între apă dulce și apă sărată și care se găsește la vărsările fluviilor în mare și în unele lacuri de litoral care comunică cu acestea.
- ape costiere - apele de suprafață situate în interiorul unei linii ale căror puncte sunt situate în totalitate la o distanță de o milă marină pe partea dinspre mare, față de cel mai apropiat punct al liniei de bază, de la care se măsoară întinderea apelor teritoriale.
- ape de pescuit - ape limitrofe zonei litorale a unui stat, în care numai acesta are dreptul de a pescui; a nu se confunda cu ape teritoriale.
- ape de pilotaj - ape pentru traversarea cărora este necesar un pilot la bordul navei, în care navigația se execută prin pilotaj.
- ape de suprafață - apele interioare cu excepția apelor subterane; ape tranzitorii și ape costiere, exceptând cazul stării chimice pentru care trebuie incluse apele teritoriale.
- ape interioare - toate apele stătătoare de suprafață și curgătoare și subterane aflate în interiorul liniei de bază, de la care se măsoară întinderea apelor teritoriale.
- ape internaționale - apele mării dincolo de apele teritoriale și în care niciun stat nu își exercită suveranitatea dar se pot desfășura operațiuni navale, cercetări științifice etc.; sinonim: largul mării.
- ape libere:

- zonă a mării aflată în afara apelor teritoriale; sinonime: mare liberă, largul mării, mare deschisă;
- ape eliberate de ghețuri sau în care nu sunt pericole pentru navigație.
- ape moarte - vezi maree.
- ape naționale navigabile:

- apele maritime considerate, conform legii, ape maritime interioare;
- fluviile, râurile, canalele și lacurile din interiorul unui stat, pe sectoarele lor navigabile;
- apele navigabile de frontieră, de la malul acelui stat până la linia de frontieră.
- apendice - proeminență pe fundul navei, ca pantalonii elicei etc.
- ape portuare - apele unui port până la linia care unește instalațiile și construcțiile cele mai avansate în largul mării; vezi și: acvatoriu.
- ape teritoriale - porțiune a mării sau a oceanului situată de-a lungul coastelor unui stat, formând o parte integrală a teritoriului acestuia.
- ape tranzitorii - corpuri de apă de suprafață aflate în vecinătatea gurilor râurilor, care sunt parțial saline ca rezultat al apropierii de apele de coastă, dar care sunt influențate puternic de cursurile de apă dulce.
- apele unei nave:

- (în sensul obișnuit) apa din pupa unei nave;
- apa din jurul unei nave.
- ape uzate - ape incluzând deșeuri care provin de la băi, chiuvete, spălătoare, infirmerii, precum și alte ape reziduale și care, conform normelor ecologice, nu pot fi descărcate în mare dacă nu au fost tratate și dezinfectate.
- ape vii - vezi maree.
- apic - (despre lanțul ancorei sau despre o coastă) vertical.
- apicare - înclinare a unei vergi sau a unui pic.
- aplustră - (în Antichitate) piesă (din lemn) a unei corăbii, plasată la pupa și ornată cu banderole.
- apostoli - babale din lemn legate cu o traversă instalată pe navele de lemn, la piciorul catargului, pentru a putea lua volta manevrelor.
- apropieri - zonă de mare din vecinătatea uscatului, când acesta nu este încă vizibil.
- aprovare – înclinare longitudinală temporală a unei nave, cu prora scufundată mai mult decât pupa, datorită unei repartizări neraționale a încărcăturii (vezi și asietă).
- apuntament - platformă (sau punte) (de lemn) de-a lungul malurilor unei ape, servind la acostarea ambarcațiunilor.
- apupare - înclinare longitudinală temporală a unei nave, cu pupa scufundată mai mult decât prora, datorită unei repartizări neraționale a încărcăturii (vezi și asietă).

- apupare de viteză - apupare produsă de un anumit sistem de valuri (grupe de valuri Kelvin), care imprimă navei tendința de a se urca pe propriul său val prova.

- arat (al ancorei) - fenomen în care ancora se târăște pe fund, fără a mușca; sinonime: derapaj, grăpare.
- arătare a pavilionului:

- ridicare a pavilionului pentru identificare;
- efectuarea unei croaziere cu o navă de război în scop propagandistic.
- arboradă – totalitatea arborilor și vergilor unei nave.
- arborare - ridicare a unui pavilion sau drapel pe catargul unei nave.
- arbore – grindă lungă tronconică ce se fixează pe puntea navei în poziție verticală și care servește la susținerea pânzelor, vergilor sau a semnelor de navigație (sinonim: catarg).

- arbore-gruie - vezi catarg de încărcare.
- arborele gabier - porțiunea din mijloc a unui catarg, care susține gabia.
- arborele mare - catargul principal.
- arborele mic - trinchet.
- arbore portelice - tronsonul liniei de catarge din extremitatea pupa a navei, având un capăt în interiorul navei, cuplat cu arborele intermediar, iar celălalt capăt, în exterior, cuplat cu elicea; sinonim: ax portelice.

- arboret - partea superioară a catargului unei nave.

- arboret de bompres - arbore mic pe care se întinde o velă patrată, denumită gabierul bompresului.

- arc:

- porțiunile curbe ale bordajului la prova navei;
- curbura unei nave sprijinită cu partea centrală pe un val;
- vezi gabie.
- arcform - tip de navă caracterizată prin formele arcuite ale bordajului, cu intrând în mare.
- arcuire - încovoiere a unei nave când se sprijină pe un val numai cu partea centrală.
- ardentă - întoarcere a unei nave cu prora în direcția din care bate vântul.
- argat - cabestan din lemn folosit în șantiere navale și al cărui ax (denumit urs) are orificii în care se introduc bare numite manele.
- argonaut - personaj din mitologia greacă; (prin extensie) marinar temerar.
- argument - valoare cunoscută cu care se intră în tabelele nautice.
- arguzin - în trecut, subofițer care, la galere, supraveghea oamenii de la rame.
- arhitectură navală - știința proiectării și construcției navelor, care se împarte în teoria navei și construcții navale.
- arie de vânt - vezi cart.
- arimare – aranjarea încărcăturii unei nave, pentru a o proteja împotriva deteriorării și pentru obținerea unui centraj favorabil echilibrului și stabilității navei.
- arimor - persoană calificată în arimarea caricului; sinonime: stivator, stivuitor.
- aripă:

- fâșie de pânză care prelungește pânza inferioară a corăbiei;
- velă suplimentară folosită la navigația cu vânt din pupa;
- plasă așezată la gura traulului, în prelungirea matiței, de ambele părți, la capac și la talpă, pentru a mări suprafața de captare a peștelui.
- aripi de ruliu – table de oțel dispuse lateral pe fundul unei nave pentru a micșora mișcările de ruliu.
- aripi imerse - vezi aripi portante.
- aripi portante - dispozitiv în formă de aripi montat sub fundul navei; sinonim: aripi imerse.
- arivaj - intrare în port a unei nave; sosire pe apă a unui transport de mărfuri.
- armament:

- complex al unei nave de luptă, format din echipaj, provizii, combustibil și muniții;
- totalitatea marinarilor destinați a pune în funcțiune o barcă, un cabestan, un tun etc.
- armare

- operația de îmbarcare a echipajului și de înzestrare a unei nave cu aparatajul, combustibilul și proviziile necesare navigației.
- operația de ridicare și fixare a catargelor și a pânzelor unei ambarcații pentru a o face gate de plecare;
- (în șantiere) montare pe o navă, după lansare, a tuturor instalațiilor necesare;
- pregătirea pentru tragere a unui tun ori a unui tub lanstorpile;
- pregătirea pentru manevră a unui cabestan sau a unei sonde mecanice.
- armare în cursă - pregătire a unei nave pentru un război de cursă.

- armator:

- persoană fizică sau juridică având în exploatare nave comerciale; proprietar de nave;
- persoană care echipează o navă în scopuri comerciale.
- armătură - seu fixat în gaura plumbului sondei manuale pentru a preleva probe de pe fundul mării.
- armuz - spațiile dintre scândurile bordajului sau ale punților de lemn ale navelor, în care se presează calafat sau alte materiale pentru a asigura etanșeitatea; sinonim: harmuz.
- artilerie - totalitatea tunurilor și rachetelor cu instalațiile și aparatura specializată, folosite în marina militară.

- artilerie de coastă - artilerie destinată luptei de pe litoral împotriva navelor inamice și a unor obiective de pe uscat.
- artilerie navală - artilerie instalată la bordul navelor și destinată luptei împotriva obiectivelor navale, terestre și aeriene.

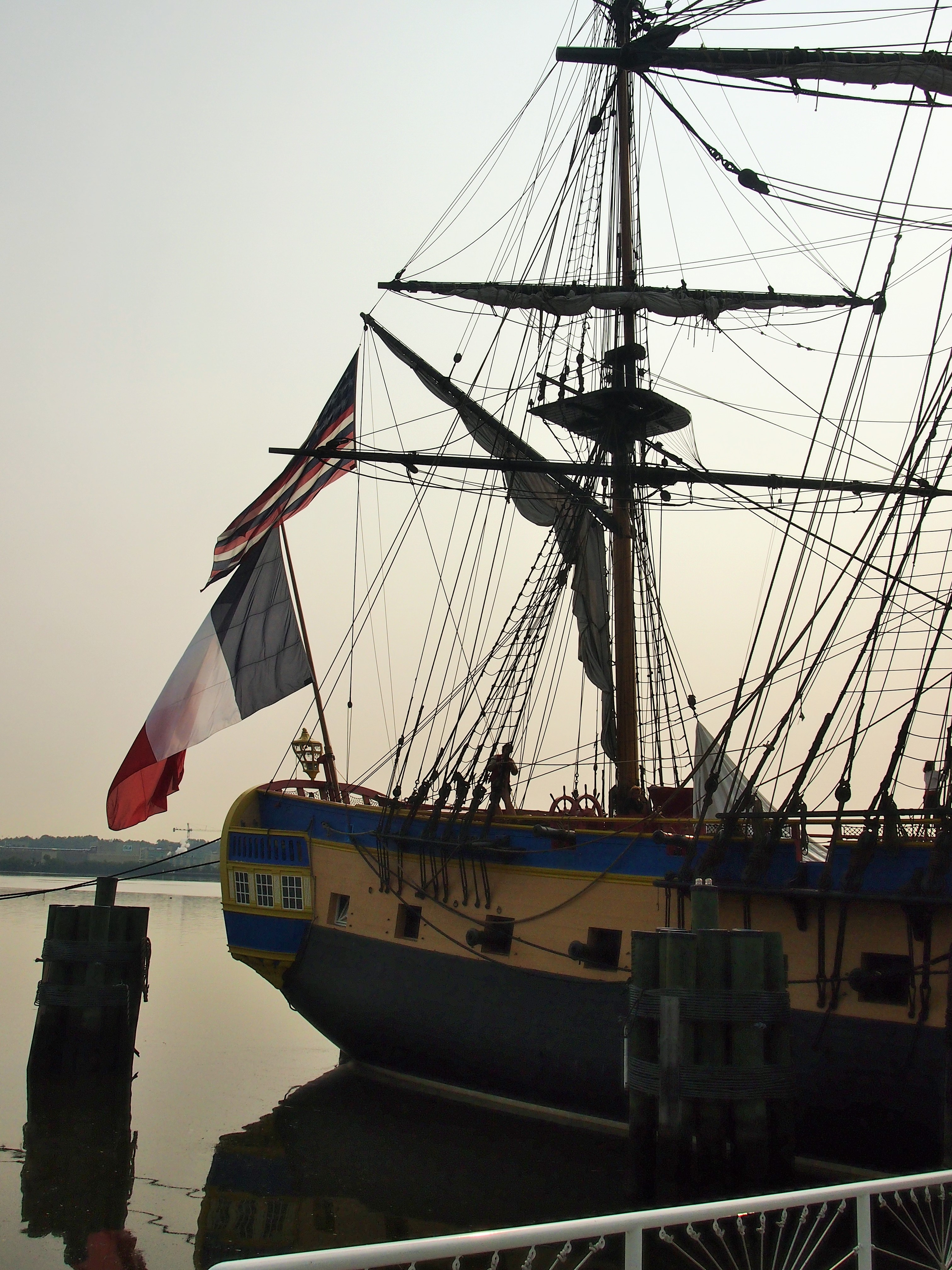
Artimonul fregatei Hermione

- artimon – catarg situat la pupa unei nave cu pânze și cu mai multe catarge.

### As - Az
- ascultare a cârmei - termen care arată cât de mare este viteza relativă a unei nave în raport cu apa.
- ascuțiș - piesă cu curbura prea mică și care poate roade parâma care trece pe deasupra acesteia.
- ASDIC - (Allied Submarine Detection Investigation Committee) aparat (tip sonar) de detectat submarinele prin ultrasunete, precum și bancurile de nisip submarine, bancurile de pești etc.
- asfaltier - navă amenajată pentru transportat asfalt.
- asietă – înclinare în direcție longitudinală a unei nave, care poate fi aprovată, apupată sau pe chilă dreaptă.
- asistență maritimă - ajutor dat unei nave în pericol de către o altă navă.
- aspirant - (în trecut) primul grad de ofițer în marina militară; tânăr practicant pe o navă civilă în vederea obținerii gradului de ofițer stagiar; elev-ofițer.
- astar - țesătură din lână (și fibre sintetice) folosită la confecționarea pavilioanelor.
- astrocompas - instrument de navigație în mările polare care indică direcția cu ajutorul unei alidade ce vizează un astru; vezi și compas solar.
- astronomie nautică - ramură a astronomiei, cu aplicare în navigația maritimă.
- așchiere - reducere bruscă a înălțimii malului.
- așteptare în balans - (despre un remorcher cu convoi) deplasare în amonte cu o viteza curentului apei, menținând convoiul pe loc.
- atașat naval - ofițer care îndeplinește funcția de consilier în probleme navale al șefului unui oficiu diplomatic.
- aurie - (despre vele) care este în formă de trapez.
- auștec - întâlnirea a două nave care înaintează pe un curs de apă în sensuri opuse, arătând-și reciproc tribordul în loc de babord.
- autogonflabil - (despre echipamentul de salvare de la bordul navelor) care se umflă automat în contact cu apa.
- autonomie - distanță maximă pe care o poate parcurge o navă, fără refacerea plinurilor de combustibil.
- autopilot - vezi pilot automat.
- avanport - zonă de scurtă staționare a navelor la intrarea într-un port; reprezintă suprafața de apă aflată între radă și apele interne ale portului; sinonim: anteport.
- avans:

- interval de timp cu care cronometrul devansează ora exactă;
- interval de timp cu care ora mareei înalte precede uneori culminația Lunii.
- avarie totală - termen învechit pentru naufragiu.
- aviație navală - componenta aeriană a marinei militare și operează de pe navele de război care au la bord aeronave sau de pe  baze terestre.
- avizo – navă de luptă de tonaj redus, cu viteză mare și dotată cu armament ușor de artilerie.
- axă a unei nave - linie imaginară în jurul căreia se fac diferite mișcări de oscilație și rotație ale navei.
- axiometru – aparat cuplat pe transmisia cârmei și care indică poziția acesteia față de axul diametral al navei.
- ax portelice - vezi arbore portelice.
- azimut - unghiul pe care îl face direcția de deplasare a unui obiect în mișcare cu Polul Nord geografic (denumit în engleză "true North", sau nordul adevărat, spre deosebire de Nordul magnetic).

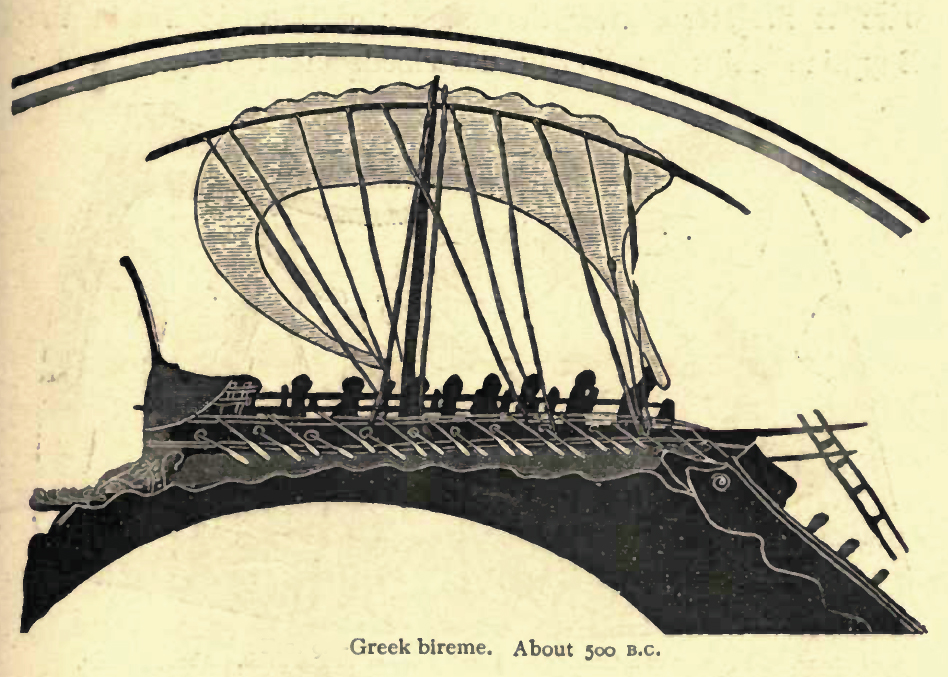
Biremă din Grecia antică

## B

### Ba - Bi
- B - pavilion din Codul internațional de semnale cu semnificația: "Încarc sau descar explozivi sau material inflamabil".
- baader - mașină specială folosită pe traulere pentru fabricarea fileurilor de pește.
- babá – piesă metalică montată pe puntea navei sau pe chei și care servește la legarea parâmelor navei când acesta acostează; sinonim: bintă. 
  - babá cu motor - tambur instalat pe un perete, acționat de un motor, cu ajutorul căruia se poate vira o parâmă.
- babafincă - zburător pe bombarde folosit în trecut și care era prevăzut deasupra cu o contrababafincă.
- babaică - ramă de barcă cu brațul îngroșat către mâner, pentru a crea o contragreutate (sinonim: opacină).
- babord – partea din stânga a unei nave, privind de la pupa spre prova.
- bac – ambarcație de formă specială (denumită și pod plutitor mobil), servind la transportul oamenilor și vehiculelor peste ape.
- bagalá - navă arabă cu unu-doi arbori, cu vele latine și cu antenă.
- baie - porțiune în care marea intră în uscat, având o deschidere mai mare decât adâncimea.
- baidac - tip vechi de navă puntată, folosită pe Nipru.
- baieră de firuială (de transfilaj) - saulă cu care se execută firuiala/transfilajul.
- baieră de înfășurare - saulă cu care se înfășoară vela strânsă pe cergă.
- baieră de învergare - parâmă ce trece prin ochiul de învergare al unei vele pătrate și servește la împuntarea de învergare (vezi și sachet de învergare).
- baieră de terțarolă - saulă ce trece prin ochiurile de terțarolă de pe marginea de cădere a velei și servește la executarea împuntăturii de terțarolă (vezi și sachet de terțarolă).
- bajoaier:

- peretele lateral al unei ecluze sau al unui doc uscat;
- fiecare dintre cele două plutitoare laterale ale unui doc plutitor.
- bal - balot de bumbac sau de materiale similare.
- balama de cârmă - balama fixată pe muchia pupa a etamboului și destinată susținerii penei cârmei, prin inetermediul unui cui numit țâțână.
- balandră:

- barcă filipineză scobită, cu balansier dublu, catargul având o velă cu spetează, ghiu și foc;
- barcă peruviană puntată, având pupa cu tablou, velă aurică și două focuri.
- balans - mișcare oscilatorie a unei nave, care poartă denumirea de ruliu, când oscilațiile au loc în jurul axului longitudinal și tangaj când acestea se produc în jurul axului transversal.
  - balans în opt - combinație de ruliu și tangaj, care solicită puternic nava și provoacă răul de mare cel mai violent.
- balansină – parâmă de metal sau de cânepă, folosită pentru susținerea vergilor încrucișate ale catargelor sau ale bigelor.

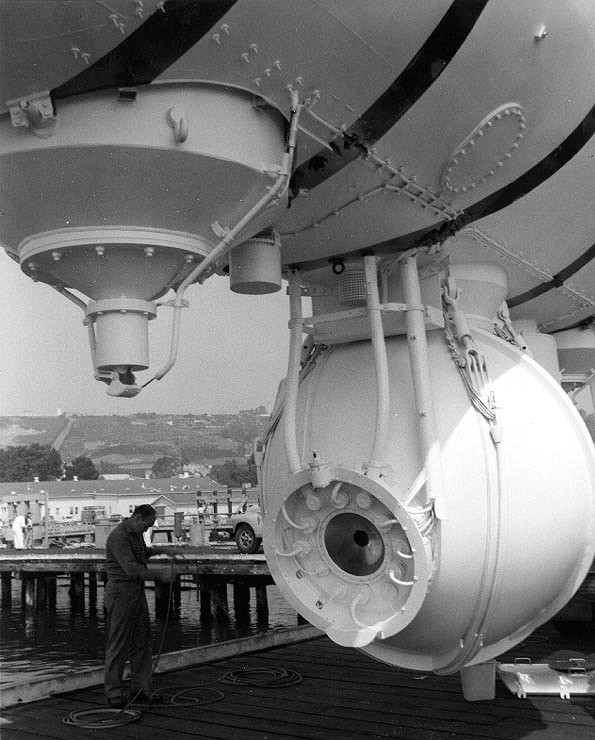
Buncărul de balast al unui batiscaf

- balast:

- greutate care se introduce uneori pe o ambarcațiune sau pe o navă cu încărcătură redusă, cu scopul de a-i mări pescajul și de a-i ameliora stabilitatea (sinonim: lest);
- compartiment etanș al unui submarin, care se umple cu apă sau cu aer, pentru a asigura scufundarea acestuia sau ridicarea lui la suprafață.
- balenă - spetează din lemn sau din material plastic la ambarcațiile de sport.
- balenier - marinar calificat în vânarea balenelor.
- balenieră:

- navă ușoară și rapidă, cu prora și pupa ascuțite, folosită pentru vânătoarea de balene și pentru remorcarea acestora;
- ambarcație îngustă și ușoară, aflată în dotarea navelor mari și care servește la transportul de persoane.
- balie - recipient din lemn pentru păstrat apă, saula sondei grele etc.
- balizaj – semnalizare cu balize fixe sau plutitoare a zonelor periculoase de navigație sau a sectoarelor dintr-un port.
- balizaj hertzian - delimitare cu ajutorul unor semnale optice, acustice sau de radio a unui spațiu, a unui drum de navigație maritimă.
- baliză – piesă din oțel, lemn sau beton, așezata în poziție vizibilă pentru a indica zone periculoase pentru navigație.
  - baliză de dragaj - geamandură cu baston în vârful căruia se află un pavilion și care marchează pasele dragate și alte lucrări de dragaj.
- balizor - navă special amenajată pentru instalarea de balize.
- balok - ambarcațiune din zona arhipelagului Indoneziei, lungă de circa zece metri.
- balon de acostare – balon fixat pe suprafața apei în scopul evitării venirii în contact a ambarcațiunii cu locul de acostare.
- balustradă - apărătoare care se află la marginea unei punți de navă, a unei pasarele etc, pentru siguranța persoanelor și a mașinilor.
  - balustradă a gabiei - îngrădire din bastoane și filiere care înconjoară gabia sau numai pupa acesteia.
  - balustradă de salut - parâmă întinsă deasupra vergii de care se țin marinarii când se ordonă "La posturile de salut pe vergi!".
- bană - bucată de lemn, de plută, de tablă, folosită de pescari pentru a marca locul unde au pus carmacele.
- banc:

- acumulare de nisip, pietriș sau nămol, formată pe fundul mărilor ori al apelor curgătoare, care ajunge uneori până la suprafața apei, periclitând navigația;
- grup mare de pești sau de scoici, care apar în diferite perioade ale anului într-un anumit loc;
- canapea pentru marinarii care vâslesc.
- - banc călător - depunere de nisip, pietriș sau nămol care se deplasează sub acțiunea curentului de apă.
  - banc de arbore (de catarg) - banc care susține catargul cu ajutorul unei brățări de etambreu.
  - banc de cart - (pe vechile nave cu vele) platformă ce iese în afara dunetei pentru ca ofițerul de cart să poată vedea mai bine velele și bordajul.
  - banc de gheață - vezi banchiză.
- banca catargului - banca unei ambarcații prin care trece catargul.
- banchiză - câmp de gheață format în regiunile polare, de-a lungul coastelor mării și din care, prin rupere, se formează aisbergurile; altă denumire: banc de gheață.
- "banda!" - comandă de rotire a cârmei la maximum.
- bandare - înclinare pe un bord a unei nave din cauza vântului sau a depozitării defectuoase a încărcăturii.
- banderolă - bandă mică de stofă (ori steguleț) care fâlfâie pe vârful unui catarg, ca semn distinctiv.
- bandieră:

- steag al unei țări înălțat pe navele sale și pe clădirile unde se află rezidenții ei în străinătate;
- steguleț folosit pe vapoare, la diferite semnalizări.
- bandulă – piesă de lemn în formă de pară, îngreunată cu plumb, legată cu o frânghie și care la acostare se aruncă de pe navă, cu scopul de a trage pe chei sau pe o altă navă capătul parâmei de legare.
- banieră:

- steag de formă trapezoidală având baza mică în coadă de rândunică, iar baza mare prinsă de un baston suspendat la antena galerelor;
- (în Evul Mediu) steag sub care se adunau navele unui senior;
- (în expresia "în banieră") atârnare pentru uscare.
- barare a T-ului - manevră militară prin care un grup de nave de luptă în formație de șir intersectează prin prova sau pupa drumul unui alt grup de nave inamice dispuse într-o formație similară, în scopul concentrării focului de artilerie asupra navei-comandant; sinonim: învăluirea capului (cozii) coloanei inamice.
- baraterie -  prejudiciu adus unei nave prin încălcarea îndatoririlor de către comandant sau de către un membru al echipajului.
- baratrometru - instrument cu care se măsoară rapiditatea și direcția curenților marini.
- bară

- prag submarin de nisip, situat în zona gurii de vărsare a unui fluviu sau în lungul coastelor și care poate constitui o piedică pentru navigație;
- zonă de brizanți formată de astfel de praguri de nisip la vânt dinspre larg.
- barbetă:

- parâmă cu un capăt la prova unei ambarcații și care servește la legarea acesteia de o navă sau chei;
- pereți verticali în chiurasă care limitau spații în care erau fixate în trecut tunurile unor nave de război.
- barbotină – roată specială montată pe axul vinciului ancorelor, a cărei coroană are lăcașuri de forma și mărimea zalelor lanțului de ancoră.
- barc - corabie cu mai multe catarge, cu velatură pătrată, al cărei ultim catarg are vele trapezoidale.
- "barca nr. ... sub palancuri!" - comandă pentru ca barca respectivă să fie adusă sub palancuri pentru a fi ridicată.
- barcaz – ambarcație de lemn cu o capacitate de încărcare de cel mult 100 de tone și care poate naviga cu pânze, motor propriu sau remorcată.

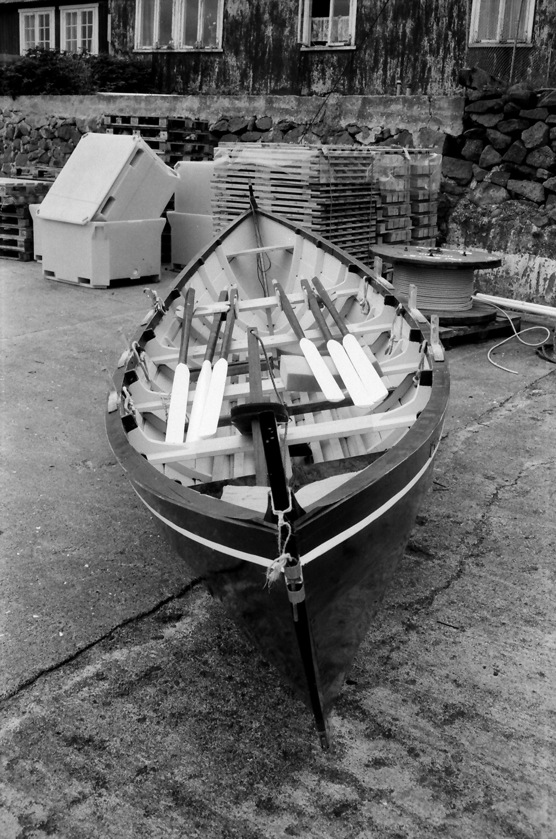
Barcă cu vâsle

- barcă – ambarcație mică de lemn, metal sau alte materiale, cu vâsle, pânze sau cu motor, folosită pentru a transporta oameni sau materiale.
  - barcă cu motor - barcă prevăzută cu un motor pentru propulsie, fix sau mobil.
  - barcă de asalt – ambarcație mică ce servește pentru trecerea pe malul apărat de inamic în acțiunile de forțare a cursurilor de apă și de debarcare a desantului maritim⁠(en)[traduceți] .
  - barcă de salvare - barcă ținută la grui și pregătită pentru a fi lansată la apă pentru a salva un om căzut peste bord.
    - barcă de salvare cu motor - ambarcațiune de construcție robustă, având mai multe compartimente etanșe și chesoane de aer, precum și valvule de fund care permit evacuarea apei pătrunse în interior, folosită pentru salvarea naufragiaților în apropierea coastei.
    - barcă de salvare cu propulsie mecanică - barcă de salvare propulsată prin acționarea manuală a unor pârghii care imprimă arborelui elicei o mișcare de rotație; sinonim: barcă tip drezină.
    - barcă de salvare pentru navele comerciale - barcă destinată evacuării pasagerilor și echipajului în caz de naufragiu.
    - barcă de salvare pentru petroliere - barcă de construcție specială capabilă să reziste mult timp la trecerea prin produse petroliere aprinse.

  - barcă de scafandri - barcă amenajată cu pompe de aer și cu alte instalații necesare activității scafandrilor.
  - barcă de serviciu - barcă mai puțin robustă decât barca de salvare, folosită pentru diferite servicii în port.
  - barcă Lundin - barcă de salvare de tip ponton cu forme rotunde la prova și la pupa.
  - barcă pliantă - barcă confecționată din pânză impermeabilă sau folii de mase plastice, care poate fi pliată și transportată cu ușurință.
  - barcă pneumatică - barcă de cauciuc instalată pe navele mici și care se umflă pentru a servi ca barcă de salvare, pentru executarea de incursiuni etc.
  - barcă tip drezină - vezi barcă de salvare cu propulsie mecanică.
- "barcă la scară/tangon!" - comandă pentru ca barca să acosteze la scară sau să fie legată la tangon.
- barchentină - velier care are un arbore cu pânze pătrate și 2-4 arbori cu pânze trapezoidale.
- bardeziu - ansamblu de bârne dispuse longitudinal în cala unei nave pentru a evita deplasarea încărcăturii.
- barhidrometru - instrument pentru măsurarea presiunii apei la diferite adâncimi.
- barieră de corali - cordon alcătuit din corali și situat paralel cu țărmul; vezi și recif de corali.
- barjă:

- barcă cu o velă pătrată, pentru pescuitul pe râuri;
- ambarcație (de mare tonaj) cu fundul plat, fără propulsie proprie, împinsă de altă navă.
- bastiment – navă militară de mari dimensiuni.
- bastingaj – grup de chesoane, dulapuri sau rastele, instalate în cazarma unei nave sau pe punte, destinate depozitării hamacelor și sacilor cu efecte ale echipajului.
- batel - vaporaș.
- batelier - conducător al echipajului unui batel; matelot din echipajul unui batel.
- baterea clopotului - efectuarea de semnale de ceață cu clopotul; a nu se confunda cu baterea cartului sau cu baterea cheiurilor.
- batial - nivel marin cuprins între etajul litoral și etajul abisal, corespunzând taluzului continental (între adâncimile de 200–2500 m).
- batigraf - instrument care măsoară și care înregistrează adâncimea mărilor și oceanelor, folosit în cercetările submarine.
- batigrafie - măsurare a adâncimilor mărilor și oceanelor.
- batigramă - diagramă înregistrată la batigraf.
- batimetrie - ramură a hidrometriei care se ocupă cu măsurarea adâncimii apei din lacuri, râuri, mări și oceane.
- batimetru - aparat (tip ecosondă) pentru măsurarea adâncimii obiectelor aflate în apă.
- batipelagic - referitor la zonele oceanice de mare adâncime.
- batireometru - instrument care înregistrează continuu direcția și viteza curenților marini.
- batiscaf – navă submarină, echipată pentru studii oceanografice la mari adâncimi.
- batisferă – nacelă sferică de oțel, înzestrată cu echipament pentru cercetări submarine și care se coboară prin intermediul unui cablu.
- batitermograf - aparat care înregistrează temperatura apei pînă la adîncimea de 200 m.
- batometru – aparat cu care se iau probe de apă din mări, lacuri și râuri.
- batură - șanț pe ambele laturi ale chilei unei nave de lemn, pe care se prind coastele și bordajul.
- bazin portuar - parte dintr-un port în care navele pot staționa, fiind ferite de furtuni, valuri, sloiuri sau variații de nivel ale apei.
- bechie:

- piesă de metal care protejează elicea unei ambarcații cu motor ce navighează în ape puțin adânci;
- proptea care împiedică răsturnarea unei nave naufragiate.
- bentograf - aparat cu care se poate fotografia fundul mării la adâncimi foarte mari.
- bentoscop - aparat sferic de scufundare, atașat printr-un cablu de o navă de cercetări.
- berton - barcă cu vâsle pliantă, din pânză cauciucată, folosită la bordul submarinelor și al navelor mici.
- beția adâncurilor - stare de euforie cauzată de creșterea azotului din sânge la persoane care coboară la mari adâncimi în mări sau oceane.
- bigă – grindă articulată la un capăt de partea inferioară a unui catarg și susținută la celalalt capăt de o parâmă (balansină) și care servește la încărcarea și descărcarea mărfurilor pe nave.
  - bigă de greutate - bigă pentru greutăți mari, al cărei braț este așezat cât mai jos, uneori chiar pe punte.
  - bigă de muradă - instalație improvizată pentru ridicarea greutăților, compusă dintr-un scondru ce se sprijină cu călcâiul pe o talpă de lemn, ținut de palancuri de picior, de o balansină și de gaiuri.
  - bigă de perete - bigă de dimensiuni reduse, având călcâiul fixat pe peretele unei suprastructuri și fiind folosită în scopuri secundare.
- bihún – utilaj folosit la pescuitul marin pentru baterea țărușilor necesari fixării carmacelor pe fundul mării.
- bilancelă - navă de cabotaj cu vele latine utilizată în Marea Mediterană.
- bilander - navă de cabotaj cu doi arbori cu vele aurice, folosită în mările nordice.
- bintă - babà fixată la bord între cabestan și puțul ancorei sau la chei, cu scopul de a mări siguranța ancorajului.
- biremă – navă antică de război cu două rânduri de vâsle suprapuse.
- bitură - lanț de ancoră aranjat pe punte în vederea unei manevre.

### Bl - Bz
- blochaus - cabina unei nave cuirasate.
- bocaport – deschidere în puntea unei nave prin care se scot și se introduc mărfurile în magazie.
- bolárd – stâlp scurt cu un cap lățit în formă de ciupercă, montat pe cheiuri pentru legarea cu parâme a navelor acostate.
- bombetă - lampă cu glob sferic, folosită pe nave pentru semnalizare.
- bombetă acustică - bombă mică de mină, folosită pentru determinarea adâncimii apei prin măsurarea momentului exploziei și a vitezei acesteia.

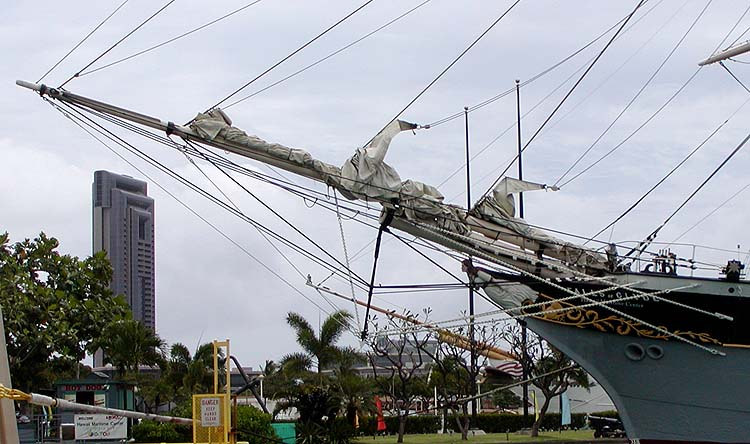
Bompresul navei Falls of Clyde

- bomprés – catarg aproape orizontal, montat la extremitatea de la proră și care susține pânzele triunghiulare.
- bonetă - velă complementară a unei corăbii, îngustă, care se instalează numai pe vreme bună, când vântul bate dinspre pupa.
- bord - fiecare dintre părțile laterale ale unei nave mari (v. babord, tribord); puntea unei nave.
- bordaj – perete lateral fixat pe partea exterioară a unei nave, marcată cu linii care indică pozițiile liniei de plutire.
- bordée:

- totalitatea tunurilor de pe o navă; salvă lansată cu toate tunurile de același calibru de pe bordul unei nave;
- echipajul unei nave care servește într-o anumită parte a bordului;
- porțiune de drum parcurs de o navă (cu pânze) fără a se vira la bord.
- bord liber – distanța dintre puntea principală a unei nave comerciale încărcate și suprafața mării, măsurată pe bordajul navei și a cărei valoare minimă este fixată prin regulamente internaționale.
- bordieră, mare ~ - mare care se învecinează cu un ocean.
- botel:

- vas fluvial vechi transformat în loc de cazare;
- hotel amplasat în apropierea unui port.
- botez - inscripție imprimată pe un pavilion, indicând litera, mărimea etc.
  - botezul liniei - obicei practicat pe navele de cursă lungă, când sunt stropiți cu apă marinarii care trec pentru prima dată linia ecuatorului.
  - botezul navei - ceremonial de lansare a unei nave noi pe apă; prin care i se anunță numele și se sparge o sticlă de șampanie de bordajul prova.
- boț - bucată scurtă de parâmă sau de lanț pentru legarea unei parâme sau a unui lanț aflat sub tracțiune, la unul din capete având un cârlig numit cioc de papagal.
  - boț Carpenter - boț brevetat, care constă dintr-o labă de gâscă din sârmă, care se prinde la unul din capete de un inel și la celălalt capăt având o cutie în care intră o pană cu caneluri corespunzătoare sârmei ce urmează a fi boțată.
  - boț cu gheară de drac - boț prevăzut cu întinzător care are, în loc de cârlig cu papagal, o gheară de drac.
  - boț de lanț - capăt de lanț ce servește la boțarea parâmelor metalice și la asigurarea lanțului ancorei.
- boțare - imobilizare (blocare) a unei parâme sau un lanț pentru a-i fixa partea liberă la o babá sau o stopă.
- boțman - șeful echipajului unei nave; cel mai înalt în grad dintre marinarii de la bordul unei nave de comerț; vezi și nostrom.
- boxă:

- compartiment amenajat pe malul unei ape, care servește la parcarea ambarcațiilor cu motor;
- ladă care servește la transportarea (încărcarea și descărcarea) animalelor pe o navă.
- braț:

– parâmă legată la capătul unei vergi și destinată manevrării laterale a acesteia;
- manevră curentă de manipulare a vergilor unui velier cu scopul așezării velelor în poziția dorită față de direcția vântului.
- braț fals - parâmă dată de la prova unei nave la primul banc din prova unei bărci de salvare ce se află lui grui, fiind gata de lăsat la apă.
- braț mort - braț între două coturi ce se unesc când nivelul apelor crește și care cu timpul se obturează.
- braț navigabil - ramificație a cursului principal al unei ape curgătoare care îndeplinește condițiile necesare pentru a servi la navigație.

- brațare - orientare a velelelor astfel încât să aibă o anumită poziție față de direcția vântului (vezi și unghi de brațare).

- brațare în grandee - orientarea vergilor pe direcția vântului, pentru ca acesta să bată în lungul velelor care flutură fără efect.
- brațare în sart - aducerea vergilor la un unghi de brațare maxim, adică până ce ating sarturile.
- brațare la babord/tribord - virare a brațului babord/tribord al unei vergi.
- brațare la semn (în cruce) - orientare a vergilor perpendicular pe planul diametral al navei.

- bremză - capăt de parâmă sau de lanț care servește la asigurarea unui lanț sau a unei ancore.
- brevet - document prin care se atestă calificarea într-o anumită funcție, cum ar fi căpitan de cabotaj, căpitan de cursă lungă, pilot etc.

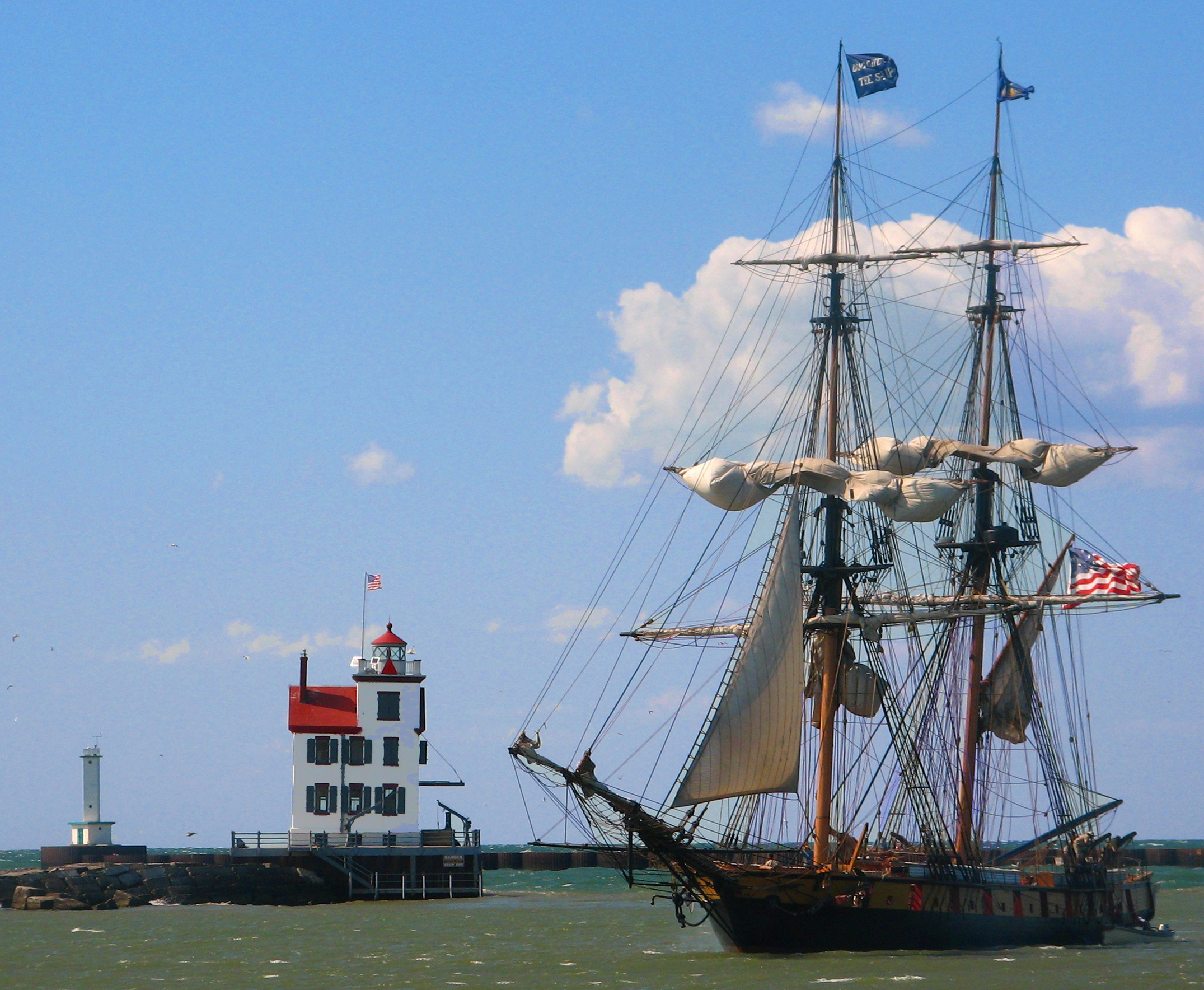
Bricul „TS Royalist”

- bric - velier cu două catarge și cu greement pătrat, folosit în trecut în scopuri militare, iar astăzi ca navă-școală; exemplu: Bricul Mircea.
- bricuire - curățare a punții unei nave cu cărămidă, nisip sau piatră ponce.
- brigantină:

– navă cu pânze, de dimensiuni reduse, cu două catarge; altă denumire: bric-goeletă;
- pânză de corabie de formă trapezoidală, fixată de catargul acestui tip de velier.
- brizant:

- perete sau colț de stâncă (ieșite la suprafața apei) de care valurile se sparg cu putere și cu zgomot;
- val care se rostogolește și se sparge în apropierea țărmului, izbindu-se de stânci, recife etc, producînd spumă sau care semnalează adâncimea redusă a apei ori prezența unui banc de nisip.
- brulot - vechi vas de război încărcat cu materiale inflamabile, care era împins către corăbiile dușmane pentru a le aprinde.
- buchet:

- ansamblu format din două-trei macarale servind pentru manevrele curente ale velelor;
- macara compusă din două căpățâni de macara îmbinate la partea superioară.
- bulină – parâmă utilizată la tragerea "în vânt" spre proră a marginilor de cădere ale pânzelor inferioare.
- buncăr – compartiment amenajat pe nave pentru depozitarea combustibilului (cărbuni).
  - buncăr de pește - buncăr care servește la depozitarea peștelui descărcat din traul și care este destinat prelucrării.
- busolă - instrument de navigație bazat pe cuplul de forțe exercitat asupra unui ac magnetic sau asupra unui electromagnet de către câmpul magnetic terestru, alcătuit dintr-un cadran gradat și un ac magnetic mobil care, lăsat liber, indică direcția nord-sud, permițând astfel orientarea în largul mării.
- busolă giroscopică – instrument de navigație constituit dintr-un giroscop și care indică direcția meridianului geografic (sinonime: compas giroscopic, girobusolă).
- butanier - navă special construită pentru transportul butanului lichid.
- butoiaș de barcă - butoi mic în care se păstrează apa pentru bărcile de salvare.
- butuc - piesă de metal sau de lemn care leagă două părți ale unui catarg.
- butuc de elice – partea centrală a unei elice, pe care se montează palele și care se fixează al arborele port-elice.

## C

### Ca - Cl
- C - pavilion din Codul internațional de semnale cu semnificația: "Da (afirmativ)."
- caballito - mică ambarcațiune folosită de nativii din Peru, fiind un fel de plută confecționată din trestie împletită cu sfoară.
- cabestan - mecanism la bordul unei nave de forma unui vinci, alcătuit dintr-un ax pe care se înfășoară un cablu; se întrebuințează la virarea lanțului ancorei, manevrarea parâmelor sau la deplasarea unor greutăți pe distanțe mici.
- cabină - cameră de dormit (sau pentru alte activități) pe o navă.
- cablier - navă special adaptată, destinată transportului și montării cablurilor submarine.
- cablogramă - comunicare transmisă prin cablu submarin.
- cablu:

- unitate de măsură a distanțelor egală cu o zecime de milă marină;
- parâmă de ancoră.
- cablu director - cablu electric, așezat pe fundul mării, prin care trece un curent alternativ al cărui câmp electromagnetic este detectat de receptoare aflate la bordul navei; sinonim: cablu-pilot.
- cablu ombilical - mijlocul de alimentare al unui scafandru profesionist alimentat de la suprafață.
- cablu-pilot - vezi cablu director.

- cabotaj:

– navigație comercială de-a lungul coastei, între localități apropiate;
- transport naval de mărfuri între porturi apropiate;
- prestație de transport comercial făcut în interiorul unei țări, fără depășirea frontierelor.
- cabotaj internațional - cabotaj între porturile unor state diferite.
- cabotaj mare - cabotaj între porturi situate în mări diferite.
- cabotaj mic - cabotaj între porturile aceleiași mări.

- cabotier – navă comercială, mică sau mijlocie, care navighează numai de-a lungul țărmului.
- caiac:

– ambarcație cu ambele capete ascuțite, care se conduce cu una sau două padele pe ambele borduri, din poziția șezând.
- ambarcație mică, cu înveliș din piele de focă (etanșată de corpul vâslașului), folosită de eschimoși.
- caic – ambarcațiune îngustă cu două catarge, cu prora și pupa ascuțite, folosită în Orient.
- calafat – câlți îmbinați cu catran, utilizați la etanșarea fundului, a bordajelor și a punților ambarcațiilor și navelor de lemn, precum și la etanșarea căptușelilor de lemn ale punților metalice.
- calaj:

– ansamblul de reazeme de pe platforma unei cale, pe care se fixează navele în timpul construcției sau în vederea reparațiilor;
- adâncime la care se cufundă în apă o navă.
- cală:

- încăpere situată sub puntea inferioară a unei nave, în care se depozitează încărcătura acesteia;
– instalație portuară pentru construcția și reparația navelor, constituită dintr-o platformă înclinată, dotată cu mașini de ridicat și cu dispozitive de fixare, cu cărucioare și sănii de lansare.
- cală de halaj - plan înclinat pe care se pot ridica navele mici pentru reparații.
- cală seacă - veche denumire pentru doc uscat.

- caldarină - cazan aflat la bord care produce apă caldă sau vapori pentru încălzirea compartimentelor sau pentru acționarea vinciurilor, cabestanelor etc.
- cale navigabilă - orice întindere de apă care permite navigația.
- caliornă - palanc cu macara triplă pentru greutăți mari.
- calități manevriere - proprietatea unei nave de a întoarce ușor, cu un diametru tactic mic, pentru a fi oprită pe o distanță mică.
- calități marine - proprietatea unei nave de a ține bine marea, de a nu ambarca prea multă apă pe mare rea, de a menține viteza pe mare rea.
- calități nautice - ansamblul proprietăților marine și manevriere ale unei nave.
- calmarea valurilor cu ulei - operație de acoperire a suprafeței mării cu o peliculă de ulei, prin care se împiedică formarea berbecilor.
- calm-plat - apă absolut liniștită, fără valuri.
- camană - lanțană fixată la partea inferioară a năvodului, de care se prind greutăți de plumb pentru a fi menținut în poziție verticală.
- camarot - dormitor pe o navă; ospătar la bordul unei nave.
- cambuză –  magazie de provizii pe o navă, amplasată de obicei sub punte, pentru a fi ferită de umezeală și pentru a avea o temperatură cât mai constantă.
- cambuzier - persoană însărcinată cu administrarea cambuzei pe o navă; chelner pe vapor.
- cameră - denumire dată anumitor încăperi sau spații de la bordul navelor sau ambarcațiunilor.

- cameră a bărcii - spațiul cuprins între ultimul banc din pupa și spatele bărcii în care stau pasagerii.
- cameră de comandă - (pe navele militare) încăpere de comunicare cu turnul de control, în care se află aparate de transmitere a ordinelor în diferite compartimente sau aparate de comunicare între conducătorii navei.
- cameră mare - încăpere sub dunetă pe vechile nave cu vele, unde amiralul sau comandantul navei aduna ofițerii pentru a le comunica ordine.

- camerist - persoană auxiliară pentru serviciul cabinelor.
- canadiană - ambarcație ușoară și rezistentă, asemănătoare cu canoea, la indienii nord-americani.
- canal

- albie artificială sau amenajată, care leagă între ele două mări, două fluvii, un râu cu un lac etc. și care servește la navigație, la irigări sau la construcții hidrotehnice;
- curs de apă îndiguit și drenat în scopul de a-l face navigabil, de a preveni inundațiile etc.;
- cale de circulație pe apă (ținând loc de stradă) în orașele așezate pe mare sau pe fluvii;
- porțiune de mare situată între două țărmuri apropiate.
- canal de ventilație - vezi canal venețian.
- canal maritim internațional – cale maritimă, creată artificial, care unește oceane sau mări și care prezintă o deosebită importanță pentru navigația internațională (exemple: Canalul Suez, Canalul Panama).
- canal navigabil – canal amenajat astfel încât să permită circulația navelor.
- canal venețian - tunel de ventilație amenajat provizoriu din dulapi și ghile în magaziile navelor pentru a împiedica deteriorarea mărfurilor din cauza umezelii; sinonim: canal de ventilație.

- canarisire:

– înclinare într-o parte a unei nave, datorită apei pătrunse printr-o spărtură sau repartiției neuniforme a încărcăturii;
-  înclinare transversală a unei nave mici pentru a descoperi o parte a carenei în vederea curățării sau a reparației acesteia.
- cancelling - clauză înscrisă într-un contract de transport maritim, potrivit căreia se poate rezilia contractul dacă nava nu sosește în portul de încărcare la termenul convenit.
- candeliță - nod care servește la prinderea unui obiect.
- cange – prăjină cu cârlig la capăt, utilizată la acostarea sau îndepărtarea de mal a bărcilor sau navelor mici.
- canistrelă - piesă de metal, de lemn sau de frânghie în formă de inel despicat, folosită pe nave la prinderea unor parâme, pentru a dirija un obiect sau pentru o manevră în direcția cârmei; sinonim: verigă de strai.
- canoe:

– ambarcațiune ușoară, cu prora și pupa ascuțite , condusă cu ajutorul padelelor din poziția în genunchi (v. și caiac);
- ambarcație ușoară dintr-un singur trunchi, folosită, în trecut, de amerindienii din regiunea Marilor Lacuri.
- canonieră – mică navă militară, folosită la lupte sau pentru patrulare pe fluvii sau pe lângă țărmul mării.
- canton - un sfert din suprafața unui pavilion; sinonim: cartier.
- cap:

- proeminență a uscatului care înaintează mult în mare;
– unghiul format de axul longitudinal al unei nave, în timpul navigației, cu direcția nord;
- partea superioară a gâtului coloanei arborelui gabier sau arboretului;
- partea cea mai înaintată a unui convoi, a unei formații;
- extremitatea din amonte a unui ostrov, banc de nisip.
- cap(ăt) - nod la extremitatea unei parâme.
- capă - manevră pe care o face o navă pe un timp neprielnic, cu vânt foarte puternic, care îi permite să suporte mai ușor valurile, vântul, furtuna.

- capă curentă - tip de capă la care o navă cu vele ține sub trinchetin, gabieri, trinca terțarolată și randa de furtună.
- capă ordinară - capă care se ține sub gabieri și trinchetin, iar la velierele mari, și sub trinca terțarolată.

- capăt - nod făcut la capătul unei parâme pentru a nu permite acesteia să treacă printr-un rai sau printr-o gaură oarecare.
- cap de berbec - (în trecut) piesă ovală, prevăzută cu un șanț prin care intră zbirul și cu trei găuri prin care trece întinzătoarea.
- cap de bulgar - nod la capătul unei parâme.
- cap de mort - bloc de beton prevăzut cu un inel de oțel, folosit pentru probele de tracțiune ale remorcherelor sau la lansarea navelor.
- capelare – legare a unei parâme, a unui cablu de un arbore, de o vergă sau de un școndru pentru a le susține.
- capelatură - loc de pe catarg unde se capelează parâmele; ansamblul capetelor parâmelor capelate de catarg.
- caphornier - (în trecut) navă cu vele care dubla în cursele sale obișnuite Capul Horn.
- capitană - (în trecut) galeră-comandant, inferioară unei galere reale; sinonim: patronă.
- capon - suport mic, ieșit în afara bordului unei nave, care servește la susținerea ancorei când lanțul acesteia este folosit pentru legarea navei de o geamandură.
- caponare - prindere a ancorei de capon.
- capot - învelitoare de pânză care acoperă diferite instrumente și aparate pe puntea unei nave.
- captură - act militar prin care comandantul unei nave de război pune stăpânire pe o navă de comerț inamică, neutră sau aliată, își impune autoritatea și dispune de aceasta în conformitate cu legile războiului; vezi și priză.
- caracă - velier cu bord înalt și trei catarge, folosit în secolele XII-XVI de portughezi, spanioli și italieni pentru transportul de încărcături grele sau ca navă militară.

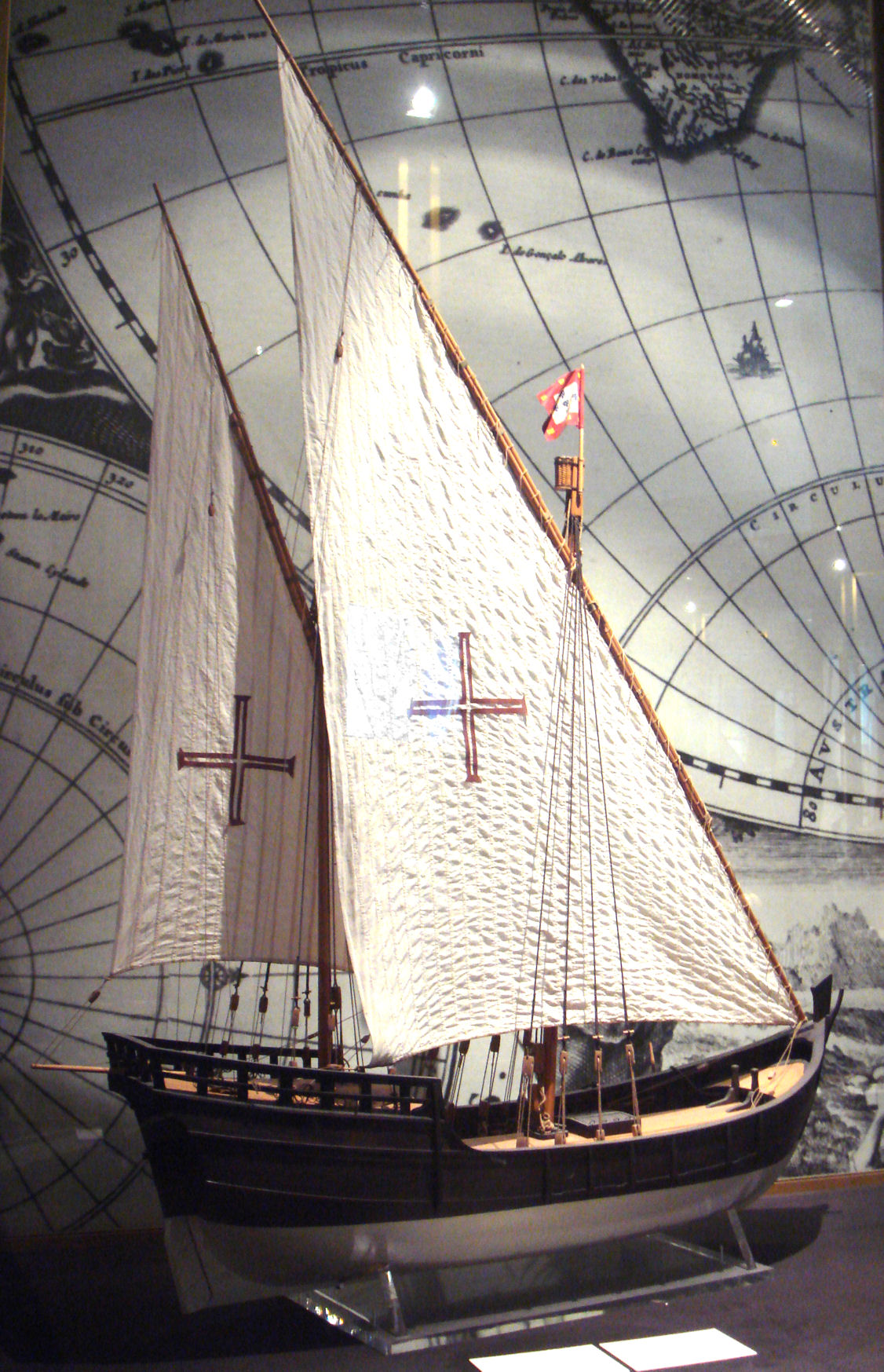
Caravelă portugheză din perioada marilor descoperiri geografice

- caravelă – corabie cu pânze rapidă, cu două sau trei catarge, cu vele latine, înarmată cu tunuri, folosită în secolele XIII-XVI de italieni, spanioli și portughezi pentru călătorii lungi.
- carbonier - navă destinată transportului de cărbuni; sinonim: cărbunar.
- carcafung - parâmă care se fixează pe marginea întinsă a unei vele, servind la strângerea acesteia.
- carenaj:

- îmbrăcăminte de cupru care acoperă carema vaselor de lemn, cu scopul de a o proteja;
- operație periodică de ridicare pe doc sau de introducere într-un bazin (bazin de carenaj) a unei nave, urmată de vopsirea acesteia.
- carenă:

– partea exterioară, de sub linia de plutire a unei nave (sinonim: operă vie).
- lemn curbat care formează partea de jos a unei luntre și ale cărui extremități formează piscurile;
- volumul de apă dislocat de un plutitor, de o navă.
- careu – încăpere la bordul unei nave, care servește ca sală de mese, ca sală de lectură și de recreație pentru ofițeri.
- cargabas - manevră curentă de strângere a velelor.
- cargo:

- încărcare completă a unei nave, fără specificarea felului mărfii;
- asigurare a mărfurilor în timpul transportului.
- cargou (sau cargobot) – navă comercială care transportă mărfuri pe distanțe mari.
- caríc – totalitatea încărcăturii utile a unei nave comerciale.
- caricare - încărcare cu marfă a unei nave.
- carlingă – grindă longitudinală situată pe fundul unei nave, făcând parte din osatura longitudinală a corpului acesteia.
- carmac – unealtă de pescuit formată din șiruri de cârlige mari, legate cu sfori de otgoane și plasate la diverse adâncimi.
- caronadă - vechi tun naval scurt, făcut din fontă.
- cart:

- serviciu permanent la bordul unei nave, executat permanent de membrii echipajului, pe schimburi de la două la patru ore, sub conducerea unui ofițer.
- diviziune unghiulară de 11,214 grade, reprezentând a 32-a parte din roza vânturilor; sinonim: arie de vânt.
- cart la ancoră - echipă de intervenție pentru fundarisirea unei a doua ancore în cazul în care ancora fundarisită ară.
- cart scurtat - cart cu durata de două ore care se execută, de regulă, pe vreme nefavorabilă.

- cartea farurilor – document nautic care cuprinde datele caracteristice ale tuturor farurilor dintr-o anumită regiune, servind la identificarea și la stabilirea poziției acestora.
- carte de semnale - cod de semnale specifice marinei militare, care cuprinde semnale pentru formații, evoluții, manevre, luptă etc.
- carte-pilot – document nautic ce cuprinde informații privind o anumită regiune (descrierea coastelor, a punctelor de reper, a porturilor etc.); sinonime: portolan (învechit), instrucțiuni nautice.
- cartier:

- (babord, tribord) porțiune a navei în fiecare bord înapoia traversului, deasupra liniei de plutire;
- porțiune a unei vergi, cuprinsă între baza și capătul acesteia;
- vezi canton.
- cartierul lui Davis - instrument folosit de navigatori în secolul al XVI-lea pentru determinarea poziției aștrilor și care a precedat cuadrantul.
- cartină - unitate de măsură pentru unghiuri, egală cu 1/8 de cart.
- cartnic - ofițer care face de cart pe o navă; grad de caporal în marina militară.
- casa roții (sau casa zbaturilor) - suprastructură laterală pe navele cu zbaturi, care acoperă zbaturile; sinonime: rodcos, tambur.
- casă submarină - structură locuibilă subacvatică montată pe fundul mării ce are ca scop asigurarea condițiilor de viață și lucru unei echipe de scafandri (acvanauți) aflată un timp îndelungat la presiunea mediului ambiant.
- castanetă - vezi cabestan.
- castel - fiecare dintre construcțiile de metal sau de lemn care sunt situate deasupra punții superioare a unei nave.
  - castel central - castel amplasat în partea centrală a navei.
  - castel pupa - vezi: dunetă.
- castelatură - vezi suprastructură.
- cașcaval - vezi: cheie de catarg, apărătoare-disc.
- catamarán:

- ambarcațiune cu pânze și cu două corpuri de plutire sau cu două flotoare laterale;
- pirogă cu două flotoare laterale.
- catarg – v. arbore.

- catarg bipod - catarg cu două picioare.
- catarg de încărcare - catarg scurt folosit numai ca suport pentru bigă.

- cavalet:

- suport pe care se așază ambarcațiunile la bordul navelor sau pe uscat;
- suport pentru arborii port-elice laterali.
- cavilă:

- piesă tronconică din lemn folosită la îmbinarea unor elemente din structura corpurilor de nave din lemn;
- unealtă de lemn, de forma unui dorn, utilizată la legarea prin împletire (matisare) a parâmelor;
- mâner așezat la extremitatea spițelor timonei.
- cavilieră - rastel pentru cavile la piciorul catargului.
- cazan cu abur - vezi căldare cu abur.
- cazarma echipajului - compartiment situat sub puntea unei nave de luptă, destinat odihnei echipajului.
- cazemată - încăpere blindată pe nave, unde sunt instalate tunuri de calibru mijlociu.
- cazic – țăruș care se bate pe mal pentru legarea unei ambarcațiuni.
- călăfătuire – umplere cu calafat (amestec de câlți cu smoală) diferite spații din corpul unei corăbii pentru etanșeizare; vezi și: cioc de cioară, daltă de călăfătuit, patarață.
- călăfătuitor - muncitor specializat în călăfătuire.
- călărire a brizanților - manevră periculoasă care constă în menținerea a unei bărci pe creasta unui val.
- călcâi:

- extremitate inferioară a catargului;
- dispozitiv cu care se împiedică filarea unui lanț sau a unei parâme.
- căldare de abur - instalație la vapoarele cu abur cu ajutorul căreia se trece apa, sub acțiunea căldurii, din faza lichidă în aburi, cu o presiune mai mare decât cea atmosferică; sinonim: cazan cu abur.
- cămilă:

- ponton din lemn care servește la ridicarea navelor scufundate;
- plută foarte rezistentă, amplasată între o navă acostată și cheu sau între două nave mari.
- căpățână:

- vezi macara;
- plutitor mic de care se leagă cu o gripie la diamantul ancorei, marcând locul unde aceasta a fost fundarisită, pentru a o putea pescui ușor dacă se rupe lanțul; sinonim: geamandură de ancoră
- căpitan - comandant al unei nave, care în largul mării îndeplinește și funcția de delegat de stare civilă, ca și pe cea de notar.
  - căpitan de port - șeful căpităniei portului
  - căpitan de rangul 1, 2, 3 – grade de ofițer în marina militară, corespunzătoare gradelor de colonel, locotenent colonel, maior din armata terestră.
  - căpitan-locotenent – grad de ofițer în marina militară, corespunzător gradului de căpitan din armata terestră.
- căpitănia portului:

- administrația și poliția care asigură activitatea unui port: supravegherea aplicării legilor, verificarea brevetelor personalului navigant și actelor de bord ale navelor comerciale, întocmirea actelor privind avariile, coliziunile etc.
- clădirea administrației portului.
- căptușeală:

- înveliș interior din lemn sau material plastic al bordajului unei nave sau al unui perete de magazie, cabină, careu etc.;
- dublură a unei vele cusută pe marginile acesteia.
- cărbunar - vezi carbonier.
- căuș - bazin mic într-un port, folosit de ambarcațiuni.
- căutare și salvare - acțiune de recuperare a unei nave sau a unei ambarcațiuni în caz de sinistru; este coordonată de un comandament care poartă, ca semnal de identificare, un pavilion național de dimensiuni cât mai mari la mărul arborelui și un semnal special ce este comunicat celorlalte nave care acordă asistență.
- cârjă - școndru folosit pentru a propti și a împiedica răsturnarea unei nave mici, pusă pe uscat.
- cârlig - piesă metalică în covoiată, având o extremitate ascuțită, ciocul, iar cealaltă fiind prevăzută cu un ochi și de care se poate prinde o parâmă.
  - cârlig automat - cârlig utilizat la palancurile bărcilor de salvare, care permite desprinderea simultană a ambelor palancuri.
  - cârlig cu carabinieră - cârlig la care o limbă tensionată cu ajutorul unui arc blochează gura acestuia.
  - cârlig cu țâțână - cârlig care se poate roti.
- cârmaci – timonier pe o corabie.
- cârmă – organ al unei nave, constituit dintr-o placă în formă de pană (șafran), care se poate roti în jurul unui ax pentru schimbarea direcției (vezi și: etambou).

- cârmă banda - cârmă pusă la maximum într-un bord.
- cârmă compensată - cârmă al cărei ax trece la o anumită distanță de margine prova a penei, porțiunea acesteia din prova axului servind la reducerea efortului necesar acționării cârmei.
- cârmă improvizată - dispozitiv de guvernare improvizat ce se utilizează în cazul unei avarii de cârmă.
- cârmă în vânt - cârmă fixată astfel încât nava să vină în vânt.
- cârmă la mijloc - cârmă menținută în axul navei; sinonim: cârmă zero.
- cârmă prova - cârmă suplimentară la prova unei nave, care servește la manevre în port; adesea este înlocuită cu elice de manevră.
- cârmă semicompensată - cârmă la care o parte din prova axului are o înălțime mai mică decât restul penei.
- cârmă zero - vezi cârmă la mijloc.

- ceac - prăjină lungă, prevăzută la un capăt cu cârlig, folosită pentru prinderea și manevrarea butucilor pe apă.
- ceam:

- navă fluvială remorcată, folosită pentru a transporta piatră sau stuf;
- corabie (de brad) cu pânze, care făcea transporturi pe Dunăre.
- cebec - veche navă cu vele, folosită în Marea Mediterană și Marea Neagră.
- centru:

- porțiune a corpului navei la mijlocul distanței dintre etravă și etambou;
- porțiunii a punții superioare între teugă și castelul pupa.
- centru de derivă - punct în care se aplică rezultanta forțelor ca fac să deriveze nava.
- centru de velatură - punct în care se aplică rezultanta forței vântului asupra velelor sau - la navele cu propulsie mecanică - asupra corpului, suprastructurilor și greementului navei; sinonim: centru velic.
- centru velic - vezi centru de velatură.

- centură - șir superior de table ale bordajului unei nave, legat de gutiera punții.
- centură de salvare - pieptar dintr-un material ușor, folosit pentru menținerea la suprafața apei a naufragiaților.
- cerc - armătură metalică circulară cu diferite destinații.

- cerc cu ochi - cerc prevăzut cu un ochi metalic în care se prinde cârligul unei manevre, unei macarale etc.
- cerc de catarg:

- cerc cu ajutorul căruia se strângeau (în trecut) părțile unui catarg de lemn, construit din bucăți;
- sinonim pentru cerc de învergare.
- cerc de distanță - cerc luminos pe ecranul radiolocatorului, indicând distanța de la antenă la obiectul vizat.
- cerc de girație - vezi curbă de girație.
- cerc de învergare - cerc cu ajutorul căruia se înverghează marginea de cădere prova a unei rande sau a altei vele aurice pe catarg.
- cerc de sugrumătură - cerc de sub gâtul coloanei sau de la partea superioară a arborelui gabier, la care se prind sarturile.
- cerc de tendă - cerc montat la partea inferioară a catargului, de care se prinde nervul tendei.
- cerc de verfafor - cerc montat la capetele vergilor pentru trecerea verfaforilor.
- cerc mare - vezi ortodromă.

- cercurus - denumire latină pentru tipul de ambarcațiune folosită de ciprioți.
- ceremonial maritim - ansamblul regulilor de protocol referitoare la un eveniment cotidian (sosirea comandantului, amiralului la bordul navei) sau ocazional (vizită oficială, inspecție etc.).
- certificat internațional pentru prevenirea poluării - denumire pentru mai multe documente care atestă că nava respectivă este înzestrată corespunzător pentru reducerea la minim de substanțe deversate în mare și pentru tratarea apelor reziduale.
- certificat naval – document eliberat pe baza registrelor de clasificație, prin care se atestă starea corupului navei, a instalațiilor și capacitatea acesteia de a naviga în siguranță.
- charter - tip de contract de transport naval deosebit de cursele regulate, organizat în funcție de necesități.
- chei – vezi: cheu.
- cheiaj – taxă plătită de vase pentru utilizarea unui port și a instalațiilor acestuia.
- cheie de afurcare - dispozitiv constând dintr-o cheie cu țâțână și patru brațe din zale de lanț prinse la cheie cu trefle, utilizat pentru împiedicarea încurcării lanțurilor de ancoră.
- cheiță - cheie mică la coada unei macarale, la care se matisește capătul stătător al curentului palancului.
- chelandie – navă mare de transport folosită în Imperiul Bizantin.
- chepeng - ușă sau capac orizontal sau ușor înclinat, cu care se închide intrarea într-o magazie de navă.
- cherhana - punct în Delta Dunării și pe litoralul Mării Negre, amenajat cu estacade pentru acostarea ambarcațiunilor pescărești și încăperi de prelucrare a peștelui.
- cheson

- cutie de dimensiuni mari, fără un perete lateral, folosită la lucrări de reparații ale navelor  sub linia de plutire sau când nu pot fi ridicate pe doc sau pe cală;
- dulap pentru păstrarea efectelor echipajului unei nave.
- cheu – (plural cheuri, variantă chei, plural cheiuri) amenajare în lungul malului care facilitează acostarea navelor și descărcarea mărfurilor.
- chilă – element de bază al structurii navei, fiind șirul central, cu grosime mai mare, al tablelor care formează învelișul fundului; este așezată pe axa longitudinală a fundului navei și se leagă de etravă (la proră) și de etambou (la pupa).
- chilă dreaptă – se spune despre o navă care nu este înclinată longitudinal (vezi și asietă).
- chingă:

- tresă împletită, acoperită cu pânză de vele și prevăzută cu ochiuri cu rodanțe la extremități;
- cerc metalic cu care se ridică torpilele.
- chintant - instrument de navigație pentru măsurarea unghiurilor, asemănător cu sextantul, dar gradat până la 72° (a cincea parte dintr-un cerc).
- CIF - (abreviere de la Cost Insurance and Freight (shipping) - „cost, asigurare, navlu") clauză contractuală conform căreia furnizorul include în preț, la vânzare, costul mărfurilor, costul transportului și al asigurării de transport și predă mărfurile la destinație într-un anumit port.
- ciobacă – barcă de dimensiuni mici, confecționată din scânduri sau dintr-un buștean scobit.
- cioc de barză - armătură metalică fixată în capul unui furtun pentru stingerea incendiilor; vezi și tun de apă/ incendiu.
- cioc de cioară - cârlig utilizat pentru eliminarea calafatului vechi din harmuz.
- cioc de papagal - vezi boț.
- ciovrântie - vezi anafor.
- circumnavigație – călătorie în jurul unei insule, a unui continent sau a Pământului.
- citadelă - compartiment pe navele de luptă de mari dimensiuni, limitat de pereți etanși la gaze și radiații.
- clasă - categorie (după confort și tarif) a compartimentelor, cabinelor etc. pentru călătoria cu vaporul.
- cliper – navă mare, rapidă, cu pânze și cu minimum trei catarge.
- clopot de bord - vezi clopot de navă.
- clopot de ceață - clopot instalat la uscat cu ajutorul căruia se execută semnale de ceață pentru avertizarea apropierii uscatului.
- clopot de navă - clopot instalat la prova cu care se transmit semnale de ceață, de alarmă, de incendiu, se bat carturile și cheile; altă denumire: clopot de bord; vezi și baterea clopotului.
- clopot de geamandură - clopot montat pe geamandură și bătut de oscilațiile acesteia datorită valurilor.
- clopot de scufundare - element de bază al echipamentului colectiv de scufundare cu alimentare de la suprafață (sinonim: turelă deschisă).
- clopot submarin - aparat montat de obicei pe o navă-far, care emite semnale sonore sub apă pentru avertizarea navigatorilor.
- club - scondru pe care se înverghează marginea de întinsură la unele vele latine.

### Co - Cz

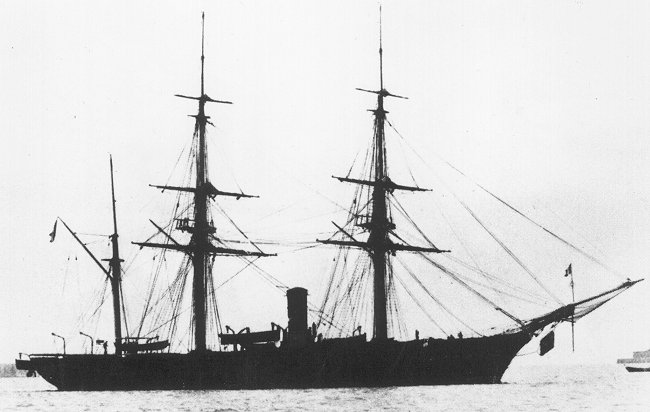
Corveta franceză Dupleix (1856 - 1887)

- coadă:

- mănunchi din bucăți de parâmă, utilizat pentru spălarea punții;
- parte a macaralei;
- vezi ostrov.
- coarbă - vergea groasă, arcuită deasupra punții, la pupa, pentru a evita accidentarea oamenilor la eventuala rupere a parâmei de remorcaj.
- coarmator - coproprietar al unei nave.
- coastă (a unei nave) – fiecare dintre grinzile transversale care formează osatura transversală a bordajelor navei și care leagă la partea inferioară cu grinzile transversale de fund (varange), iar la partea superioară cu grinzile transversale ale punții (traverse).
- coastă (formă de relief):

- povârnișul unui deal, al unui munte, al unei văi etc;
- marginea unui continent, a unei insule etc. prin care aceasta vine în contact cu oceanul, cu marea sau cu un lac (sinonim: faleză).
- coastă sănătoasă - coastă lipsită de stânci și care nu prezintă pericol pentru navigație.
- coastă abordabilă - coastă accesibilă ambarcațiunilor sau navelor de debarcare.
- coborâre - urmare a cursului apei în aval de către ambarcațiuni.
- cocă – ansamblu rezistent și etanș, constituit din osatura (scheletul) unei nave, din învelișul exterior și din cel al punților.
- cod de pavilioane - ansamblul pavilioanelor, flamurilor și ghidoanelor formând un set complet de semnalizare cu un anumit sistem.
- cod maritim - totalitatea legilor privitoare la navigația pe mare.
- codul internațional de semnale - sistem de pavilioane utilizat la semnalizarea între navele internaționale.
- coferdám – compartiment etanș și îngust care separă tancurile de combustibil de alte încăperi vecine.
- cogă - navă de comerț întâlnită în mările din nordul Europei prin secolele al XII-lea și al XIII-lea; este una din primele tipuri de nave cu cârmă.
- colac de salvare – obiect în formă de tor, realizat din cauciuc umflat cu aer și folosit pentru menținerea la suprafață a unui naufragiat.
- colivie - spațiul dintre etamboul cârmei și etamboul elicei, în care se rotește elicea.
- coliziune – vezi: abordaj.
- colțar de șpraițuire - pană de lemn folosită la arimarea butoaielor.
- comandant - ofițer care comandă o navă (vezi și șef de navă).
- comandă:

- construcția cea mai înaltă de pe puntea superioară a unei nave, de unde se efectuează conducerea navei;
- frânghie subțire folosită la înfășurarea capătului unei parâme.
- comandor – grad militar care se situează de obicei între căpitan și căpitan-comandor, în Forțele Navale Române fiind echivalent cu gradul de colonel din celelalte structuri militare.
- Comisia Dunării - organizație internațională guvernamentală, cu sediu la Budapesta, creată în 1948, în scopul coordonării și executării unor lucrări de interes comun pe cursul navigabil al Dunării, precum și al stabilirii unor reglementări unitare de navigație și a unor recomandări pentru unificarea regulilor vamale și sanitare.
- comodor – grad de ofițer în marina Regatului Unit și SUA, superior gradului de căpitan și inferior contraamiralului.
- Compania Golfului Hudson – veche companie comercială britanică înființată în 1667 și care făcea comerț pe teritoriul Canadei.
- Compania Indiilor Orientale – companie comercială care se ocupa cu comerțul în Extremul Orient.
- compartiment - spațiu în interiorul navei, limitat de pereți etanși.

- compartiment de abordaj – compartiment cu pereți etanși, la prora unei nave, destinat să limiteze pătrunderea apei în cazul unei avarii.
- compartiment de coliziune - spațiu cuprins între etravă și primul perete etanș din prova.

- compas (marin) – instrument construit dintr-o busolă magnetică sau giroscopică, instalat la bordul unei nave și care indică unghiul format de direcția navei cu meridianul local.

- compas ceresc - instrument care indică direcția pe baza efectului de polarizare a luminii; sinonim: compas de crepuscul.
- compas de crepuscul - vezi compas ceresc.
- compas giroscopic - vezi: busolă giroscopică.
- compas magnetic - compas compus dintr-o cutie cilindrică în care se află niște bare magnetice care orientează un cadran (roza vânturilor) după direcția nordului.
- compas solar - astrocompas folosit numai când Soarele se află deasupra orizontului pe timpul navigației în mările polare.

- conductor - parâmă care ghidează un arboret pe timpul coborârii acestuia pentru dezarmarea navei.
- conosament - document care însoțește transportul unei mărfi pe apă și care conține: denumirea vasului, locul de încărcare și de destinație, denumirea și cantitatea mărfurilor.
- construcția de nave - procesul de proiectare, fabricare și asamblare a navelor și a altor vehicule destinate navigației pe apă, proces ce implică utilizarea cunoștințelor inginerești, a principiilor de arhitectură navală, a materialelor adecvate și a tehnologiilor specifice pentru a crea structuri rezistente și eficiente din punct de vedere operațional.
- contraamiral – grad militar în marină, inferior celui de viceamiral, corespunzător generalului de brigadă din armata terestră.
- contrasart - manevră fixă care leagă rama gabiei de cercul de sugrumătură.
- contrastalii - vezi stalii.
- contrascotă – parâmă legată de colțul pânzei, servind la strângerea acesteia (vezi și: manevră, arboradă).
- contratorpilor

- denumirea veche a distrugătorului din marina militară;
- navă de război rapidă, care are misiunea de a urmări și distruge torpiloarele.
- convoi:

- grup de șlepuri trase de un remorcher;
- grup de nave de transport care navighează împreună și care, pe timp de război, sunt însoțite și de nave militare.
- copastie - bordură orizontală, montată la partea superioară a parapetului sau a balustradei unei nave, de-a lungul întregului bordaj.
- corabie - navă cu pânze, folosită în trecut pentru transport și pentru acțiuni militare, iar în prezent ca navă-școală (sinonim: velier).
- corăbier - marinar pe o corabie sau proprietar de corabie.
- cordon litoral - fâșie îngustă de uscat, formată din depuneri, care separă marea de un liman sau de o lagună; altă denumire: perisip.
- corsar

- vezi pirat;
- comandant al unei nave particulare înarmate, care are permisiunea guvernului de a ataca vase inamice pe timp de război.
- corvetă

- (în trecut) navă militară cu trei catarge, mai mare decât un bric și mai mică decât o fregată, echipată cu tunuri, folosită în special pentru recunoașteri și escortă.
- (în prezent) tip de motonavă rapidă cu un deplasament de 500-1.000 tone, utilizată în misiuni împotriva submarinelor și ca patrule de coastă.
- costum de scafandru - costum de protecție etanș, prevăzut cu cască metalică cu vizor de sticlă (legată cu exteriorul printr-un tub prin care se pompează aer), mănuși și bocanci speciali (numit uneori și scafandru).
- coș de salvare - plasă fixată pe un cerc și suspendată cu ajutorul unei labe de gâscă și al unui palanc la un grui; poate fi manevrat și cu o furcă, cu un braț prova și cu unul pupa; este folosit pentru ridicarea naufragiaților.
- cot - curbură a malului unui curs de apă.

- cot de mal - vezi colț de mal.

- covertă – puntea superioară a unei nave, de la proră până la pupa (sinonim: punte de manevră).
- crivac – piesă care face parte din scheletul transversal al fundului și al bordajelor unei ambarcații, de care se prind scândurile ce formează învelișul acesteia.
- croazieră – călătorie pe care o persoană o face de plăcere cu o navă, pe mare.
- crucieră – luptă purtată la distanță mare de bază și într-un timp îndelungat de către o navă sau grup de nave.
- crucișător – navă de război (de tonaj de 5.000 – 30.000 t) mai ușor decât un cuirasat, folosit ca avangardă a unei escadre și dotată cu artilerie și rachete.
- cuirasat – navă de război de mare tonaj, protejată de o cuirasă și înarmată cu artilerie grea; după Primul Război Mondial, acest tip de navă suferă importante modificări și se va numi navă de linie.
- cuirasă – înveliș de protecție a navelor de luptă de mari dimensiuni împotriva proiectilelor și a bombelor, format din plăci groase de oțel.
- cumpăna apelor - linia de despărțire dintre bazinele a două râuri.
- cuplu - locul unei secțiuni teoretice prin corpul navei.
  - cuplu de evoluție - cuplu de forțe care tinde să întoarcă nava datorită rezistenței cârmei.
  - cuplu de redresare - cuplu de forțe (compus din forța datorită greutății aplicate în centrul de greutate al navei și forța arhimedică aplicată în centrul de carenă) care tinde să aducă nava bandată în poziție verticală.
  - cuplu maestru - pereche de coaste situată la lățimea maximă a navei; vezi și secțiune maestră.
- curba câinelui - curbă descrisă de nava care evoluează menținând prova orientată spre o navă aflată tot în mișcare; sinonim: curbă de goană.
- curbă batimetrică (sau izobată) - linie care unește punctele de egală adâncime ale reliefului fundului apelor, oceanelor, mărilor sau lacurilor.
- curbă de girație - curba descrisă de navă când cârmei i se fixează un unghi constant; sinonim: cerc de girație.
- curbă de goană - vezi curba câinelui.
- curent (marin) - mișcare de translație a maselor de apă maină și care contribuie la circuitul apei în natură, la modificarea liniei malurilor, la deplasarea ghețurilor, la schimbarea climei etc.

- curent de albie - curent provocat de valurile din ambele părți ale curentului de spărtură, care se deplasează de-a lungul albiei, unde dă naștere curenților de spărtură.
- curent de derivă - vezi curent de vânt.
- curent de gradient - curent marin vertical format datorită diferenței de densitate și de presiune a apei; alimentează cu oxigen mediul biologic din adâncime; sinonim: curent vertical.
- curent de maree - curent marin periodic care ia naștere în fazele de deplasare pe orizontală a apelor mării în timpul fenomenului mareei.
- curent de plajă - curent produs de valurile care izbesc plaja sub un unghi ascuțit, fiind paralel cu malul și mai aproape de acesta în comparație cu linia de brizanți.
- curent de retur - curent marin care poate să apară în apropiere de plaje cu valuri care se sparg; sinonime: curent longitudinal, curent rip.
- curent de spărtură - curent format de apa de revenire a valurilor ce au lovit plaja și ce se acumulează în anumite puncte unde sparg linia de brizanți; au efect de întârziere asupra valurilor care vin spre plajă.
- curent de vânt - curent marin format de vânturile de lungă durată; sinonim: curent de derivă.
- curent logitudinal - vezi curent de retur.
- curent rip - vezi curent de retur.
- curent vertical - vezi curent de gradient.

- Curtea de Prize - instanță specială care stabilește legalitatea capturării unei nave; vezi și priză.
- cuter:

- ambarcațiune de sport construită din lemn, cu vele, cu un singur catarg și cu bompres;
- vas de pescuit din lemn, acționat cu motor sau cu vele.
- cvadriremă – corabie romană prevăzută cu patru rânduri de vâsle.

## D
- D - pavilion din Codul internațional de semnale cu semnificația: "Mențineți-vă la distanță bună de mine. Manevrez cu greutate."
- dalb - stâlp din beton care fixează și ghidează un bloc plutitor în cursul mișcărilor de ridicare și de coborâre.
- dalian - vezi pripon.
- daltă de călăfătuit – unealtă folosită la călăfătuirea punților și bordajelor de lemn (sinonim: fier de călăfătuit).
- daltă de gheață - unealtă pentru spart gheața în jurul navei.
- daltă lucrătoare - daltă utilizată la baterisire; sinonim: parelă.
- damă - locaș în formă de U, întărit cu armătură metalică, în care se sprijină brațul ramei.
- damloper - velier cu derivoare exterioare folosit în Olanda.
- dană

- parte a unui port situată de-a lungul unui chei sau mal, amenajată pentru acostarea navelor și manipularea mărfurilor;
- grup de două sau mai multe nave acostate bord la bord.
- dană de armare - dană într-un șantier naval, la care se leagă navele în timpul armării.
- Danforth, ancoră ~ - tip de ancoră cu brațe articulate.
- dămfuire - procedeu de degazare a tancurilor de marfă prin introducerea de vapori sub presiune și sodă caustică.
- deal, la ~ - în susul apei.
- de-a lungul bordului - clauză a unui contract de navlosire în care răspunderea încetează în momentul când încărcătorul a adus marfa de-a lungul navei sau când marfa a fost descărcată din navă.
- deadweight – capacitatea maximă de încărcare a unei nave comerciale, reprezentând rezervele de combustibil, proviziile și încărcătura utilă, inclusiv echipajul și pasagerii cu bagejele (sinonime: greutate purtată, încărcătură totală).
- debalastare - descărcarea balastului de pe o navă care a trebuit să navige în balast.
- debarcader - loc amenajat în port sau pe malul unei căi navigabile, unde navele mici sau ambarcațiunile pot acosta și staționa în vederea ambarcării și debarcării pasagerilor, trupelor etc.
- debarcare

- părăsirea navei pentru a merge pe uscat;
- transportarea de la bord la uscat a munițiilor, a proviziilor etc.;
- ștergerea din rolul de echipaj a unei persoane mutate pe uscat sau pe altă navă;
- transportarea pe un litoral inamic a trupelor de desant maritim⁠(en)[traduceți] în scopuri militare.
- debarcare, navă de ~ - navă cu prora plată și dreaptă, cu pescaj mic la proră permițând o cât mai mare apropiere de uscat, în vederea debarcării trupelor și materialelor.
- decapelare - scoaterea unei manevre fixe de pe un catarg sau de pe o vergă fără a o desface.
- deferlare – revărsare a unui val, prin îndoirea părții sale superioare, urmată de spargerea, împrăștierea și transformarea acestuia în spumă; vezi și brizanți.
- delestare - aruncarea peste bordul unei nave a unei anumite greutăți, de exemplu la un submarin în urma lansării torpilelor.
- delfinieră - navă de tonaj mic, prevăzută în prova cu o platformă pe care unu-doi carabinieri vânează delfini cu arma.
- depărtare - trecerea de la navigația costieră la traversadă.
- deplasament – greutatea volumui de apă dezlocuit de o navă:

- deplasament gol: se măsoară în tone-greutate și reprezintă greutatea navei complet terminate și amenajate;
- deplasament complet încărcat: este corespunzător încărcăturii maxime a navei.
- deplasarea caricului - deplasarea mărgii arimate defectuos, care se aglomerează într-un bord; poate avea loc canarisirea navei și chiar scufundarea acesteia.
- derapaj - vezi arat.
- derivă:

- unghiul dintre direcția axei longitudinale a unei nave și direcția de deplasare a acesteia sub acținea vântului;
-  distanța dintre poziția reală a navei și poziția stabilită prin calcul.
- derivor – placă prinsă de chila unei ambarcațiuni cu vele, cu scopul de a împiedica deplasarea laterală a ambarcației și de a-i reduce mișcarea de ruliu.
- descurcarea lanțurilor - separarea lanțurilor unei nave ancorate cu două ancore fără cheie de afurcare, când acestea s-au încolăcit din cauza girației navei.
- deschidere:

- unghiul dintre două manevre fixe (de exemplu, deschiderea sarturilor);
- distanța dintre vârfurile ghearelor ancorei;
- unghiul dintre două brațe de dragă;
- distanța măsurată pe verticală între marginea superioară a dublului fund sau a varangei și marginea inferioară a punții.
- deviație – unghi format de acul unei busole (aflate la bordul unei nave) cu meridianul magnetic, datorat magnetismului propriu al vasului.
- dezarborare:

- demontarea arboradei pentru reparare sau înlocuire;
- doborârea cu o salvă de artilerie a arboradei unei nave inamice;
- scoaterea de la post a catargelor unei ambarcațiuni și așezarea acestora pe bancuri.
- diamant - extemitatea inferioară a fusului ancorei amiralitate.
- direcția valurilor - direcția dinspre care se propagă valurile, măsurată în sens orar, pornind de la nord.
- discul lui Plimsoll - vezi marcă de bord liber.
- dispecer de port - persoană care supraveghează efectuarea transporturilor de mărfuri la termenele stabilite, folosirea rațională a capacității portului, executarea planului de producție etc.
- dispozitiv de înregistrare a datelor de călătorie - sistem esențial utilizat pentru înregistrarea și stocarea informațiilor critice despre funcționarea unei nave, similar cu cutiei neagre din aviație și care înregistrează o serie de parametri și date importante, cum ar fi viteza navei, cursul, adâncimea apei, manevrele, comunicările radio și audio de la puntea de comandă, datele de la sistemele de navigație și alte informații relevante pentru călătorie.
- distanța zilei - distanță parcursă de o navă de la ora 12:00 a unei zile până la ora 12:00 a zilei următoare.
- distanță intermediară - distanța dintre punctul în care s-a dat comanda de a pune cârma la o întoarcere și punctul în care nava se află la noul drum.
- distrugător – navă militară foarte rapidă, de tonaj redus, echipată cu armament de artilerie, rachete și torpile și folosită la urmărirea și distrugerea torpiloarelor (vezi și contratorpilor).
- divizion de nave - unitate în forțele maritime militare compusă din mai multe nave de același tip.
- doc – ansamblu de construcții portuare și de instalații care, împreună cu serviciile tehnice și administrative aferente, servesc la încărcarea, descărcarea și depozitarea mărfurilor într-un port.
- doc plutitor – corp plutitor care servește la ridicarea din apă a navelor în vederea executării unor lucrări de reparații sau de întreținere a carenei acestora.
- doc uscat – bazin îngropat, deschis la partea superioară, executat din zidărie sau din beton, care poate fi golit de apă pentru a permite navelor să rămână la uscat, în scopul efectuării unor lucrări de reparații sau de întreținere a acestora.
- domeniul navei - zonă în jurul unei nave pe care navigatorul trebuie să o mențină în afara oricărui pericol și care depinde de tipul navei, de caracteristicile acesteia, de experiența navigatorului, de restricțiile de navigație, de intensitatea traficului etc.
- dop de barcă - dop metalic sau din lemn, care astupă gaura bărcii.
- dragaj:

- operație de săpare sub apă, cu scopul de a adânci sau lărgi o cale navigabilă;
- operație de pescuire a minelor, executată de dragoare, cu scopul de a reda navigației zonele minate.
- dragă – navă tehnică, utilizată la adâncirea șenalului navigabil, la efectuarea unor lucrări hidrotehnice, la ridicarea digurilor de apărare, fiind echipată cu instalație de săpat, de ridicat și de transportat materialul scos din apă.

- dragă de contact - navă folosită pentru dragarea minelor ancorate și care este prevăzută cu un foarfece mecanic sau cu un exploziv care distruge mina.

- dragór – navă de luptă pentru dragajul minelor și pentru explodarea acestora (sinonim: navă dragoare).
- drakkar - navă fără punte și ascuțită la ambele extremități, folosită de vikingi în expedițiile lor; vezi și snekkar.
- dreadnought - tip de navă de linie de la începutul secolului al XX-lea, dotată cu o bordee de 8-12 tunuri de calibru 305 mm.
- dreaptă de distanță - dreaptă de înălțime perpendiculară pe drumul navei, servind la verificarea distanței parcurse.
- dreaptă de drum - dreaptă de înălțime paralelă cu drumul navei, servind la verificarea drumului acesteia.
- dreaptă de înălțime - tangenta la cercul de înălțime în punctul de intersecție al acestuia cu azimutul unui astru, denumit punct determinativ.
- dreaptă de poziție - dreaptă reprezentând locul geometric al punctului navei, determinat cu ajutorul unui relevment optic, al unui relevment radiogoniometric sau al unei drepte de înălțime.
- drifter – navă pentru pescuitul în larg cu setci în derivă.
- drum – unghiul format de direcția unei nave cu meridianul real (drum adevărat), cu meridianul magnetic (drum magnetic) sau cu meridianul la compas (drum de compas).
- dublaj:

- table de cupru sau foi de mase plastice cu care se acoperă opera vie a unei nave din lemn;
- întăritură a unei vele.
- dublare:

- ocolire a unui cap, far, geamanduri;
- manevră falsă pentru suplimentarea unei manevre fixe sau curente, ca pregătire pentru vreme nefavorabilă.
- dublare a legăturilor - trimitere a parâmei de legare de la bord la babaua de la mal, înapoi la bord și din nou la babaua de la mal, unde se pune gașa.

- dublură:

- tablă suplimentară sudată peste o tablă a bordajului pentru a-l întări în punctele mai solicitate;
- bucată de pânză de vele sau bucată de piele ce dublează o tendă sau o velă în locurile în care uzura este mai accentuată.
- dunetă – suprastructura de la pupa unei nave, în care sunt amenajate locuințele echipajului (sinonim: castel pupa).
- dungiyah - navă arabă cu unul sau două catarge, cu vele trapezoidale, folosită în Marea Mediterană pentru comerț sau piraterie.

## E
- eche – bară fixată pe axul cârmei unei ambarcațiuni, care folosește la manevrarea cârmei.
- echipaj:

- totalitatea personalului de conducere și de deservire aparținând unei nave;
- grup de sportivi care se găsește pe o ambarcațiune și răspunde de conducerea acesteia.
- echipaj de schimb - unul dintre echipajele care deservesc prin rotație o navă specială.
- echipament de salvare - totalitatea mijloacelor din dotarea navelor și stațiunilor de coastă, destinate salvării vieților umane aflate în pericol pe mare.
- echipament de scafandru - vezi scafandru.
- echipă de distrugere - grupă de militari sub comanda unui subofițer, instruită pentru distrugerea prin explozie a minelor marine și fluviale.
- eclisă - piesă de tablă folosită în construcții navale pentru a consolida îmbinarea a două table puse cap la cap.
- ecluzare - trecerea unei nave printr-o ecluză.
- ecluză:

- construcție hidrotehnică utilizată pentru trecerea navelor între două biefuri cu diferite nivele ale unui canal sau ale unui curs de apă;
- compartiment al unui submarin care comunică cu exteriorul prin intermediului unui capac și care servește la salvarea echipajului când submarinul nu poate ieși la suprafață;
- compartiment pe fundul navei în care pot intra părtile proeminente ale lochurilor de fund, sondei ultrason etc.
- edec - parâmă rezistentă, utilizată pentru tragerea la edec; sinonim învechit: șprangă.
- efectul fundului - pierderea de viteză și reducerea capacității de manevrare a navei, datorate adâncimilor mici.
- efectul uscatului - devierea undelor unui radiofar, care intersectează coasta oblic, datorită lipsei de uniformitate a conductibilității și reflectivității uscatului și apei și care este proporțională cu distanța la care radiofarul se află în interiorul uscatului și cu unghiul format de direcția de propagare a undei și normala la coastă (sinonim: refracție costieră).
- eholot (sau ecolot) – aparat pentru măsurarea adâncimii apelor cu ajutorul ultrasunetelor.
- electrokinematograf - aparat pentru măsurarea componentei laterale a vitezei unui curent marin.
- elemente - înălțătorul și deriva puse la un tun.
- "elementele la zero!" - comandă pentru a seta la zero indicii instalației de ochire (înălțător și derivă).
- elevator de muniție - ascensor pentru ridicarea muniției din magaziile de sub puntea navei în interiorulu turelelor sau la tunurile de pe punte.
- elevator plutitor - construcție plutitoare, destinată încărcării sau descărcării direct din magaziile navei în șlepuri, vagoane a cerealelor în vrac.
- elice – organ de mașină de forma unor aripi sau lopeți fixate de un ax cuplat la motor și care pune nava în mișcare.
- elice contrarotative - propulsor constituit din două elice montate pe același ax, dar rotindu-se în sensuri diferite pentru a anula efectul evolutiv.
- elice de manevră - elice așezată la prova, care este folosită la manevra în port sau în locuri înguste.
- elice de loch - vezi loch.
- elindă - grindă metalică ce formează planul înclinat pe care se deplasează lanțul de cupe al drăgii.

Etamboul unei nave
1- cârmă; 2- pivot; 3- bucșă; 4- etambou; 5- bordaj.

- escadră – mare unitate a forțelor maritime militare, compusă din nave de luptă de diferite clase.
- escală – loc de oprire al unei nave în scopul aprovizionării cu combustibil sau cu lubrifianți, al îmbarcării și debarcării pasagerilor, al unor eventuale revizii etc.
- eșuare – așezare a unei nave pe fundul unei ape într-un loc cu o adâncime mai mică decât pescajul navei (sinonim: punere pe uscat).
- etambou – element de rezistență care închide corpul unei nave la pupa și care susține cârma.
- etambreu – deschidere amenjată în puntea unei nave pentru trecerea unui catarg sau a arborelui cârmei (etambreu de arbore) în interiorul corpului navei.
- etiaj - nivel minim convențional al cursurilor de apă navigabile.
- etravă – element de rezistență care închide corpul unei nave la extremitatea prorei și cu care nava își deschide drumul la înaintare, la spărgătoarele de gheață fiind organul de spargere a ghețurilor.

## F
- F - pavilion din Codul internațional de semnale cu semnificația: "Sunt în dificultate. Comunicați cu mine."
- factor de compartimentare - coeficient luat în considerație în calculele compartimentării navei.
- facționar la pupa - marinar de cart la pupa, care, în caz de nevoie (căderea unui om la apă), lansează un colac de salvare.
- fagure - compartiment sub shelterdeck, cu separații în formă hexagonală pentru cerealele în vrac.
- falcă:

- piesă fixată pe capul coloanei catargului pe care se sprijină gabia prin intermediul furcilor;
- piesă din lemn cu care se prind vergile pe catarg;
- fiecare dintre cele două laturi care formează partea dinainte a corpului corăbiei.
- falconet - tun mic așezat pe copastie prin intermediul unui pivot.
- faleză – țărm abrupt, creat de acțiunea de eroziune a valurilor (vezi și coastă (formă de relief)).
- faleză de gheață - faleză dezvoltată în zona terminală a ghețarilor de calotă ajunși la țărm și din care se rup aisbergurile.
- far:

– construcție înaltă cu instalație tehnică pentru semnalarea la distanță a punctelor importante situate de-a lungul liniilor de navigație maritimă;
- ansamblul tuturor vergelelor, velelor și manevrelor unui catarg.
- fardaj - ansamblul scândurilor care protejează caricul (mărfurile din hambarele navei) (sinonim: dunaj).
- fardare - izoalre cu material de separare (fardaj) a fundului hambarului, a corpului navei, a pereților laterali, pentru a proteja mărfurile.
- far plutitor - far amplasat pe o construcție plutitoare (navă, plută) ancorată (vezi: navă-far).
- far turnant - far care emite fascicule de lumină care se rotesc, luminând succesiv toate punctele orizontului.
- FAS - (Free Along Ship) clauză de livrare conform căreia, printre altele, vânzătorul este obligat să-l avizeze pe cumpărător imediat ce marfa a fost plasată lângă navă.
- fașalon - căptușeala interioară a bordajului unui șlep.
- fașă - porțiunea exterioară a bordajului, în jurul liniei de plutire, care este alternativ în contact cu apa și cu aerul.
- față de maimuță - placă metalică cu găuri pentru prinderea lanțurilor; se foloseste în greement.
- fălceá:

- piesă laterală a unui afet de tun, sub formă de cărucior, pe timpul marinei cu vele;
- piesă de întărire a unui catarg din lemn.
- fără așteptarea rândului - clauză în contractul de navlosire, prin care se stipulează că nava sosită în port nu așteaptă rândul la dană.
- felinar - mijloc de iluminare sau de semnalizare alimentat cu combustibil sau cu energie electrică.
  - felinar de barcă - felinar cu lumină albă fixă, vizibilă pe întregul orizont, aflat în dotarea bărcilor de salvare și a oricărei ambarcațiuni cu rame sau cu vele.
  - felinar de navă – corp de iluminat de construcție specială, folosit pe nave pentru siguranța navigației și pentru semnalizare; se deosebesc: felinar de catarg (lumină albă), felinar de bord (lumină verde și roșie), felinar de pupa, de ancoră etc.
- felucă - navă cu vele latine folosită în Marea Mediterană.
- ferăstrău - bară metalică cu dinți instalată la prova submarinelor și destinată tăierii plaselor submarine.
- ferăstrău de gheață - ferăstrău special pentru tăierea gheții.
- fereastră - spațiul dintre fețele căpățânii unei macarale.
- ferestruică:

- deschidere într-o vergă sau într-un catarg prevăzută cu un rai prin care trece o manevră curentă;
- vezi cabestan.
- feribot – navă special construită pentru a transporta, peste un fluviu, un canal sau o strâmtoare, persoane, autovehicule și material rulant (în care caz este prevăzut și cu cale ferată).
- ferry car - navă maritimă de construcție specială, cu punți etajate, destinată transportului de automobile.
- ferță – fâșie de pânză, de formă dreptunghiulară sau trapezoidală, care intră în alcătuirea unei vele.
- fiare, în ~ - situația unei ambarcațiuni care nu a reușit să facă volta în vânt, rămânând într-o poziție critică.
- fider - puț de alimentare.
- fier de călăfătuit - vezi daltă de călăfătuit.
- fier de sart - piesă metalică pe bordajul navelor din lemn, care fixează, la partea inferioară, lanțul de sart sau catena sartului, fiind asigurată cu un contrafier.
- figură de galion - sculptură simbolică instalată pe galionul navelo cu vele (sinonim: figură de prova).
- filare – operație de descărcare lentă a lanțului de ancoră sau a unei parâme în timpul manevrelor de acostare sau de plecare a navelor.

- filare cu frână - filarea lanțului ancorei slăbind ușor frâna cabestanului.
- filare în forță:

- filarea lanțului ancorei rotind cabestanul sau vinciul cu motorul angrenat, astfel încât filarea să poată fi oprită imediat;
- filarea unei parâme tensionate.
- filă - șir de table constituind învelișul fundului, al bordajelor sau al punților unei nave și care se îmbină între ele prin sudare sau nituire.
  - filă lacrimară - scândură din compunerea navelor de lemn, montată la extremitățile traverselor; vezi și tablă lacrimară.
- flotabil - (despre un corp) care poate pluti într-un lichid.
- flotant - corp plutitor în ape curgătoare.
- flotă (navală sau maritimă) - totalitatea marilor unități navale afectate unei anumite regiuni sau unui anumit scop, sub o conducere unică.
- flotor - corp plutitor folosit la pontoane, la ranfluarea navelor, la docurile plutitoare etc.
- fluierătură - partea din vânt a unui pavilion naval; vezi și ridicătură.
- foc:

- sursa de lumină care servește drept semnal în navigație;
- pânză de formă triunghiulară care este ridicată la prora unei nave sau a unei ambarcațiuni cu pânze, fiind susținută de bompres și de arborele din proră și având rol de manevră.
- fodră - căptușeală a pereților încăperilor de pe navă (cabină, săli de mese, cluburi etc.).
- forță majoră - fenomen natural - vânt puternic, mare rea, calamități naturale - care poate produce avarierea sau scufundarea unei nave.
- forțe maritime militare - totalitatea marinei militare a unui stat (sinonim: marină militară).
- fosă abisală - vezi: groapă abisală.
- fosforescență - vezi luminescență.
- fotoliu extensibil - scaun confortabil în vapor, care poate fi înclinat pentru ca pasagerul să se poată odihni.
- fregată

- (în trecut) navă militară cu pânze, echipată cu tunuri, folosită în special pentru recunoașteri.
- (astăzi) tip de navă rapidă de escortă.
- "front la babord/tribord!" - comandă utilizată pentru darea onorului între nave, în care echipajul se aliniază pe bordul ordonat în poziția de drepți până la comanda "liber de la front!".
- fund - partea de jos a unui pavilion naval; vezi și vârf.
- fundarisire:

- lăsare a ancorei să cadă;
- aruncare peste bord a unui obiect care nu plutește.
- fungă - parâmă fixată de o vergă mobilă a unei nave cu pânze și care se folosește la ridicarea și coborârea vergii.
- furbișat - lustruire cu motorină sau cu alifie engleză a alămurilor unei nave.
- furchet:

- piesă metalică asemănătoare cu o furcă prinsă în copastia bărcii și destinată să sprijine brațul ramei;
- furcă de sprijin pentru școndrul de acostare.
- furculiță de înfășurat - sculă de înfășurat mai mică decât lingura de înfășurat.

## G
- gabară - ambarcațiune mare de lemn cu pânze, folosită pentru transportul mărfurilor sau pentru transbordarea acestora de pe navele mari care nu se pot apropia de mal.
- gabarit de aer - spațiul de deasupra apei, care poate fi limitat de înălțimea podurilor, de distanța dintre picioarele unui pod etc.
- gabarit de apă - spațiul dedesubtul oglinzii apei.
- gabarit de navigație - ansamblu de dimensiuni caracteristice maxime, în funcție de care se stabilește tonajul navelor ce pot naviga pe o anumită apă.
- gabaritul șenalului - lățimea, adâncimea navigabilă și raza de curbură a unui șenal.

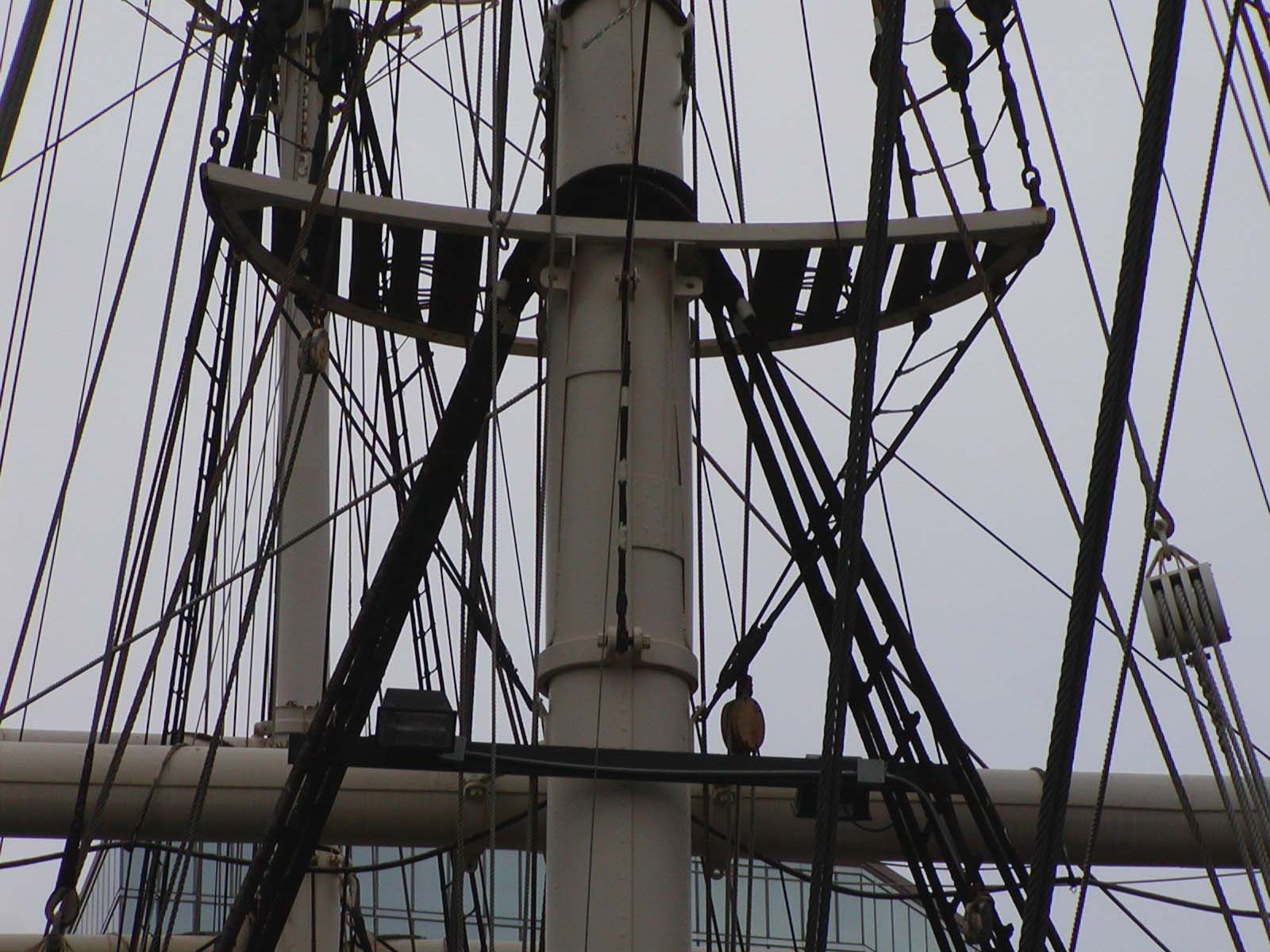
Gabie

- gábie - platformă situată la partea de sus a unui arbore, servind pentru facilitarea manevrării pânzelor sau ca punct de observație.
- gabiér:

- marinar specializat în operațiile de manevrare a pânzelor superioare ale unei nave;
- pânză trapezoidală din etajul al doilea și al treilea, purtată de un catarg cu patru sau mai multe etaje de vele; vezi și arbore gabier.
- gabier de bompres:

- velă folosită în trecut, arborată pe un catarg mic montat pe bompres;
- marinar care efectuează serviciul pe bompres.
- gabier de galion - marinar care are postul de curățenie pe galion.

- gafă - instrument pentru manevrarea butoaielor, în formă de cârlig lat.
- gaiac - (sau guaiac) lemn tare al unui arbore tropical, folosit la confecționarea raiurilor de macara și a bucșelor etambou ale arborelui elicei.
- gajetă - ambarcațiune de pescuit, folosită în Marea Adriatică.

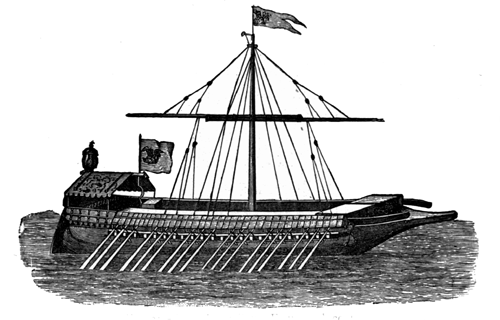
Galeră venețiană din secolul al XIV-lea

- galeră – navă de luptă sau de comerț, prevăzută cu una sau două vele și cu 25-30 de rame mânuite de sclavi sau de condamnați.

- galeră capitană (sau patronă) - nava-comandant din subordinea unei galere reale.
- galeră reală - nava-comandant a unei flote de galere.

- galetă - pesmet de formă paralelipipedică, pe care îl mănâncă marinarii aflați în deplasare.
- galion:

- prelungire a etravei velierelor pentru susținerea bompresului;
- ornament montat în prora navelor cu pânze;
– navă cu pânze folosită în secolele al XVI-lea – al XVIII-lea de spanioli ca navă de război și pentru transportul mărfurilor.
- gamon - brățară metalică care fixează călcâiul bompresului la primele coaste ale navei.
- gară maritimă, fluvială - ansamblu de clădiri, instalații portuare, situate într-un port maritim (respectiv fluvial), destinate pentru ambarcarea și debarcarea călătorilor și a bagajelor și a mărfurilor.
- gardă la scară - grup de marinari neînarmați, asistând de-o parte și de alta a scării o persoană oficială care vine la bord.
- garlín - parâmă groasă din cânepă sau din oțel, obținută prin împletirea a 3-4 parâme simple și utilizată ca legătură de siguranță a navelor când sunt ancorate la cheiuri și sunt expuse unor vânturi puternice.
- garnisire:

- așezare a lanțului sau cablului ancorei pe barbotinul cabestanului sau vinciului pentru a-l vira sau a-l fila;
- preluare a două, trei volte cu o parâmă pe clopotul cabestanului sau pe tamburul unui vinci pentru a vira;
- trecere a curentului unui palanc prin macaralele respective;
- fixare a unor butoaie sub o barcă pentru a-i mări flotabilitatea;
- înzestrarea unei vergi cu brățări și alte armături (garnituri) necesare.
- garnitură - ansamblul brățărilor și armăturilor unei vergi, unui tangon etc.
- gaura cheii - orificiu în piciorul arborelui gabier și al arboretului, prin care trece cheia de catarg.
- gaură de apă - spărtură sau fisură în bordajul navei, prin care apa pătrunde în interior.
- gaură de barcă - orificiu pe fundul bărcii prin care se scurge apa în momentul ridicării ambarcațiunii la grui; se astupă cu un dop de barcă din lemn sau din metal.
- gaură de împuntătură - orificiu la capătul unei vergi de barcă, prin care trece împuntătura.
- gaură de pisică - orificiu prin care se poate intra în gabie sau în cuibul corbului.
- gât:

- locul curburii brațului ancorei (vezi și diamant);
- porțiunea superioară a coloanei și a arborelui gabier, care se încheie cu capului tronsonului arborelui respectiv;
- locul prin care intră curentul unui palanc în macara;
- capătul dinspre arbore al unui pic, unde se prind coarnele.
- colțul superior de la arbore, al unei vele aurice.
- gât de lebădă - fiecare din articulațiile de prindere a unui ghiu sau a unei bigi de catarg.

- geamandură - corp plutitor ancorat de fundul apei și utilizat fie pentru legarea parâmelor navelor în porturile unde ancorarea prezintă riscuri, fie ca mijloc de semnalizare a unor obstacole sau pe timp de noapte sau ceață.
  - geamandură axială - geamandură care marchează mijlocul șenalului.
  - geamandură de ancoră - vezi căpățână.
  - geamandură de aterizare - geamandură în formă de turn marcând punctul unui șenal, situat la distanță maximă în larg.
  - geamandură de ceață - corp plutitor remorcat pe timp de ceață la pupa unei nave care navighează în formație, pentru a o face vizibilă navelor apropiate.
  - geamandură radiohidroacustică - geamandură de construcție specială care are în interior o stație de ascultare submarină cuplată cu o stație de radioemisie.
- geam colorat - lentilă colorată, introdusă între oglinzile sextantului când razele solare sunt puternice.
- geniu marină - armă din compunerea marinei militare, specializată în executarea unor lucrări genistice pe litoral și în apa din apropiere.
- genunchi:

- parte curbată a unei coaste (din osatura navei) în dreptul gurnei;
- parte bombată a unei vâsle (opacină, babaică);
- porțiune a unei rame, între mâner și manșon, care iese în afara bordajului.
- geon - instrument nautic compus dintr-un girocompas pe care se montează ecuatorial un teodolit.
- gheară de ancoră - parte cu care se continuă brațul ancorei și se termină cu o parte în formă de unghi.
- gheară de drac - piesă cu două fălci care imobilizează lanțul ancorei pentru brațarea acestuia; vezi și braț.
- gheară de pisică - ancoră pentru pescuitul obiectelor căzut de la bord, care se compune din fus și din mai multe brațe în formă de gheare arcuite.
- gheară de traversieră - gheară simplă la navele cu gruie de ancoră și dublă la cele cu gruie de traversieră, cu care se traversează ancora.
- ghilă - butuc drept și neted, întrebuințat la bord pentru a manevra greutățile și pentru a întări elementele care au obturat o spărtură în bordaj.
- ghiu - bară fixată cu un capăt de partea inferioară a catargului din pupa și de care este prinsă partea de jos a pânzei trapezoidale, numită randă.
- gig - ambarcațiune din lemn care are pentru fiecare vâslaș un scaun rulant, un portant (pentru sprijinirea ramei) și un palonier (pentru sprijinul picioarelor) și care servește la învățarea canotajului.
- girobusolă- vezi: busolă giroscopică.
- girostabilizator - dispozitiv pentru amortizarea ruliuului navei, compus dintr-un giroscop cu două grade de libertate, la care axul rotorului este acționat electric sau mecanic.
- goeletă – navă cu pânze de mărime mijlocie, cu două până la șase catarge.
- goling - dispozitiv compus din turnicheți și un șomar, care se fixează pe un postament în punte pentru trecerea remorcii.
- gondolă - ambarcațiune lungă, cu fundul plat și cu o singură ramă, pe care conducătorul (gondolier) o manevrează stând în picioare la pupa; este folosită în special pe canalele Veneției.
- gondolier - barcagiu care conduce o gondolă.
- gonire pe ancoră - deplasarea unei nave de către vânt sau curent din cauza ancorei care ară sau a lanțului care este prea scurt.

Cele trei axe de rotație ale unei nave

- grade de libertate -  numărul de mișcări independente pe care le poate efectua o navă în spațiul tridimensional; în ceea ce privește mișcările de rotație, acestea sunt: ruliu, tangaj și girație.
- grandee - parâmă cusută pe marginea unei vele pentru a-i mări rezistența.
- granițele oceanelor - limitele Pământului în apele terestre.
- grăpare - vezi arat.
- greemént - ansamblul parâmelor care servesc la fixarea arborilor, a bompresului, a bastonului de foc, precum și a celor care servesc la susținerea și manevrarea vergilor, a picurilor, a ghiurilor și a pânzelor unei nave.
- gren - furtună locală foarte intensă și de scurtă durată.
- greutate de hartă - greutate așezată pe hartă care nu permite ca aceasta să fie luată de vânt; poate fi improvizată dinr-o bucată de plumb învelită în pânză de vele mai fină.
- groapă abisală (sau submarină) - depresiune alungită și adâncă situată pe fundul unui bazin oceanic, paralel cu coasta unui continent sau cu un șir de insule; vezi și abis.
- gruie - dispozitiv folosit la bordul unei nave pentru ridicarea și lăsarea la apă sau așezarea pe punte a unei bărci, ancore, scări de bord etc.
- guaiac - vezi gaiac.
- guler:

- piesă de lemn la gâtul unui catarg, pe care se așează capelatura;
- inel la etambreul unui catarg;
- extremitate de pe punte a unei nări de ancoră sau de puț;
- împletitură sub gâtul unui ochi pentru a nu lăsa să treacă ochiul printr-un rai;
- porțiune curbă a unei chei;
- întăritură din piele, de forma unei rondele dințate, aflate sub un nod de tipul cap de bulgar, nucă, coroană etc.
- gură:

- lungimea unui anumit număr de răsuciri ale parâmei;
- deschiderea unei chei, a unui cârlig etc.
- deschidere orin care se intră în port, radă, baie etc.
- locul în care un curs de apă se varsă în mare;
- deschiderea de pe punte a unui puț, tambuchi etc.
- gură de lup - tip de nod marinăresc.
- gură de zmeu - vezi labă de gâscă.

- gurnă - porțiune din învelișul exterior al unei nave care face legătura între învelișul fundului și cel al bordajelor; este constituită din 1-3 foi de tablă curbată.
- gutieră - șir lateral de table ale unei nave, prin care puntea se leagă de învelișul bordajelor (sinonim: lăcrimară).

## H
- habitaclu - cutie acoperită cu geam în care se află compasul magnetic de drum, împreună cu magneții compensatori și cu becurile care luminează roza compasului; altă formă: abitaclu.
- halaj - operație de remorcare a unei ambarcațiuni, executată cu mijloace mecanice, cu oameni sau cu animale care se deplasează de-a lungul uscatului.
- harmuz - vezi armuz.
- hartă (marină) - reprezentare grafică a unui ocean, folosită în scop de navigație (hartă de navigație) sau în scopuri utile navigației (hartă specială).
- hidrobuz - navă de dimensiuni mici destinată transportului de pasageri pe distanțe scurte; poate fi înzestrată cu saloane și bufete și are cabine de locuit numai pentru membrii echipajului.
- hidrofon - aparat pentru semnalizarea sub apă cu ajutorul sunetelor, format din microfoane acționate electromagnetic.
- hidroglisor - ambarcație cu fundul plat, propulsată cu ajutorul unei elice aeriene.
- hidrografie - știință care se ocupă cu elaborarea hărților marine.
- horn de aer -  dispozitiv de alimentare cu aer proaspăt și de evacuare a gazelor de eșapament de la motoarele Diesel ale unui submarin aflat în imersie; altă denumire: Schnorchel.
- hovercraft - vezi aeroglisor.
- hublou - deschidere circulară în bordajul sau în peretele rufului unei nave, prevăzută cu geam gros, care asigură o închidere etanșă.
- hulă - mișcare ondulatorie a apei de pe suprafața mărilor, după încetarea unui vânt și care se deosebește de marea agitată prin faptul că valurile nu se sparg.

## I

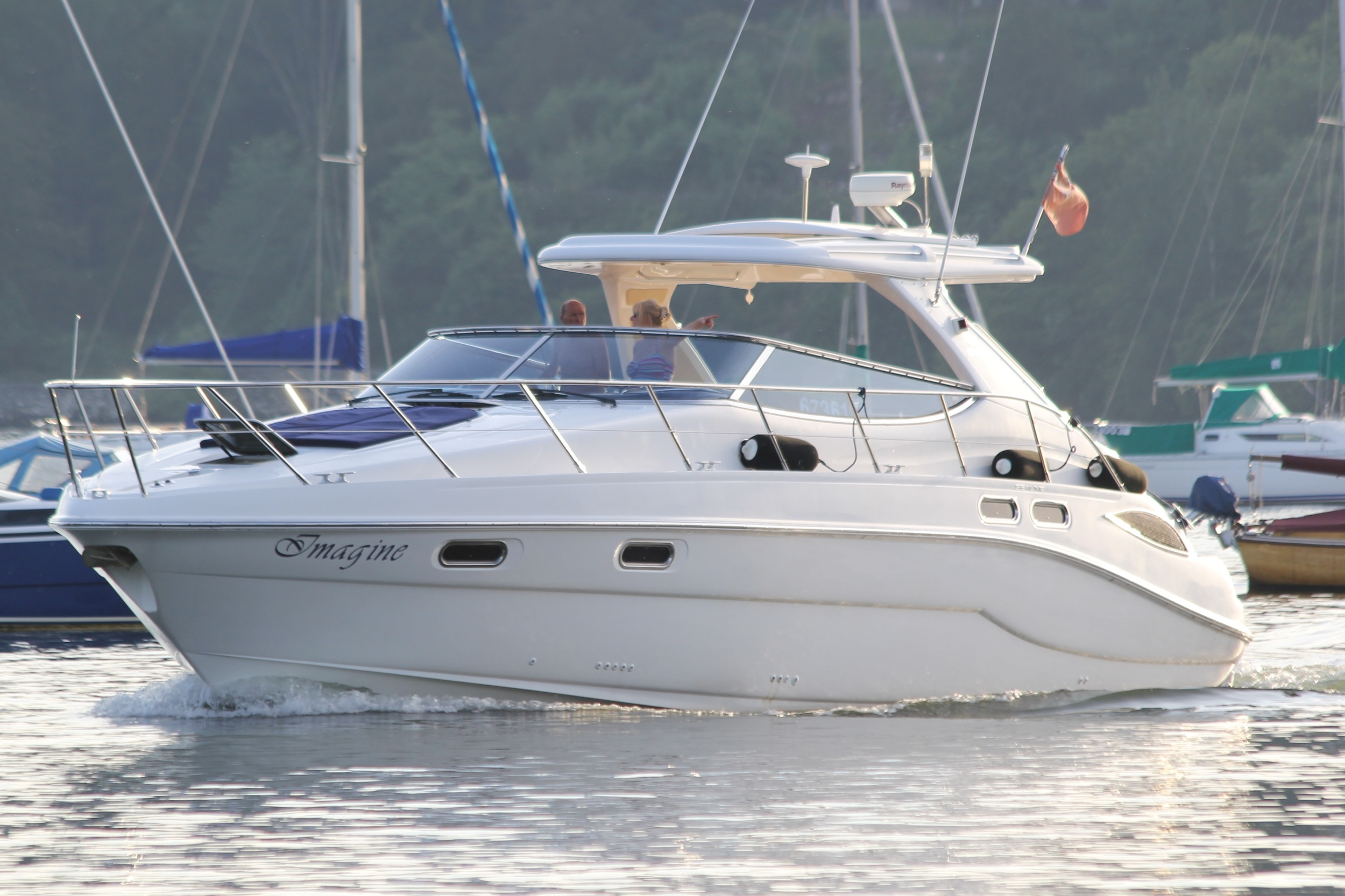
Iahtul Imagine

- iaht (scris și yacht):

- navă cu pânze sau cu propulsie mecanică, care dispune de amenajări confortabile pentru un număr mic de pasageri și care este folosită pentru călătorii de agrement;
- ambarcație cu forme fixe, echipată cu arboradă, greement și velatură și folosită pentru competiții sportive (sinonim: iaht de cursă).
- iar - mal înalt situat în concavitatea unui cot al unui fluviu; sinonim: podmol.
- iarbă de China - vezi ramie.
- iaz:

- acvatoriu artificial destinat creșterii peștilor sau acționării morilor de apă;
- lac natural mic format în albia unui râu.
- inclinometru (sau înclinometru) - instrument care servește la măsurarea unghiurilor de înclinare a unei nave în raport cu orizontul.
- indicator chimic de adâncime - dispozitiv pentru măsurarea adâncimii, care are un tub de sticlă ce se introduce în apă, adâncimea fiind indicată prin decolorarea unui compus chimic conținut.
- indicator de pantă - instrument care indică înclinarea unei nave față de planul orizontal.
- inel astronomic - instrument arhaic de navigație prevăzut cu o deschizătură prin care pătrund razele Soarelui și ajung pe un segment gradat.
- inimă:

- piesa centrală a unui catarg construit din mai multe bucăți de lemn;
- sfilață din cânepă sau din alt material vegetal, în jurul căreia se răsucesc șuvițele unei parâme vegetale;
- parâmă vegetală sau metalică în jurul căreia se răucesc vițele unei parâme metalice;
- partea centrală a unei cozi de șoarece.
- inspectorat maritim - instituție care funcționează în marile porturi engleze și care supraveghează aplicarea legislației referitoare la navigație.
- instalație de drenaj - instalație folosită de o navă pentru evacuarea apei de santină.
- instalație plutitoare - construcție plutitoare care nu este destinată efectuării de lucrări pe căile navigabile, dar pe care le deservește; exemple: docuri, debarcadere, hangare.
- instrucțiuni nautice:

- instrucțiuni de navigație într-o anumită mare, în apropierea unei coaste, canal etc., conținute într-o carte-pilot;
- sinonim pentru carte-pilot.
- instrument nautic - instrument folosit în navigație, de exemplu: sextantul, compasul, lochul.
- insubmersibilitate - capacitate a unei nave de a-și păstra proprietățile de plutire în anumite condiții grele și anormale.
- intercept - arcul de cerc mare sau - pe harta Mercator - segmentul de dreaptă dintre punctul estimat/auxiliar și punctul determinativ al unei drepte de înălțime.
- interval:

- distanța între nave cu drumuri paralele;
- distanța dintre două repere succesive de pe malul unui fluviu;
- distanța dintre două șlepuri aflate bord la bord.
- intrare:

- porțiunea ascuțită a unei nave la prova;
- deschidere în punte sau suprastructură pentru trecerea oamenilor; vezi și tambuchi.
- intrare pe un aliniament - manevrare a navei astfel încât drumul acesteia să coincidă cu direcția aliniamentului.

- intrând:

- scobitura unei vele;
- distanța orizontală dintre tangenta dusă la bordajul lateral și linia punte-centură.
- intruziune - pătrundere a apei marine în apele dulci din vecinătatea litoralului sau din râurile afluente.
- inundare:

- trecerea apei peste maluri;
- introducere a apei într-un compartiment al navei folosind instalația de stins incendiile sau cea de balast.
- iolă - ambarcație cu o velă, utilizată mai ales în sport, condusă de o singură persoană, care acționează cu o mână asupra cârmei și cu cealaltă asupra velei prin intermediul unei frânghii.
- Invincibila Armada – nume dat flotei spaniole trimise în 1588 împotriva Angliei.
- ispol - căuș de lemn sau de tablă, folosit pentru scoaterea apei din barcă, din luntre etc.
- izobată - vezi curbă batimetrică.

## Î
- împingător - navă specializată folosită în navigația pe ape interioare sau în porturi pentru a manevra și împinge alte ambarcațiuni, în principal pentru a le asista în deplasare sau pentru a le dirija în spații înguste sau în zone aglomerate
- înălțimea valurilor - diferența între nivelurile suprafeței mării corespunzătoare unei creste și, respectiv, văi ale valurilor succesive.
- înălțime metacentrică - distanța dintre dintre metacentrul unei nave și centrul de greutate al acesteia.
- încărcătură - ceea ce se încarcă într-un vapor pentru a fi transportat.
- înclinometru - vezi inclinometru.
- îndocare - operație de ridicare a unei nave pe un doc plutitor sau de introducere a acesteia într-un bazin de carenaj (doc uscat) în vederea executării unor lucrări de reparații sau de întreținere a carenei.
- înfășare - operație prin care se aplică, prin înfășurare în elice, o pânză cătrănită peste o parâmă de cânepă cu scopul de a o proteja.
- înfășătură - fâșia din pânză de vele cu care se înfașă o parâmă.
- înfășurare:

- așezarea unei vele pătrate pe vergă sau a unei vele aurice pe ghiu în cute și legarea cu sacheții de înfășurare, eventual, cu baierele de înfășurare;
- acoperirea unei parâme sau a unei matiseli cu volte  de merlin, lusin, ață de vele, sârmă;
- acoperire a unui inel, mâner de cange etc. cu o împltitură de parâmă;
- strângere a unui pavilion în cute și încingerea acestuia cu școta saulei, astfel încât pavilionul să se desfacă la tragerea saulei;
- strângerea tendei sub formă de sul pe tendarul central atunci când se strâng tenzile.
- înnisipare - depunere de nisip prin sedimentare pe un râu sau canal, astfel încât acesta nu mai este navigabil.
- întăritură:

- șipcă din lemn așezată de-a lungul unei vergi sau școndru crăpat;
- îngroșarea tablei bordajului prova în cazul navigației printre ghețuri;
- fâșie din pânză de vele cusute pe o velă, pe o tendă sau în alte locuri de mare solicitare;
- apărătoare din pânză de vele cusută peste o grandee de sârmă; sinonim: învelitoare.
- întinsură:

- fund mic format din depuneri în prelungirea malului;
- despre vele vezi: margine de întinsură;
- distanța între colțurile de școtă le unei vele pătrate sau între colțul de mură și cel de școtă ale unei vele latine sau aurice;
- săgeata curburii marginii de întinsură.
- întunecare - închiderea tuturor hublourilor și stingerea tuturor luminilor de pe puntea unei nave de luptă, ca măsură de mascare a acesteia pe timpul nopții.
- învăluire a capului (cozii) coloanei inamice - vezi barare a T-ului.
- învelire - întinderea mușamalelor peste bocaporți și fixarea acestora cu șine și pene.
- înveliș - bordaj; căptușeală exterioară din lemn a punții metalice.
- învelitoare - vezi întăritură.
- învergare:

- operație prin care se fixează o velă de o vergă și care constă în trecerea unei saule prin ocheții metalici fixați pe marginea velei și înfășurarea saulei pe o vergă;
- sinonim pentru marginea de învergare sau pentru lungimea acesteia.

## J
- J - pavilion din Codul intenațional de semnale cu semnificația: "Am incendiu la bord și am încărcătură de mărfuri periculoase. Țineți la distanță mare de mine"
- joncă - velier din lemn, rudimentar și de dimensiuni mici, folosit la transportul de mărfuri între insulele din vestul Oceanului Pacific.
- jurnal de ancoraj - document în care se consemnează adâncimea ancorării și lungimea lanțului filat la apă.
- jurnal de bord - registru în care sunt înscrise evenimentele produse la bordul unei nave, cum ar fi: navigația, încărcarea și descărcarea mărfurilor, îmbarcarea și debarcarea echipajului și a pasagerilor, datele meteorologice și datele oceanografice.

## K
- K - pavilion din Codul internațional de semnale cu semnificația: "Doresc să comunic cu dvs."
- kayar (în engleză coir) - denumire indiană a fibrei de cocos din care se confecționează parâme.
- kelek⁠(de)[traduceți] - un fel de plută din antichitatea mesopotamiană.
- Kelvin, val ~ - tip de valuri provocate de o navă în mișcare și în a cărui formă intervine și forța Coriolis.
- ketch - tip de ambarcațiune de greement cu vele aurice; se deosebește de iolă prin faptul că arborele pupa este mai înalt și se află în prova timonei.
- Kitchen, cârmă ~ - cârmă la care pana este înlocuită cu două cupe orientabile ce asigură efect de guvernare foarte puternic, permițând și mersul înapoi.
- knarr - navă de comerț vikingă din secolele al IX-lea, al X-lea.
- kogga - corabie puntată , destinată transportului de mărfuri, din nordul Europei secolelor XIII-XV; avea trei catarge și extremitățile mult înălțate.
- komienga - luntre construită dintr-un singur trunchi de copac și folosită de vechi slavi.

## L
- lac - apă stătătoare, mai întinsă și mai adâncă decât balta și având uneori legătură cu marea.
  - lac litoral - lac situat lângă mare, de care este izolat parțial sau total prin cordoane litorale.
- labă de amarare - dispozitiv metalic pentru fixarea bărcii pe cavalet, alcătuit dintr-o piesă în formă de U și un lanț cu întinzător.
- labă de gâscă - legătură pentru ridicarea bărciim, la remorcaj sau la anocrare, alcătuită din mai multe parâme, prinse între ele în formă de frâu; sinonim: gură de zmeu.
- lagán - parte din caric aruncată peste bord în caz de forță majoră, pentru a micșora pescajul navei; sinonim: ligan.
- lainer - navă care deservește o anumită linie de navigație și deci urmează un anumit itinerar și a cărei exploatare este stabilită prin legi naționale și convenții internaționale.
- lansare:

- manevra prin care un mijloc de navigație ajunge, de pe cală sau de pe doc, la apă;
- pornire a aparatului de propulsie;
- folosire a armelor din înzestrarea navei pentru a acționa împotriva inamicului cu torpile, bombe, mine, rachete.
- lansare a traulului - acțiune prin care traulul ajunge la apă.
- lansare laterală - aducere în stare de plutire a unui mijloc de navigație reparat sau nou construit, astfel încât să ajungă în apă cu unul din borduri; sinonim: lansare transversală.
- lansare prin emersiune - lansare a navelor aflate în docuri plutitoare sau uscate prin inundarea docului; nava plutește și este manevrată la locul unde se continuă amararea.
- lansare transversală - vezi lansare laterală.

- lanț-călăuză - lanț fixat de diamantul ancorei.
- lanț de ancoră - lanț compus din segmente, denumite chei, care sunt legate între ele prin chei de împreunare și la care se fixează ancora printr-o cheie de ancoră.
- largul mării - vezi ape internaționale, ape libere.
- latin, sistem ~ - mod de construcție a navelor și ambarcațiunilor, în care filele (scândurile) de bordaj nu se suprapun.
- laț - nod marinăresc folosit pentru a prinde o parâmă pe un scondru.

- laț cu jumătate de ochi -  nod marinăresc folosit pentru a remorca un scondru; sinonim: nod de lemn/scondru.

- lăcrimar - cornier la îmbinarea centurii cu tabla lăcrimară.
- lăcrimară - vezi: gutieră, filă lăcrimară, tablă lăcrimară.
- lăcrimare - fenomen negativ referitor la pereți și care constă în formarea de picături la nituri.
- legare - ultima fază a unei manevre de acostare, constând în fixarea navei cu ajutorul parâmelor de legare la babalele de pe cheu sau de pe altă navă.

- legare în barbă - ancorare cu două ancore ale căror lanțuri sunt paralele.
- legare în patru:

- legarea unei nave cu bordul la cheu, având spre larg o ancoră și un ancorot;
- (la salvarea navelor) fixarea navei salvatoare deasupra epavei cu ajutorul a patru ancore.
- legare la gemandură - manevră de asigurare a navei la o geamandură de legare.
- legare la schelă -oprire într-un port a unei corăbii, fixând-o cu parâme de stâlpii cheiului.

- legător de navă - barcagiu care ajuă la legarea navelor.
- lest - vezi: balast.
- libertatea mării - principiu conform căruia largul mării nu este supus suveranității niciunui stat, fiind deschis în mod egal tuturor țărilor.
- liburnă – navă romană ușoară și rapidă de luptă.
- ligan - vezi lagan.
- limb - navă folosită la limbare.
- limbare:

- transportare a unei încărcături cu o navă fluvială până la o navă maritimă;
- descărcare a unei nave pentru a-i permite trecerea prin locurile mai puțin adânci și a o reîncărca după ce ajunge la o adâncime mai mare.
- linie:

- rută parcursă în mod regulat de navele unei anumite companii de navigație; vezi și: vas de linie, navă de linie, crucișător de linie.
- denumire învechită pentru ecuator.
- linie de bază - conturul celui mai mare reflux de-a lungul țărmului sau, după caz, linia care unește punctele cele mai avansate ale țărmului, inclusiv ale țărmului dinspre larg al insulelor, ale locurilor de acostare, amenajărilor hidrotehnice și ale altor instalații portuare permanente.
- linie de front - formație în care mai multe nave se deplasează pe drumuri paralele, relevându-se reciproc la travers.
- linie de încărcare - linie care marchează intersecția bordajelor unei nave încărcate cu planul de plutire.
- linie de plutire - linie obținută prin intersecția suprafeței exterioare a corpului unei nave cu planul orizontal al suprafeței libere a apei.

- linii paralele - instrument de lucru pe hartă, format din două rigle legate articulat.
- liniște - calitate a rozei unui compas magnetic de a nu vibra.
- listă de echipaj - tabel cu membrii echipajului, prezentat organelor de control la plecarea sau sosirea navei în port.
- litoral - fâșie a uscatului alăturată mării, pe care se află instalațiile portuare, farurile și alte repere de navigație, precum și forțele și mijloacele de apărare.
- livret de marinar - document, eliberat de o căpitănie de port, care folosește unui marinar ca act de identitate.
- locație - determinare a poziției unei nave în larg.
- loch - instrument care măsoară distanțele parcuse de navă și viteza acesteia.

- loch de fund - greutate legată cu o saulă, care era lansată la pupa și apoi se lăsa saula să fileze un interval de timp.
- loch improvizat - simplă bucată de lemn lansată spre prova, după care se nota momentele trecerii acesteia pe lângă două repere; altă denumire: loch olandez.
- loch olandez - vezi loch improvizat.

- lofare:

- schimbare a drumului unui velier venind cu prova spre direcția vântului;
- forțarea, cu nava proprie, a schimbării direcției unei alte nave.
- lom - rangă servind la manevrarea lanțului ancorei sau altor greutăți.
- longitudinală - element de rezistență (nervură) folosit pentru întărirea tablelor învelișului unei nave și contituit dintr-un profil metalic aplicat în sens longitudinal.

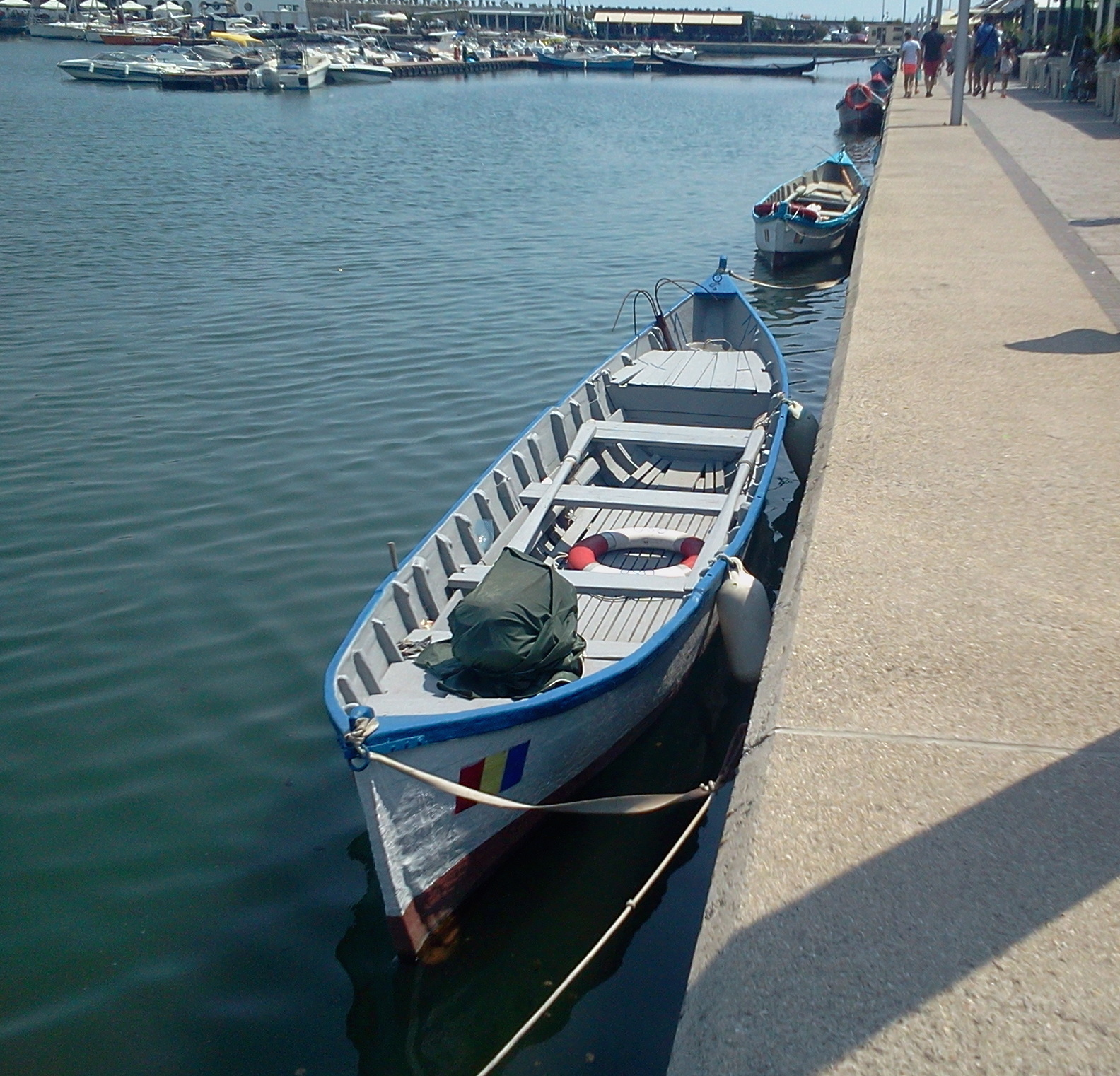
Lotcă de pescuit

- lotcă - ambarcațiune din lemn, îngustă, folosită de pescari și prevăzută cu rame, având prora și pupa ascuțite și ridicate.
- loxodromă⁠(d) - curbă pe suprafața Pământului care taie toate meridianele sub același unghi.
- lucrări marinărești - ansamblul operațiunilor efectuate cu ajutorul parâmelor: noduri, împletituri, legături, matiseli, patronări, confecționări de scări, de plase sau de baloane de acostare.
- lucrul zilei - totalitatea calculelor și lucrului pe hartă ce se execută zilnic la bordul unei nave.
- lucru pe hartă - trasarea de drumuri sau relevmente pe harta marină.
- lumină - radiație luminoasă a unei surse de lumină montate pe o barcă, un far, o geamandură, o navă etc. și folosite pentru semnalizare și asigurarea navigației pe timp de noapte.

- lumină alternativă - lumină care își schimbă periodic culoarea.

- lumină alternativă cu ocultații - lumină alternativă la care faza de lumină este mult mai lungă decât faza de întuneric.

- lumină cu ocultații - lumină la care faza de întuneric, cu o durată constantă, este mult mai scăzută decât faza de lumină.

- lumină cu grup de ocultații - lumină la care ocultațiile sunt reunite în grupuri ce se succed cu regularitate.

- luminescență - proprietate a apei marine de a emite, până la 1300 - 1500 m adâncime, lumină provenită de la anumite microorganisme; sinonim: fosforescență.
- lunetă de calafat - instrument optic prin care se privește în apă pentru a observa starea calafatului dintre filele bordajului de lemn.
- lungime a navei - distanța orizontală măsurată pe axul navei între anumite repere.
- luntre -  ambarcațiune din lemn sau din metal, cu fundul lat, având prora și pupa înclinate; este prevăzută cu rame și se folosește pe ape fără valuri mari.
  - luntre monoxilă - ambarcațiune arhaică, cioplită dintr-un trunchi de copac.
- lup de mare - denumire pentru marinar competent și experimentat.
- lupă - instrument optic fixat deasupra compasului pentru o citire mai ușoară.

## M
- M - pavilion din Codul internațional de semnale cu semnificația: "Nava mea este stopată și sunt în derivă."
- macara - scripete prevăzut cu o căpățână de metal în care se rotesc, în jurul unei osii, roți din tec, gaiac, bronz sau oțel ce poartă denumirea de raiuri, fiind prevăzute cu un șanț; este susținut de un zbir care se termină cu un ochi cu rodanță, o cheie sau un cârlig.

- macara alunecătoare - dispozitiv compus dintr-o macara simplă prin care trece un curent având un capăt fixat în afara macaralei.
- macara-călăuză - macara utilizată pentru schimbarea direcției unui curent.
- macara cu pălărie - macara cu acoperiș de protecție la cap.
- macara cu sfârc - macara prevăzută cu sfârc la cap, cu ajutorul căruia se poate prinde o manevră.
- macara cu tachet - macara care are pe una din fețe un tachet, astfel încât volta curentului palancului să fie preluată chiar pe aceasta.
- macara cu talpă - macara cu coadă lățită ce se poate prinde pe o manevră.
- macara de bord - macara montată la bordul unor nave în locul bigilor, având o capacitate de ridicare mai mare și o rază variabilă de acțiune care îi permite să așeze sarcina în orice punct al gurii de magazie.
- macara de coș - macara cu cârlig cu capătul rotunjit, care se prinde de muchia coșului pentru a susține de exemplu o schelă.
- macara de marionetă - macara fixată pe marionetă, prin care trec manevrele curente.
- macara de picior de arbore - macara aflată la piciorul arborelui, prin care trec manevrele curente.
- macara de punte - macara cu capul fixat pe punte, prin care trece o manevră curentă.
- macara de sart - macara fixată prin legături între două sarturi pentru trecerea manevrelor curente.
- macara-ghiulea - macara sferică, în al cărei șanț se matisește capătul unei manevre simple.
- macara la macara - poziție a unui palanc care a fost virat la maximum, astfel încât cele două macarale aproape că se ating una de alta.
- macara plutitoare - instalație de ridicare (bigă, gruie, capră), eventual autopropulsată, montată pe un ponton și folosită la manevrarea greutăților mari.

- magnetismul navei - câmpul magnetic al unei nave, care se compune din câmpul permanent (datorat fierului tare), câmpul temporar (datorat fierului moale) și câmpul semipermanent sau subpermanent (datorat fierului intermediar) și care poate influența compasul magnetic.
- manevrabilitate - capacitate a unei nave de a manevra sau de a fi manevrată (de a fi sensibilă la acțiunea cârmei).
- manevră:

- parâmă folosită pentru fixarea unui arbore ori a unui bompres sau pentru susținerea și manevrarea unei vergi, a unui pic sau a unei pânză.
- ansamblu de operații pentru acostarea, ancorarea, plecarea de la chei etc. a unei nave;
- pregătire tactică a unei flote, în condiții asemănătoare cu cele de război.
- manevră de forță - manevră de ridicare sau de coborâre a unei greutăți cu instalații ca: rigă, capră, scondru, palanc, tripod etc.
- manevră falsă - manevră greșită sau manevră fixă sau curentă ce dublează, pe vreme nefavorabilă, o manevră permanentă.

- manevrier - persoană care execută corect manevrele cu nava.
- manică - vezi furtun.
- Manila (sau cânepă de ~) - fibre ale plantei Musa textilis, din care se fac parâme mai puțin rezistente decât cele de cânepă, dar care plutesc pe apă.
- manipulant - ofițerul al doilea ale unei nave fluviale, care se ocupă de mărfurile transportate.
- maniță - manivelă de vinci.
- manșon - vezi: ramă, nară.
- mapă de hărți - mapă din pânză în care se țin hărțile marine ale anumitor porțiuni ale coastei.
- marangoz - tâmplar de nave.
- marangoz(er)ie - atelier în care se execută lucrări de tâmplărie navală.
- marcarea lanțului de ancoră - operațiune de vopsire sau de fixare a unor inele de sârmă, prin care se diferențiază cheile lanțului de ancoră.
- marcă - fir colorat indicând calitatea unei parâme.

- marcă de bord liber - semn pe bordajul unei nave comerciale care indică linia de încărcare pentru diferite situații; sinonim: discul lui Plimsoll.
- marcă de comandament - pavilion, ghidon sau flamură care indică prezența la bord a unei persoane care are drept de comandă; acesta este stindard în cazul unui șef de stat.
- marcă de navigație - geamandură, căpățână, școndru, șvemer sau baliză care constituie un reper de navigație.
- marcă de pescaj - vezi scară de pescaj.
- marcă de port - semn făcut pe partidele de marfă pentru a indica portul de destinație.

- mare deschisă - vezi ape libere.
- mare de vânt - valurile aflate direct sub acțiunea vântului, observate în zona de generare; sinonim: valuri de vânt.
- maree - mișcare oscilatorie zilnică și alternativă (de înaintare sau de retragere de la țărm) a apelor mărilor și oceanelor, datorită atracției Lunii și a Soarelui.

- maree atmosferică - vezi maree barometrică.
- maree barometrică - variație zilnică a presiunii atmosferice, la tropice fiind aproximativ sinusoidală și a cărei alterare indică apropierea unui ciclon; altă denumire: maree atmosferică.
- maree în/sub vânt - maree al cărui curent se deplasează în sens contrar/ în același sens cu direcția în care bate vântul.
- maree neagră - strat de petrol care plutește pe suprafața apei și poluează plajele, ca urmare a accidentării vaselor petroliere.

- maregraf - aparat pentru măsurarea și înregistrarea nivelului mării, mai ales în zonele cu maree.
- mare liberă - vezi ape libere.
- mare totală - efectul combinat al celor două sisteme de valuri: marea de vânt și hula.
- marinar:

- persoană cu pregătire de specialitate care face serviciul în marina militară; sinonim: matelot;
- persoană care și-a însușit calificarea necesară executării servicului la bordul navelor marinei comerciale, posedă carnet de marinar și este înscris în registrele unei căpitănii de port.
- marină - totalitatea mijloacelor de navigație ale unei țări, împreună cu instituțiile aferente.
- marină militară - vezi forțe maritime militare.
- martingală - bară așezată sub bompres și care servește la întinderea parâmelor de fixare a bompresului.
- mascaret - val de mare care se urcă pe gura fluviilor, datorită fluxului; vezi și proroca.
- matelot - persoană care servește pe bordul unei nave în grupul celor însărcinați cu manevra și cu serviciul la punte; sinonim: matroz.
- matisire  - operație prin care se formează un ochi la capătul unei parâme sau prin care două frânghii sau cabluri sunt împreunate prin împletirea șuvițelor sau toroanelor acestora.
- matroz - vezi matelot.
- mână peste mână - mod de a vira o parâmă, omul stând nemișcat și apucând parâma alternativ cu cele două mâini.
- meridian compas - direcția acului magnetic la bordul unei nave.
- merlin - parâmă subțire întrebuințată la la înfășurări și la patronări.
  - merlin de sârmă - fir maleabil de oțel folosită la patronarea parâmelor de metal.
- merlinare - efectuare, cu ajutorul unui ac de merlinat, a unui transfilaj cu merlin la o grandee înfășurată.
- mesaj de pericol - mesaj prin care se anunță existența unui pericol de navigație, nereprezentat pe hărțile marine.
- mesaj de primejdie - mesaj transmis prin radio de o navă aflată într-o situație gravă pentru a cere ajutor.
- mesaj meteorologic - mesaj cu conținut meteorologic transmis pentru navele dintr-o anumită zonă.
- metacentru - punctul de intersecție a verticalelor care trec prin centrul de carenă al navei drepte și al aceleiași nave înclinate; vezi și înălțime mertacentrică.
- milă marină - unitate de măsură pentru lungime, egală cu 1.852m.
- mineralier - cargou special pentru transportul minereurilor.
- mișcare adevărată - mișcare a unei nave în raport cu globul terestru.
- mișcare relativă - mișcare aparentă a unei nave, observată de o altă navă aflată în mișcare.
- Michell, lagăr ~ - cuzinet care preia forța de împingere axială a elicei navei.
- model:

- reproducere, la o anumită scară, a operei vii a unei nave pentru a studia formele carenei în bazinul de carene;
- reproducere, la o anumită scară, a unei nave în toate detaliie, servind ca obiect de muzeu.
- modernizarea și reutilare (a unei nave) - tip de reparație a unei nave (care de obicei se execută concomitent cu reparația curentă sau cu reparația capitală) care are ca scop prevenirea uzurii morale, luându-se măsuri de perfecționare tehnică.
- mol - dig lat care separă portul în bazine destinate diferitelor categorii de mărfuri și prevăzut, de regulă, cu cheiuri, linii de cale ferată, mijloace de încărcare și descărcare etc.
- molare - eliberare completă, la comandă, a unei parâme.
- monitor - navă fluvială de luptă, de tonaj mic, care sprijină cu foc trupele de uscat.
- monoxilă - barcă realizată prin scobirea unui trunchi de copac, folosită încă din mezolitic.
- montant - element de rezistență (nervură) folosit pentru rigidizarea și legarea tablelor învelișului unei nave.
- mort:

- scondru îngropat la care se leagă navele, acolo unde nu există babale sau copaci;
- contragreutate cu ajutorul căreia se mișcă o bigă;
- bloc de beton, folosit ca punct fix în timpul lansării navei.
- motonavă - navă la care sistemul de propulsie este acționat de unul sau mai multe motoare cu ardere internă.
- mură - manevră care trage sau leagă colțul de mură al velelor inferioare.
- mus:

- elev marinar;
- om folosit la executarea manevrelor pe ambarcațiunile de regată, cu echipajul format din doi oameni.
- mustață:

- manevră fixă care pornește de la vârful bompresului, trece pe la extremitățile antenei și se termină la bord;
- val în prova provocat de înaintarea navei.
- mușama - prelată din pânză groasă, cu care se acoperă bocaporții gurilor de magazie.
- mușcare:

- (despre ancoră) prindere cu gheara de fundul apei;
- suprapunerea velelor unei parâme la babá;
- blocarea temporară a unui palanc, trecând trăgătorul pe sub un fir tensionat al curentului.

## N
- N - pavilion din Codul internațional de semnale care, ridicat izolat, înseamnă "NU" (negativ).
- nară - piesă amplasată în bordaj și prevăzută cu un orificiu prin care trece lanțul ancorei; porțiunea de pe bordajul lateral se numește buză, partea tubulară, tub de mașon, iar partea de la punte, guler.

- nară de bordaj - armătură ovală în jurul unei găuri în parapet, în dreptul babalelor, prin care trec parâmele de legare a navei.
- nară de remorcă - tub în zona etravei, destinat să ghideze parâma pe timpul remorcajului.

- naufragiu - accident al unei nave, care poate provoca fie scufundarea, fie incapacitatea de a continua drumul; vezi și avarie totală.
- navă:

- vehicul construit, amenajat și echipat pentru a pluti și a se deplasa pe apă sau sub apă., în scopul efectuării transporturilor de mărfuri și pasageri, în scopuri militare, pentru lucrări hidrografice, pescuit etc.;
- (în sensul regulilor de drum) orice plutitor autopropulsat sau remorcat;
- persoană juridică responsabilă in rem pentru greșelile comandantului sau echipajului și care poate fi condamnată de un tribunal maritim.
- navă amagnetică:

- navă construită în special din materiale amagnetice (lemn, metale amagnetice, mase plastice) și destinate măsurării elementelor câmpului magnetic terestru;
- navă folosită pentru dragarea minelor magnetice.
- navă-amiral:

- navă la bordul căreia se află un amiral;
- vezi: navă-comandant;
- cea mai mare navă a flotei sau a unei companii de navigație.
- navă ardentă - navă cu vele care are tendința de a veni în vânt, în care caz centrul de rezistență laterală a apei la înaintare a navei se află înaintea centrului de velatură.
- navă autodescărcătoare - navă destinată transportului de mărfuri în vrac și echipată cu mijloace proprii de descărcare.
- navă autopropusată - navă cu propulsie proprie.
- navă auxiliară - categorie la care intră: remorchere, spărgătoare de gheață, pilotine, șalupe de serviciu etc.
- navă-bază - navă auxiliară pentru cazarea personalului și deservirea tehnico-materială a unui grup de nave mici.
- navă civilă - navă aflată în dotarea societăților de transport pe apă, a unităților de construcții hidrotehnice, de pescuit, turism, agrement și care își desfășoară activitatea în cadrul economiei naționale.
- navă comercială - navă sau o barcă construită pentru a fi folosită în scop comercial.
- navă de debarcare - navă destinată transportului de trupe și de tehnică de luptă în vederea debarcării desantului maritim în cadrul unui război-amfibiu⁠(d).
- navă-dormitor - navă amenajată ca dormitor.
- navă de linie - navă de război puternică de mari dimensiuni și protejată prin cuirasă (sinonim: cuirasat).
- navă de luptă - navă care aparține forțelor maritime militare și este aptă să execute o misiune de luptă (vezi și bastiment); alte denumiri: navă militară, navă de război.
- navă de pasageri - navă destinată transportului de călători, colete și scrisori, în general orice altă navă care transportă mai mult de 12 călători.
- navă depoluatoare - navă concepută și echipată pentru combaterea poluării; are atașată o benă pentru preluarea macrodeșeurilor, posedă instalații de recuperare a hidrocarburilor, de evacuare a apelor depoluate și aparate pentru răspândirea dispersanților.
- navă de război - vezi navă de luptă.
- navă de stins incendii - utilaj destinat intervențiilor pentru stingerea incendiilor pe apă și în porturi.
- navă dragoare - vezi: dragor.
- navă-far - navă ancorată în locurile primejdioase, unde nu se poate construi un far.
- navă fluvială - navă mai mică (pescaj mai mic, fundul plat), construită special pentru navigația pe fluvii, râuri, lacuri, canale.
- navă maritimă - navă de mari dimensiuni, construită special pentru a fi capabilă sa navigheze pe mări și oceane.
- navă militară - vezi navă de luptă.
- navă obligată - navă pe care regulile de drum o obligă să manevreze pentru a evita o altă navă; sinonim: navă neprivilegiată.
- navă neprivilegiată - vezi navă obligată.
- navă pe pernă de aer - vezi aeroglisor.

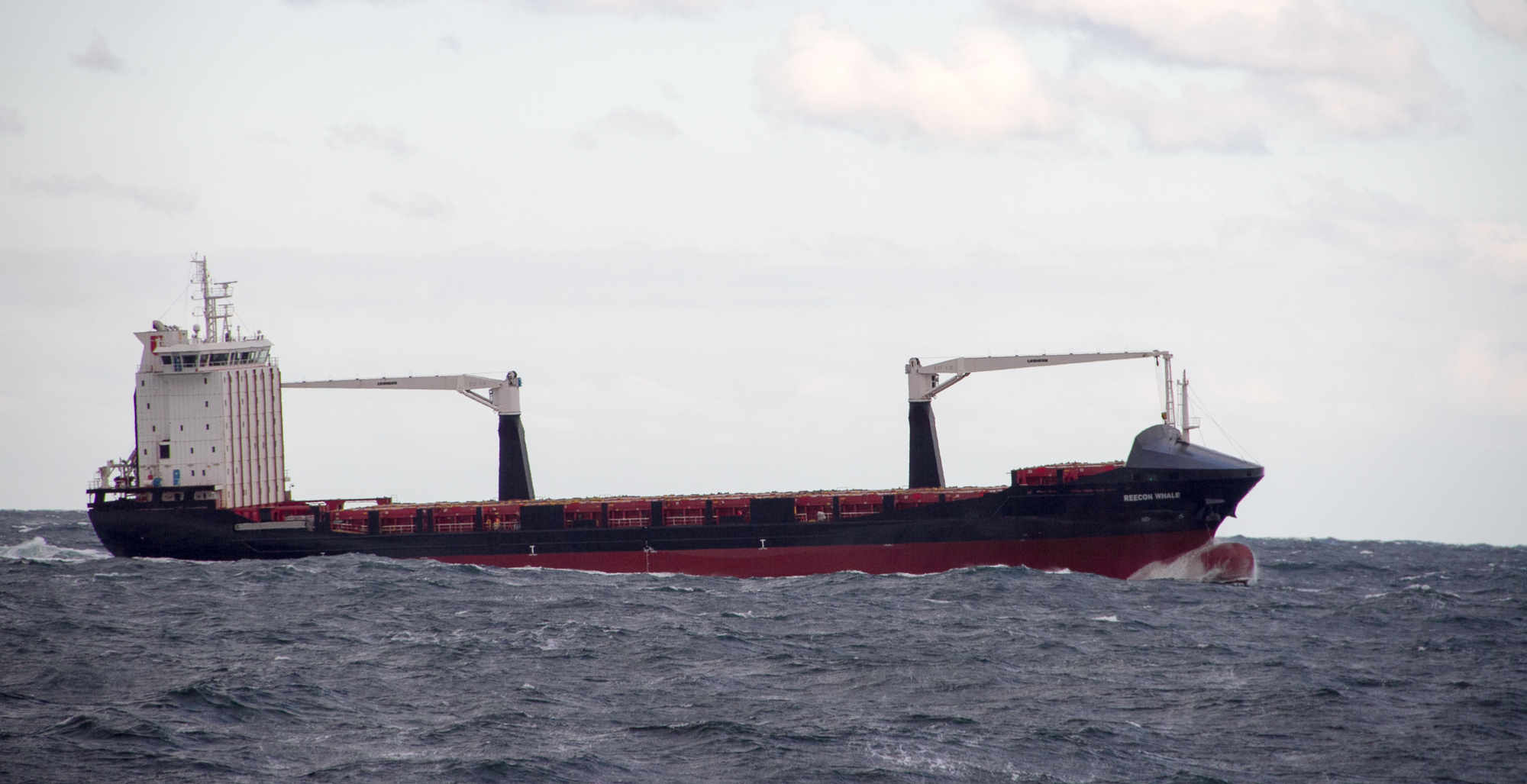
Navă portcontainer lângă Constanța

- navă portcontainer - navă destinată transportului de mărfuri ambalate în containere (lăzi paralelipipedice confecționate din metal, care au dimensiuni standardizate).
- navă RO-RO - tip de navă maritimă specializată pentru transportul vehiculelor rutiere, trailerelor cu containere, vehicule pe șenile, autobuze etc.
- navă-tanc - navă cisternă care transportă mărfuri lichide, de regula produse petroliere, gaze lichefiate, ulei etc.; vezi și tanc petrolier.
- navă-uzină - navă special amenajată pentru a prepara peștele.

- navigație - știința și tehnica de a conduce o navă, de a stabili drumul pe care trebui să-l parcurgă și poziția acesteia.

- navigație interioară - navigație pe ape interioare: râuri, lacuri, canale.
- navigație loxodromică⁠(d) - navigație estimată în care traiectoria se determină prin calcul trigonometric sau cu ajutorul unor tabele, în funcție de drumul și de distanța parcursă de navă într-un interval de timp.

- naviplan - vezi aeroglisor.
- navisferă - instrument de navigație, folosit pentru identificarea aștrilor și a momentelor când aceștia ajung la culminație.
- navlosire - vezi: afretare.
- navlu - sumă la care armatorul are dreptul pentru transportul mărfurilor cu nava și predarea la destinație, așa cum se prevede în conosament.

- navlu forfetar - navlu plătit pentru toată nava sau pentru întreaga capacitate de încărcare a acesteia, indiferent de cantitatea de marfă încărcată; sinonim: navlu global.
- navlu mort - navlu datorat de navlositor sau de încărcător pentru marfa angajată, dar neîncărcată din vina sa.

- nisipar - instrument pentru măsurarea timpului, constând din două recipiente de sticlă unite printr-un canal îngust și prin care curge nisip, utilizat pe vremea navelor cu vele, în special pentru măsurarea duratei cartului.
- nod (legătură):

- legătură realizată cu o parâmă sau mai multe, pentru împreunare sau legare de un școndru, cârlig, inel etc.;
- lucrare de matelotaj efectuată în diverse scopuri.
- porțiune între două noduri ale saulei lochului, care teoretic are lungimea de 15,43 m, dar, deoarece bara lochului este antrenată de apă, aceasta are valoarea 14,62 m.
- nod alunecător - nod ce servește la prinderea unui obiect căzut peste bord.
- nod de ancoră - nod ce servește la prinderea unui cablu de ancoră; sinonim: nod de pescar.
- nod de bulină - nod ce servește la prinderea unui lanț din puț, prinderea pe o grandee etc.
- nod de cârlig - nod ce servește la prinderea unei parâme pe un cârlig.
- nod de foarfecă - nod folosit pentru a uni două parâme sau o parâmă și un scondru.
- nod de lemn/de scondru - vezi laț cu jumătate de ochi.
- nod de pavilion - nod care leagă o parâmă la gașa altei parâme; altă denumire: nod de școtă dublu.
- nod de pescar - vezi nod de ancoră.
- nod de școtă dublu - vezi nod de pavilion.

- nod (unitate) - unitate de măsură pentru viteză, egală cu o milă marină pe oră adică 0,51444 m/s.
- nodúl - bulgăre (bulb) din grămezile de conglomerate minerale care se formează pe scoarța subacvatică.
- normă de încărcare/descărcare - cantitatea de marfă care poate fi încărcată sau descărcată pe o navă întreagă sau la o gură de hambar într-o unitate de timp.
- nostróm,  - șef de echipaj al unei nave comerciale, care răspunde de întreținerea navei, a utilajului, a invetarului; vezi și boțman.
- notă de greutate - document întocmit (de regulă la vămi sau la bursele de mărfuri) de cantaragii în porturi, gări, depozite etc., după cântărire, în care se indică greutatea fiecărei partide de marfă.
- nucă:

- proeminență pe parâmă numită atârnător;
- partea superioară a unui arbore gabier sau arboret care are diametru mai mare decât partea de jos a arborelui și susține capelatura.
- număr de concurs - cifră de pe vela fiecărei ambarcațiuni înscrise într-un concurs (regată).
- număr internațional al farului - combinație compusă dintr-o literă și câteva cifre, atribuită fiecărui far, în conformitate cu o rezoluție a Organizației hidrografice internaționale.
- număr tactic - număr atribuit fiecărei nave dintr-o formație, în ordine naturală, nava-comandant având cifra 1.
- nume - denumirea navei înscrisă pe un tablou la pupa, indicându-se și portul de înmatriculare.
- numire - semnal format din mai multe pavilioane și repartizat fiecărei nave pentru a putea fi identificată, primele două pavilioane fiind rezervate denumirii țării.

## O
- O - pavilion din Codul internațional de semnale cu semnificația: "Om la apă".
- obiect de armament - obiect mărunt aflat la bordul unei nave sau al unei ambarcațiuni ca: ghiordele, furcheți, cuie de strapazan etc.
- OBO - (din engleză: "Oil-Bulk-Ore") navă care poate fi folosită ca petrolier, vrachier și mineralier.
- obosire - proces prin care o navă este supusă, pe mare rea, unor solicitări puternice, care tind să deformeze osatura și bordajul.
- obraz - porțiune a bordajului aflată deasupra liniei de plutire, în locul în care bordajul lateral se curbează spre etravă.
- oceanografie - disciplină care se ocupă cu studierea dimensiunilor și adâncimilor oceanelor și mărilor, a reliefului fundului, a compoziției și temperaturii apei la suprafață și în adâncime a florei și faunei maritime, precum și a altor fenomene.
- oceanografie nautică - ramură a oceanografiei generale, care studiază fenomenele de mișcare a apelor din oceane și mări, produse de vânt și de atracția Lunii și a Soarelui (valuri, maree, curenți, adâncimi) și alte date necesare navigației pe mări și oceane.
- oceanologie - ansamblu de discipline care cercetează oceanele și mările lumii (oceanografia, fizica mării, geologia mării, biologia mării, chimia mării etc.).
- oceanul planetar - masa lichidă a Terrei, care împarte uscatul în continente și insule separate și care cuprinde oceanele: Pacific, Atlantic, Indian și Arctic.
- ochi:

- buclă a capătului unei parâme sau pe o parâmă făcută prin matisire, prin înnodare sau cu chei sugrumătoare;
- buclă formată accidental pe o parâmă de virare; sinonim: velină;
- piesă metalică pe catarg, pe punte sau pe bordaj, cu un orificiu circular, în care se prinde cârligul unui palanc.
- ochi de apă - porțiune de apă neînghețată, dar înconjurată de gheață.
- ochi de cioară - (la o velă, tendă) ochi pe marginea unei vele pentru a o lega de ghiu de vergă sau de pic cu ajutorul saulei.
- ochi de civadă - gaură la colțurile de școtă ale civadei pentru scurgerea apei pe tangaj.

- ocultație - vezi lumină alternativă cu ocultații .
- om la apă - om căzut peste bord; pescuirea acestuia se efectuează întorcând nava și luând în considerare vântul și marea, iar, în cazul când omul nu este vizibil, nava va face o curbă Butacov sau Williamson.
- opacină - vezi babaică.
- operă moartă - partea navei care se află deasupra liniei de plutire.
- operă vie - vezi carenă.
- organ de clasificare a navelor - persoană sau comisie specializată să clasifice nave și să elibereze certificatele de rigoare.
- organ de propulsie - motor sau mașină care asigură deplasarea navei.
- Organizația Maritimă Internațională - agenție specializată guvernamentală în cadrul sistemului ONU, creată în scopul facilitării cooperării în domeniul navigației maritime internaționale, asigurării securității maritime, prevenirii poluării mărilor și oceanelor și al elaborării convențiilor internaționale privind navigația maritimă.
- orientare:

- determinarea poziției unui obiect în raport cu punctele cardinale sau cu alte repere cum ar fi aștrii sau cu ajutorul busolei, ceasului;
- determinarea drumului pe care trebuie să îl urmeze o navă pentru a ajunge la destinație.
- orizont artificial - instrument ce servește la executarea observațiilor cu sextantul când orizontul marin nu este vizibil.
- orizont marin - cerc pe globul terestru, descris de punctul de tangență al razei vizuale a observatorului, refractată de atmosferă; se află, de regulă, dincolo de orizontul geometric.
- ortodromă - arc din cercul mare care trece prin două puncte de pe suprafața Pământului și care reprezintă drumul cel mai scurt dintre acele puncte; sinonim: cerc mare; vezi și: loxodromă⁠(d), navigație ortodromică⁠(d).
- osatură:

- scheletul unei nave, format din piese din lemn, profile de oțel sau tablă, peste care se așază bordajul.
- scheletul unei suprastructuri navale, compus din montanți, pontili, orizontale și longitudinale.
- ostie - furcă cu trei-patru brațe ascuțite, cu care se pescuiește prin împungere.
- ostrov - insulă formată din aluviuni în albia unui curs de apă și acoperită, de regulă, cu stufăriș; partea din amonte a ostrovului se numește cap, iar cea din aval, coadă.
- otmét - vezi anafor.

## P
- P - pavilion din Codul internațional de semnale cu semnificația:

- (în port) "Toate persoanele trebuie să se prezinte la bord; nava este gata de plecare";
- (la navele de pescuit) "Plasa traulului s-a agățat de un obstacol".
- pachebot - navă comercială amenajată pentru a transporta călători, colete poștale și o cantitate mică de mărfuri (sinonim: navă de pasageri; vezi și transatlantic).
- pachet de mare - cantitate mare de apă aruncată de val pe puntea navei.
- padelă - vâslă de formă specială, cu o singură pală (folosită la canoe) sau cu două pale (folosită la caiac).
- paduakan - navă cu vele aurice, folosită pe coastele Indochinei și ale insulei Borneo.
- pagáie - vâslă scurtă cu o singură pală, care se ține cu ambele mâini, folosită pe ambarcațiile sportive.
- paiet:

- împletitură amplasată provizoriu într-o spărtură a navei, până aceasta este acoperită din interior de către echipaj (vezi și sabie);
- împletitură care separă și protejează mărfuri.
- paiet armat - paiet care are o plasă de sârmă între fețele din pânză de velă.
- paiet de ghiulea - paiet gros, aflat pe punte, pe care se așezau ghiulele.
- paiet Makarov - paiet cu întărituri din țeavă metalică.

- paiol(at):

- căptușeală din lemn pe fundul hambarului;
- rând de butoaie sau baloturi în hambar; sinonim: paniol.
- palanc - dispozitiv compus din două macarale prin care trece o parâmă denumită curent, având unul din capete liber (trăgător), iar celălalt fixat la o macara (capăt fix sau stătător) și care servește la ridicarea de greutăți sau la întinderea parâmelor.

- palanc avantajos - palanc având macaraua din care iese curentul prinsă la greutatea de manevră.
- palanc cu sfârc - palanc care are un capăt de parâmă la macaraua fixă, cu ajutorul căreia se poate prinde de un inel un ochi sau o parâmă.
- palanc de distanțare - vezi american.
- palanc dezavantajos - palanc cu greutatea de ridicat prinsă la macaraua din care nu iese trăgătorul.
- palanc dublu - palanc format din două macarale duble.
- palanc diferențial - dispozitiv folosit pentru ridicarea greutăților mari, compus dintr-o macara cu două raiuri alăturate, dar cu diametre diferite, și cu un rai simplu, curentul fiind de lanț
- palanc lung - palanc cu una sau cu două viori.

- paletă - platformă din lemn, metal sau material plastic, de formă dreptunghiulară, folosită la manipularea și transportul unității de încărcătură cu ajutorul mecanismelor de ridicat și transport cu furci.
  - paletă cu montanți - paletă cu montanți ficși sau pliabili, care suportă greutatea altor palete suprapuse.
  - paletă-ladă - paletă dotată cu pereți verticali care protejează marfa.
- pană:

- poziție în care se află o navă cu vele care are vânt din față și nu poate înainta;
- parte a cârmei unei nave, care poate fi rotită în jurul unui ax vertical și asupra căreia se exercită presiunea apei când se schimbă direcția de mișcare a navei.
- Panglica albastră - trofeu instituit de Cunard White Star Line și acordat celui mai rapid transatlantic ce efectua curse între Europa și SUA.
- paniol - vezi paiol.
- panou de gaură de apă - panou din lemn, cu o garnitură pe margine, care servește la închiderea găurilor de apă; vezi și caplama.
- parabuclă:

- parâmă folosită pentru ridicarea unui școndru pe punte;
- parâmă care servește la manevrarea butoaielor de pe punte, prin rostogolire.
- parapet - prelungire a bordurilor unei nave, deasupra punții superioare, având rolul de a proteja oamenii, instalațiile și obiectele de pe punte contra valurilor.

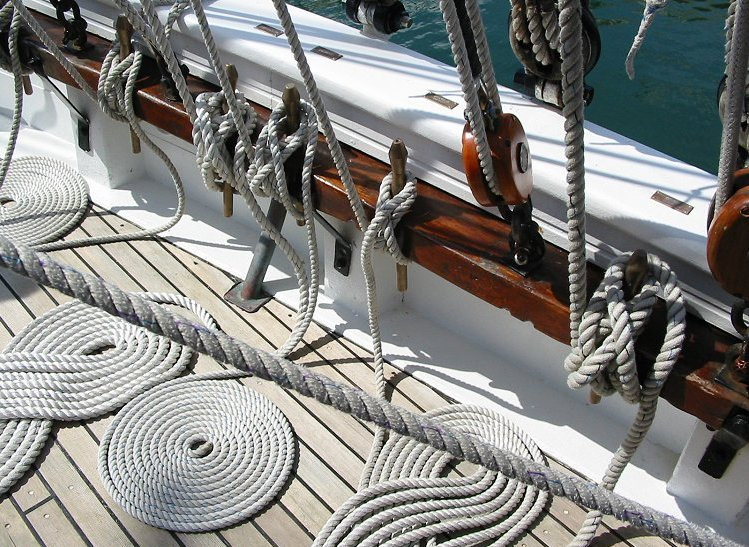
Parâme la bordul unei nave

- parâmă - cablu textil sau metalic folosit la bordul unei nave.
- parelă - vezi daltă lucrătoare.
- pas - document personal cu valabilitate temporară, dat persoanelor pe timpul unei escale a navei.
- pasarelă:

- punte mobilă care face legătura dintre chei și bordul unei nave ancorate;
- platformă de pe puntea superioară, unde își face serviciul ofițerul de cart sau timonierul.
- pasă de acces - culoar de apă, limitat prin geamanduri sau prin balize, spre intrarea într-un port; vezi și acces.
- patarață:

- patarațină mobilă utilizată pe iahturi;
- sculă de călăfătuit, mai mare ca dalta, de forma unui topor.
- patarațínă - parâmă folosită la fixarea (de borduri și spre pupa) a arborilor unei nave cu vele.
- patentă de sănătate - document emis de medicul portului referitor la existența bolile contagioase în cadrul echipajului unei nave.
- patron - (termen învechit) comandant de navă de dimensiuni reduse.
- patronare - înfășurare cu ață de velă  sau cu merlin a capătului unei parâme, pentru a evita despletirea, destrămarea sau uzarea.
- patronă - vezi capitană.
- Patrula Internațională a Ghețurilor - ("International Ice Patrol") serviciu de cercetare, urmărire și semnalizare a ghețurilor în larg de Terra Nova, executat de navele și hidroavioanele din paza coastelor SUA.
- patrulare - supravegherea unui anumit raion în scopul descoperirii inamicului sau a asigurării ordinii și securității.
- pavilion:

- drapel arborat de unele autorități portuare pe fațada sediului lor;
- drapel sau steguleț, de forme și de culori diferite, arborat la pupa sau pe catargul unei nave pentru a-i indica apartenența la un anumit stat sau care este folosit pentru anumite semnalizări pe mare.
- pavilion de curtoazie - pavilion al țării în care se află o navă sau al țării de destinație.

- pavoaz - ansamblu de pavilioane sau de lumini (în cursul nopții) pe care le arborează o navă cu ocazia unor sărbători.
- pătratul unei ancore - partea de sus a fusului unei ancore (în special la ancorele amiralitate), care are un orificiu pătrat, prin care trece o traversă.
- pericol nou - pericol recent descoperit, care nu figurează încă pe hărțile marine, dar care este balizat.
- perioadă a valurilor - intervalul de timp necesar ca două creste succesive ale valurilor sa treacă printr-un punct fix.
- perisip - vezi cordon litoral.
- pernopter - vezi aeroglisor.
- pescador - navă cu un deplasament sub 200 t, destinată pescuitului marin în larg.
- pescuire:

- operație de căutare cu draga sau cu gheara de pisică a unui obiect pierdut;
- căutarea și ridicarea la bord a unui om la apă.
- pestélcă - bucată de pânză triunghiulară prinsă cu o latură de vergă și care servește la păstrarea la adăpost a burții velei când aceasta este strânsă.
- piatră ponce - rocă poroasă folosită la bordul navelor pentru bricuirea grătarelor de lemn și curățirea alămurilor oxidate; altă denumire: spumă de mare.
- pic:

- vergă așezată oblic pe catargul de la pupa, pe care se leagă partea de sus a unei pânze;
- compartiment etanș la extremitatea dinspre proră sau dinspre pupa a unei nave.
- pilot automat - dispozitiv controlat electronic care comandă direcția ambarcațiunii către un punct sau o direcție geografică, definite pe hartă, folosind sistemul GPS; sinonim: autopilot.
- pirat – (sau corsar) persoană care străbate mările pentru a răpi nave, echipaje, pasageri, pentru a jefui bunuri ale acestora, încărcătura aflată la bord.
- piraterie – faptă prin care membrii echipajului unui vas, prin amenințări și violență, răpesc un alt vas ori bunurile sau persoanele aflate la bordul lui.
- pistol-portbandulă - pistol cu țeavă lungă care aruncă o bandulă purtătoare a unei parâme pentru salvarea naufragiaților sau o parâmă de remorcă.
- plasă de abordaj - plasă care se poate ridica în borduri și pe dunetă pentru a apăra nava împotriva abordurilor.
- plasă de semnalizare - plasă prevăzută cu geamanduri de semnalizare și care declanșează un sistem de alarmă când este atinsă de un submarin.
- platou cinematic de vânt - vezi abac eolian.
- pletină - navă de dimensiuni mici, folosită în trecut la transportul cerealelor pe râul Prut.
- plisă - lemn pus de-a curmezișul unei ape curgătoare, pe care se așază butucii când se construiește o plută.
- plută:

- ambarcațiune ușoară, plutitoare, uneori prevăzută cu flotoare, construită din trunchiuri de copac prinse împreună și destinată transportului trunchiurilor pe ape curgătoare.
- platformă de lemn plutitoare, folosită pentru salvare pe apă.
- plută-far -  plută mare, cu o baliză din panouri și o instalație de semnale de ceață, servind pentru orientare.
- plutitor - construcție care plutește, prevăzută cu un echipament cu ajutorul căruia poate îndeplini unele servicii de semnalizare sau de transport.
- poartă antifoc - ușă metalică etanșă la compartimentul unei nave, care nu permite extinderea unui eventual incendiu și în compartimentul vecin.
- poartă de debarcare - sabord prin care se încarcă/ descarcă animale vii.
- pod -  întăritură transversală a zalei de lanț.
- pod plutitor - vezi bac.
- pod transbordor - platformă suspendată, prin cabluri, servind la trecerea peste un curs de apă.
- podmol - vezi iar.
- poluare marină - contaminarea apei de mare cu produse petroliere, substanțe radioactive, ape uzate etc., care pun în pericol flora și fauna marină.
- pompă de santină - pompă pentru evacuarea apei din santină.
- pontajul mărfurilor - numărarea pachetelor, sacilor, balelor etc. la încărcarea și descărcarea mărfurilor, efectuată în prezența talimanului (pontatorului navei), epistatului (pontatorul încărcătorului) și ofițerului de serviciu al navei.
- pontil - stâlp de susținere în interiorul compartimentelor unei nave.

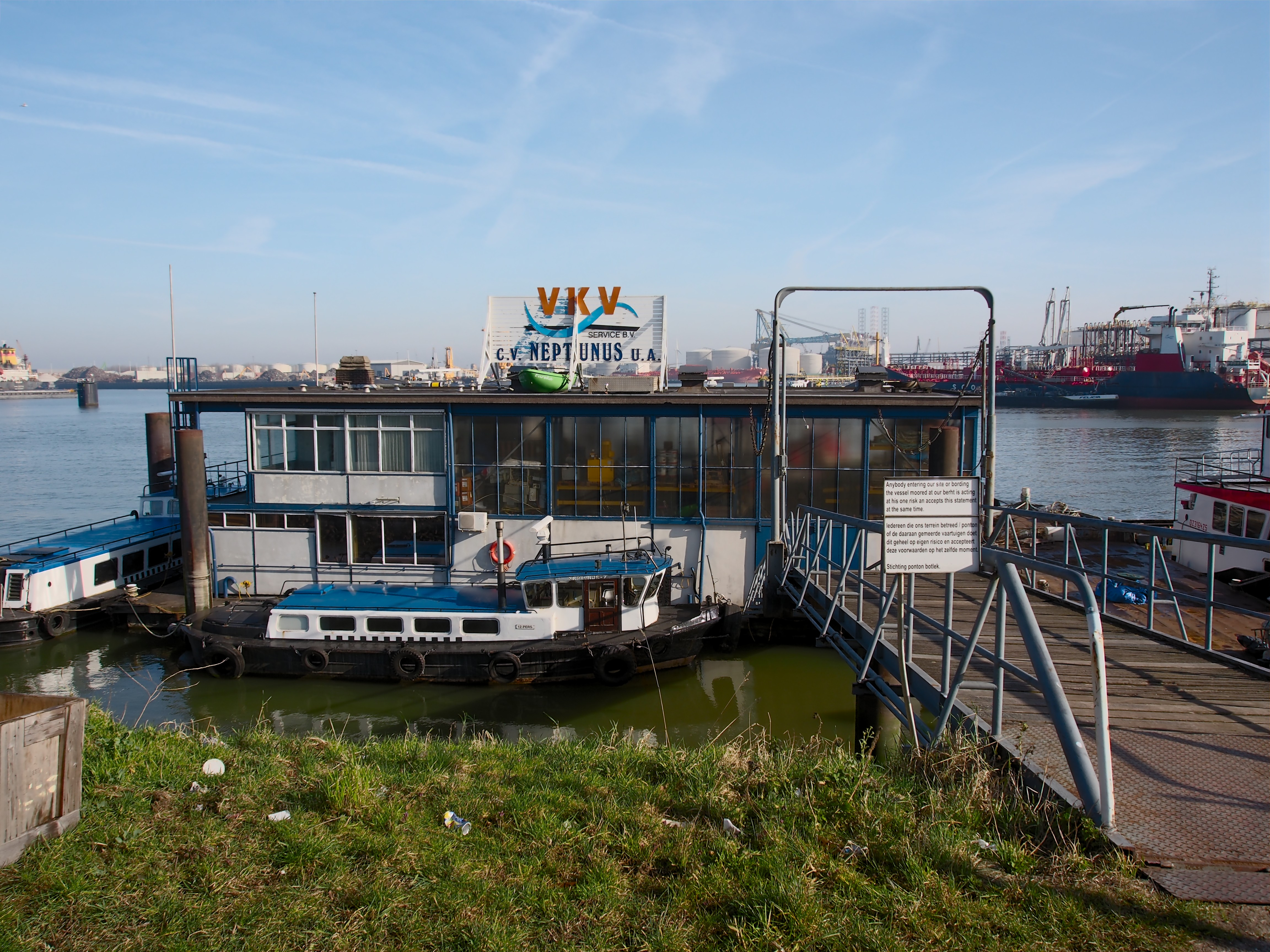
Portul Rotterdam

- port - ansamblu de clădiri, instalații, cheuri, șosele, căi ferate, bazine, diguri, spargevaluri de pe malul unei ape, destinate staționării, încărcării-descărcării, aprovizionării sau reparării navelor.
  - port de refugiu - port în care navele intră din cauza avariilor suferite sau a vremii nefavorabile.
  - port fr taifun - port în care navele se adăpostesc împotriva taifunurilor; astfel de porturi sunt trecute în cărțile-pilot.
- portavion – navă militară de mare tonaj, înzestrată cu o punte pentru decolarea și apuntarea avioanelor de luptă.
- portolan - vezi carte-pilot.
- portulan – hartă de navigație utilizată în Evul Mediu.
- priză - navă militară sau comercială capturată de la inamic; nu sunt supuse prizei navele mici pescărești, navele de cercetări științifice etc.
  - priză bună - captură validată de Curtea de Prize.
- proroca - fenomen de tipul mascaretului, care are loc la vărsarea Amazonului.
- protecție catodică - protecție a corpului navei împotriva formării unei pile electrice între corpul de oțel al acesteia și elicea de bronz (apa având rol de electrolit), prin aplicarea unor plăci de zinc pe carenă.
- punct, a face ~ul - a determina poziția navei.
- punere pe uscat - vezi: eșuare.
- puntată - (despre o navă) prevăzută cu punte.
- punte de comunicație - pod suspendat sau mobil care leagă vasele de chei
- punte de navă - planșeu orizontal, care închide corpul unei nave la partea superioară sau care compartimentează nava pe nivele.
- pupa - partea posterioară a unui vapor/navă; termen opus prorei.
- putere maritimă - stat care posedă o flotă puternică.

## Q
- Q - pavilion din Codul internațional de semnale cu semnificația: "Nava mea este sănătoasă și cer liberă practică".
- Q, navă ~ - denumire codificată a navelor-capcană din Primul Război Mondial.

## R
- rachetă cu parașută - proiectil luminos lansat la semnalele de ajutor.
- racon - geamandură înzestrată cu receptor acordat pe frecvența radiolocatorului de bord și emițător de răspuns la semnalul radiolocatorului.
- radar - aparat care emite electromagnetice și apoi le recepționează, localizând astfel repere care permit navigatorilor să evite abordaje, să se deplaseze pe timp de ceață sau de noapte sau să se orienteze în apropierea coastelor.
- radă - zonă de apă din vecinătatea unei coaste, cu sistem de apărare naturală sau artificială, servind la adăpostirea navelor într-un port împotriva vânturilor, valurilor sau curenților.
- radiogoniometru - aparat de radiorecepție care permite determinarea poziției unei nave prin detectarea semnalelor radioelectrice de la un radiofar.
  - radiogoniometru de ghidaj - radiogoniometru care dirijează o navă pe un anumit drum atunci când acesta trece prin anumite pasaje, fiind echipat cu indicatoare optice și acustice care indică dacă nava se abate de la traiectorie.
- radionavigație - navigație care folosește mijloace radioelectrice pentru stabilirea orientării și a poziției geografice.
- radom - (în engleză: "Radar Dome") cupolă care protejează antena radiolocatorului sau a radiosextantului împotriva agenților atmosferici.
- radub - (termen învechit) doc uscat.
- rafie - velă tringhiulară folosită ca gabier pe unele goelete sau bricuri moderne.
- rai - roată din lemn, bronz sau oțel, prevăzută cu o canelură.
  - rai deschis - rai fixat cu osia pe o gruie, pe un bordaj și care servește la ghidarea unui curent; vezi și macara.
- ramă:

- vâslă manevrată pe o singură parte și folosită la propulsarea unor ambarcațiuni; se compune din: pană, braț, manșon, mâner;
- vâslă destinată să guverneze unele ambarcațiuni (sinonim: ramă-cârmă);
- împrejmuire desupra punții unei guri de magazie, a unui tambuchi etc.
- ramă de guvernare:

- ramă mai mare decât cea normală, folosită drept cârmă pe mare rea; se așază într-un furchet sau într-o damă de pe tablou, fiind susținută cu un zbir, denumit ujbă, care trece printr-un inel fixat pe etambou;
- (în trecut) ramă așezată la pupa tribord, cu ajutorul căreia erau guvernate navele până s-a inventat cârma.
- ramie - plantă cu fibre lungi (Boehmeria nivea), folosite la confecționarea de parâme; altă denumire: iarbă de China.
- rampă:

- podeț cu balustradă, situat la prova, pentru debarcare pe plajă;
- plan înclinat, la pupa unei șalupe, folosit la filarea lanțului.
- Rana - sistem de navigație hiperbolic, utilizat în Franța, asemănător sistemului Decca.
- randă - pânză trapezoidală aflată pe catargul de la pupa.

- randă de furtună - randă din pânză mai groasă, utilizată mai ales pe driftere.

- ranfluare - operație de readucere la suprafață și de punere în stare de plutire a unei nave scufundate.
- recif - aglomerare de stânci submarine, care pot ajunge la suprafața apei, periclitând navigația.
  - recif de corali - stânci formate din corali care trăiesc în colonii, în apele mărilor calde; vezi și barieră de corali.
- redan - suprafață proeminentă, în formă de treaptă, pe carena unei ambarcațiuni (ori al flotoarelor acestuia), care asigură alunecarea acestora pe apă cu o rezistență redusă la înaintare.
- refarisire - recuperarea părții utilizabile a unui caric avariat.
- reflectoscop - aparat cu ajutorul căruia ecranul radiolocatorului este proiectat pe harta marină.
- refracție a valurilor - schimbarea a direcției valurilor din larg în momentul atungerii coastei, fenomen care influențează operațiile de debarcare.
- refracție costieră - vezi efectul uscatului.
- regată:

- denumire dată unei competiții sportive nautice (caiac, canoe, iahting, canotaj);
- probă în competițiile de iahting, care are mai multe etape în cadrul aceluiași program.
- regimul unui fluviu - ansamblul fenomenelor care caracterizează stările unui fluviu: variația nivelului apei, debitului, pantei, vitezei, curentului etc.
- registru de bord - jurnal de bord pe o navă.
- registru de scară - registru păstrat la scara sau schela navei, în care se înscriu toate persoanele ce sosesc și pleacă de la bord.
- registrul navelor - instituție de stat sau particulară organizată în scopul stabilirii normelor tehnice de construcție, de recepție și de exploatare a navelor comerciale.
- regiune batială - porțiune din mare sau din ocean care corespunde cu taluzul continental, aproximativ între 2 000 și 2800 m.
- Regulament internațional pentru prevenirea abordajului pe mare - document nautic care stabilește în detaliu atât reguli de navigație pe timp de zi și de noapte, pe vreme cu vizibilitate redusă, cât și reguli de evitare a lovirii între navele care se întâlnesc sau care se depășesc.
- reguli de drum - reguli internaționale sau locale stabilite pentru nave în legătură cu normele de evitare a abordajelor, luminile și semnalele nautice.
- remorcare - deplasare, cu un mijloc de navigație autopropulsat, a unui mijloc de navigație care nu are sau care nu poate folosi aparate proprii de propulsie.
- remorcă - parâmă rezistentă, cu ajutorul căreia o navă autopropulsată trage o navă lipsită de posibilitatea de a se deplasa cu mijloace proprii; vezi și: nară de remorcă.
- reparație accidentală (a unei nave) - reparație care se efectuează în cazul avarierii unor elemente din ansamblul navei, când se execută numai restaurarea acestor elemente.
- reparație a unei nave - ansamblu de măsuri organizatorice și tehnologice menite să preîntâmpine scoaterea prematură din funcțiune a unei nave și care poate fi:
  - reparație neplanificată - una din tipurile de reparație: reparație accidentală sau modernizarea și reutilarea.
  - reparație planificată - una din tipurile de reparație: revizia tehnică, reparația curentă, reparația capitală.
- reparație capitală - ansamblul lucrărilor de reparații necesare refacerii capacității unei nave, efectuate atunci când uzura se apropie de limita admisă și după un anumit număr de revizii tehnice și reparații curente.
- reper costier - reper natural (cap, vârf de deal, stâncă, movilă) sau reper artificial (turn de apă, clădire distinctă, turlă, coș de fabrică etc.) bine conturat, vizibil de pe mare, destinat să faciliteze orientarea navigatorilor și determinarea poziției navei.
- repetitor - aparat care reia, prin comandă de la distanță, indicațiile unui instrument nautic (cum ar fi compasul giroscopic, lochul).
- respirație în tandem - procedeu folosit în caz de urgență, în care doi scafandri respiră aer din aceeași butelie cu aer comprimat.
- reținerea navei - staționarea navei într-un port peste timpul prevăzut de normele de încărcare/descărcare, când se percepe un tarif mai mare decât contrastaliile, numite cheltuieli de reținere.
- ridicătură - partea de la saulă a unui pavilion naval; vezi și fluierătură.
- ring - cerc de metal pentru acostarea navelor, fixat de bulonul de pe peretele cheiului.
- rodanță - armătură metalică ce servește la protejarea unui ochi la capătul parâmei sau a unui ochi pe o parâmă.

- rodanță cu sfârc - rodanță în ochiul unui sfârc.
- rodanțe încârligate - două rodanțe trecute una prin alta.

- rodcos - vezi casa roții.
- rol - lista oficială a persoanelor care se află pe un vapor.
- ruliu - vezi balans.
- rulotă - balustradă la docuri.

## S
- S - pavilion din Codul internațional de semnale cu semnificația "Am mașinile înapoi".
- sabie - piesă de lemn întrebuințată în țesutul paietelor.
- sabord - deschidere în bordajul navei pentru încărcarea sau pentru ieșirea tunurilor.
- sabordare - scufundarea navei proprii pentru a nu fi cucerită de inamic.
- sac:

- prima parte a cursei unei torpile, când aceasta coboară sub adâncimea reglată;
- unealtă de pescuit;
- partea cilindrică cu care se termină traulul, servind la reținerea peștelui.
- sac de marinar - sac din pânză de vele, în care marinarii își păstrează efectele (vezi și sacul marinarului).
- sac de transbordare - sac din pânză de care se prinde un călător, fiind folosit la transbordare.
- sachet - capăt de parâmă sau tresă, folosit în diverse scopuri: înfășurarea sau învergarea unei vele, legarea unei tende de strajă etc.
- sacolevă - navă de cabotaj din Levant, cu vele pătrate pe arborele mare și cu vele aurice sau latine la ceilalți arbori.
- sacul marinarului - despăgubire acordată marinarilor care și-au pierdut obiectele personale într-un naufragiu (vezi și sac de marinar).

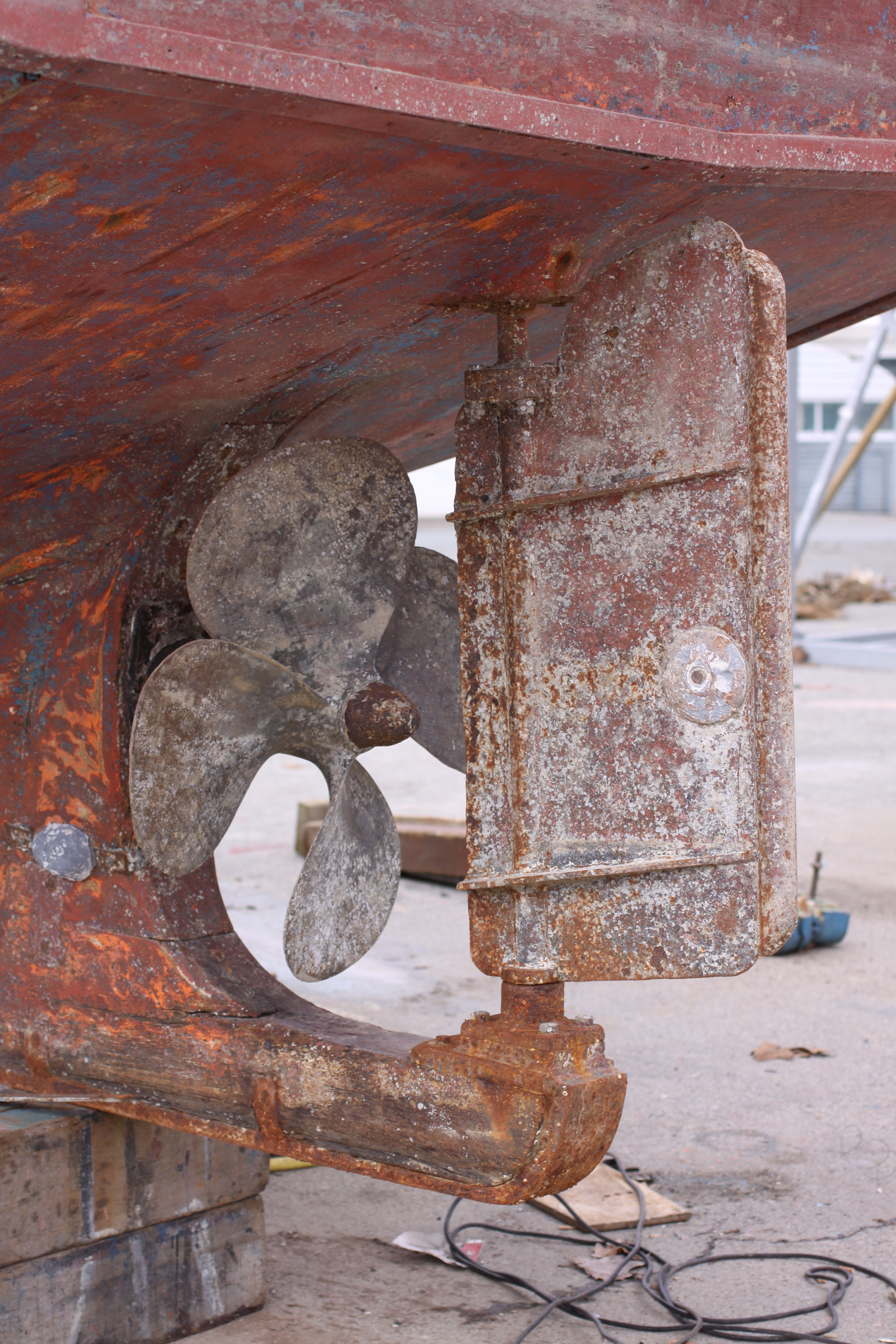
Un safran montat în crapodină

- safran - parte a cârmei unei nave care poate fi rotită parțial în jurul axei cârmei pentru efectuarea virajelor.
- saic - velier de cabotaj, folosit în Levant.
- salmastru - (despre ape, lacuri, lagune) cu salinitate între salinitatea apelor dulci și a celor marine, puțin sărat.
- salutul navei - înclinarea navei pe curba de girație, în bordul dinspre centru curbei, apoi în bordul opus.
- salvamar - persoana cu pregătire specializată, cu rolul de a salva persoanele aflate în pericol de înec.
- sambuc - corabie kuweitiană, construită din lemn; are bord liber mai înalt, vele triunghiulare, două catarge, prova înaltă, pupa pătrată.
- sanie:

- apărătoare detașabilă la barca de salvare;
- platformă din lemn ce se deplasează prin alunecare pe scondri, fiind folosită la manevrele de forță executate la uscat;
- suport al navelor în cursul lansării.
- santină - spațiul dintre bordajul gurnei și tabla marginală (la navele cu fund dublu) sau dintre fund și paiol (le cele cu fund simplu) și în care se colectează apa de la scurgeri, infiltrații și care se evacuează cu pompele de santină.
- sarcină de blocare - tensiunea maximă a unei parâme la ieșirea de pe tambur, după ce aceasta a încetat să se mai rotească în direcția de virare, motorul aflându-se la cuplul maxim, iar parâma fiind înfășurată într-un singur strat.
- sart - manevră fixă ce susține catargul în borduri.

- sart de carenaj - sart suplimentarea folosit la abaterea în carenă.
- sart de coș - sart care ține coșul în borduri.
- sart în romb - vezi romb.
- sart orfan - sart fără pereche.

- savură - lest de nisip, de pietriș sau de apă, luat la bordul unei nave pentru a îmbunătăți stabilitatea acesteia.
- săcărie - marfă (de obicei cereale) în saci, așezată deasupra cerealelor în vrac pentru a împiedica "curgerea" acestora.
- săgeată - arboret de dimensiuni mai mici, instalat pe unele nave cu faruri scurte.
- scafandru:

- marinar specializat în executarea lucrărilor (de durată) sub apă, cu ajutorul unor aparate speciale;
- costum de scafandru;
- scafandru autonom - scafandru prevăzut cu butelii de oxigen purtate pe spate și cu labe de cauciuc pentru a ușura deplasarea în apă.
- scafandru de luptă - scafandru autonom care execută misiuni de cercetare, distrugeri de obstrucțiuni, de nave, de mine etc.
- scafandru de mare adâncime - aparat constituit dintr-o carcasă din oțel închisă la partea superioară cu un capac, picioare articulate și brațe terminate cu clești manevrabili din interior, cu care se poate lucra până la mari adâncimi.
- scafandru greu - scafandru echipat cu un costum metalic foarte rezistent, capabil să lucreze la adâncime mare.

- scală de calibrare - document întocmit de șantierul de construcție a petrolierelor, în care se specifică volumul de apă dulce din fiecare tanc, umplut până la înălțimea de 6", cu ajutorul căruia se calculează greutatea produsului din tanc.
- scală de încărcare - tabel care cuprinde deplasamentul, tonajul deadweight, pescajul mediu, imersiunea și bordul liber, pentru a se determina cantitatea de marfă care poate fi încărcată.
- scaun de boțman - mică platformă de scândură, susținută cu ajutorul unei parâme ce trece prin găurile de la cele patru colțuri și formează două ochiuri cu o legătură; platforma se poate ridica pe un catarg, fiind folosită pentru piturare sau rașchetare.
- scaun de transbordare - scaun metalic, prevăzut cu o chingă, care servește la transbordarea în mare între nave.
- schif - ambarcațiune sportivă lungă și îngustă, descoperită pe porțiunea ocupată de vâslași și echipată cu rame (vâsle) lungi, ușoare, cu pală curbată, fixate în suporții (tacheți) și cu scaune mobile.
- Schnorchel - vezi horn de aer.
- scondru - prăjină sau bară utilizată în diverse scopuri, de exemplu menținerea unei nave acostate la o anumită distanță de țărm.

- scondru în bătaie - instalație pentru manevre de forță constând dintr-un scondru legat de un catarg și susținut de diferite manevre.

- scrisoare de mare - document vamal eliberat pe timp de război navelor aparținând țărilor neutre, în care se indică portul de plecare, destinația, încărcătura etc.
- scufundător:

- persoană capabilă să se scufunde în apă fără aparat de scafandru;
- greutate cilindrică pentru ancorarea unei geamanduri.
- Secchi, disc ~ - disc utilizat la măsurarea transparenței apei mării.
- sechestrarea navei - măsură asiguratorie stabilită prin hotărârea unei instanțe, constând în reținerea navei până la rezolvarea unui litigiu referitor la obligația de plată a unor sume de bani de către armatori.
- secțiune - spațiul dintre doi pereți etanși transversali, care poate cuprinde unul sau mai multe compartimente.
- secțiune maestră - secțiunea transversală de arie maximă a unei nave, situată în general la mijlocul lungimii acesteia; altă denumire: cuplu maestru.
- seișe - mișcare oscilatorie verticală a apei, cu amplitudini descrescânde, datorită diferențelor de presiune atmosferică (vânt, ploaie puternică etc.) care poate modifica adâncimea apei.
- semnal:

- mesaj transmis prin mijloace acustice, optice, radiotelegrafice, radiotelefonice;
- baliză care indică anumite aliniamente, apropierea de un cot etc.
- semnal acustic (sau fonic) - semnal transmis cu fluierul, sirena sau cornul de ceață.
- semnal cu eclipsa (cu felinarul Morse sau cu proiectorul) - semnal optic transmis cu ajutorul alfabetului Morse.
- semnal cu felinare colorate - semnal cu diferite semnificații în Regulile de drum, în codurile locale etc.
- semnal de ajutor - semnal transmis de o navă pentru a cere ajutor și care poate avea formele: lovituri de tun, sunet continuu, rachete cu stele roșii, ridicarea brațelor, un anumit tip de pavilion etc.; alte denumiri: semnal de pericol, semnal sinistru.
- semnal de pericol - vezi semnal de ajutor.
- semnal sinistru - vezi semnal de ajutor.

- serviciu maritim - instituție care are drept sarcină buna funcționare a navigației pe litoral.
- sextant - instrument optic format dintr-un arc gradat egal cu o șesime de cerc, prevăzut cu două oglinzi și cu o lunetă mică, care se întrebuințează la măsurarea distanței unghiulare dintre două puncte.
- sfânt:

- (la navele din lemn) prima coastă după etravă;
- piesă din lemn pentru susținerea bompresului.
- sferă de compensare - sferă din fier moale, folosită pentru compensarea deviației cuadrantale a compasului.
- sfilață - mai multe fire de fibră vegetală răsucite la un loc, din care se confecționează parâmele.

- sfilață de identificare - sfilață colorată după care se determină natura și calitatea unei parâme vegetale.

- sinar - daltă de călăfătuit cu două canale.
- sling - dispozitiv cu care se poate pachetiza o marfă pentru a putea fi manevrată cu mijloace de mecanizare.
- slup - velier cu un arbore, o velă mare aurică, un foc și, eventual, un gabier.

- slup de război - navă mică de război cu greement de navă sau snau, folosită în jurul anului 1800.

- smac - velier cu greement de slup sau cuter, folosit pentru comerț și pescuit în mările nordice.
- smulgere - desprindere a ancorei de fund prin virare.
- snau - navă asemănătoare bricului, dar cu randa întinsă pe un mic catarg paralel cu coloana arborelui mare.
- snekkar - navă de tipul drakkarului, dar de dimensiuni mai reduse, folosită în comerț în perioada feudală între țările nordice și cele mediteraneene.
- sondare sau sondaj - măsurarea apei mării sau a unui lichid dintr-un tanc cu ajutorul sondei.
- sondă:

- instrument nautic care măsoară adâncimea apei;
- tijă gradată în decimetri sau picioare și marcată prin benzi de culori diferite;
- adâncime înscrisă pe o hartă marină;
- tijă gradată pentru măsurarea adâncimii lichidului din tancuri.
- sotto palanco - clauză de livrare a mărfii, care trebuie predată în bătaia bigilor navei, operație care se efectuează de către navlositor sau de încărcător.
- spardec - (pe navele militare) punte mică la suprastructura pupa.
- spațiu de evitare - spațiu necesar unei nave pentru a evita pe ancoră.
- sprânceană - jgheab circular deasupra unui hublou, destinat scurgerii apei.
- spring - parâmă de legare sau de manevrare dată din bordul unei nave, oblic față de axa sa longitudinală la o baba, sau alt mijloc de amarare de pe chei.
- springing - comportarea navei la efectul combinat al vibrațiilor corpului acesteia pe valuri și al whippingului.
- spumă de mare - vezi piatră ponce.
- stabilitate:

- capacitate a unei nave de a reveni în poziția de echilibru stabil atunci când încetează să acționeze asupra sa forța care a modificat această poziție;
- calitate a unei ancore de a nu roti în jurul fusului (a nu se răsturna) după ce a mușcat;
- calitate a rozei compasului de a reveni rapid în poziție orizontală.
- stabilizator - dispozitiv care împiedică oscilațiile prea mari ale unui vehicul de apă.
- stalii - timp acordat navlositorului de către armator pentru încărcarea/descărcarea navei și pentru a cărui depășire navlositorul plătește armatorului contrastalii.
- stațiune de pilotaj:

- clădire în care se află conducerea serviciului de pilotaj într-o anumită zonă;
- zonă în care acționează aceasta.
- stea:

- volan ce servește la manevra unui cabestan, compresor sau tambuchi;
- rondelă dințată din piele, aflată sub un cap de bulgar sau sub un alt pod asemănător.
- steag de prova - steagul național al unui stat, ridicat la prova unei nave militare.
- stivator sau stivuitor - vezi arimor.
- strai - parâmă de oțel sau de cânepă care susține un arbore de navă, împiedicându-l să se încline spre pupă.
- strapazan - vezi ujbă.
- strânsoare, la ~ - (pe navele cu vele) poziția unui tun amarat la posturile de mare, având palancurile strânse la maximum și zburătura sprijinită de capacul sabordului.
- stupă:

- resturi de fire rămase de la fabricarea parâmelor, care sunt folosite pentru curățenie;
- fuior de cânepă sau bumbac, utilizat la călăfătuire.
- subcentură - filă de tablă sau de scândură, aflată sub centură.
- sub curent/ vânt - în sens opus direcției din care vine curentul/vântul.
- sub Lună/Soare - în sens opus direcției în care se află Luna/Soarele.
- submarin – navă care poate naviga atât la suprafață, cât și sub suprafața liberă a mărilor și oceanelor, destinată unor scopuri de cercetare sau militare.

- submarin de salvare - vehicul submarin destinat salvării echipajelor de pe submarinele naufragiate.

- sub palancuri - (despre barcă) așezată cu inelele "labelor de gâscă" sub palancurile gruilor.
- subtraversare - încolăcire a traversei ancorei de către lanțul acesteia.
- sugere - apropierea, ca urmare a depresiunii apei, a două nave care se deplasează la o distanță reciprocă mică, putându-se produce coliziunea navelor (vezi și afundare); nu poate fi combătută cu cârma, ci numai prin reduverea vitezei.
- supercargo:

- delegat al marinei militare pe o navă comercială care face parte dintr-un convoi;
- (sens învechit) persoană ambarcată pe o navă comercială ca reprezentant al comerciantului care a încărcat marfa la bord.
- suprastructură - construcție metalică sau de lemn situată deasupra punții principale a unei nave, care cuprinde încăperile de locuit și de deservire.

## Ș
- șa:

- piesă cu care se prinde un gât de lebădă pe catarg;
- ferță ce dublează tenda la mijloc, în locul în care freacă pe strajă;
- partea cea mai joasă a crestei unui banc;
- scaun ridicat cu un palanc de capăt de vergă și adus în interiorul bordului cu ajutorul unui palanc de strai, care servește la ambarcarea pe vreme nefavorabilă.

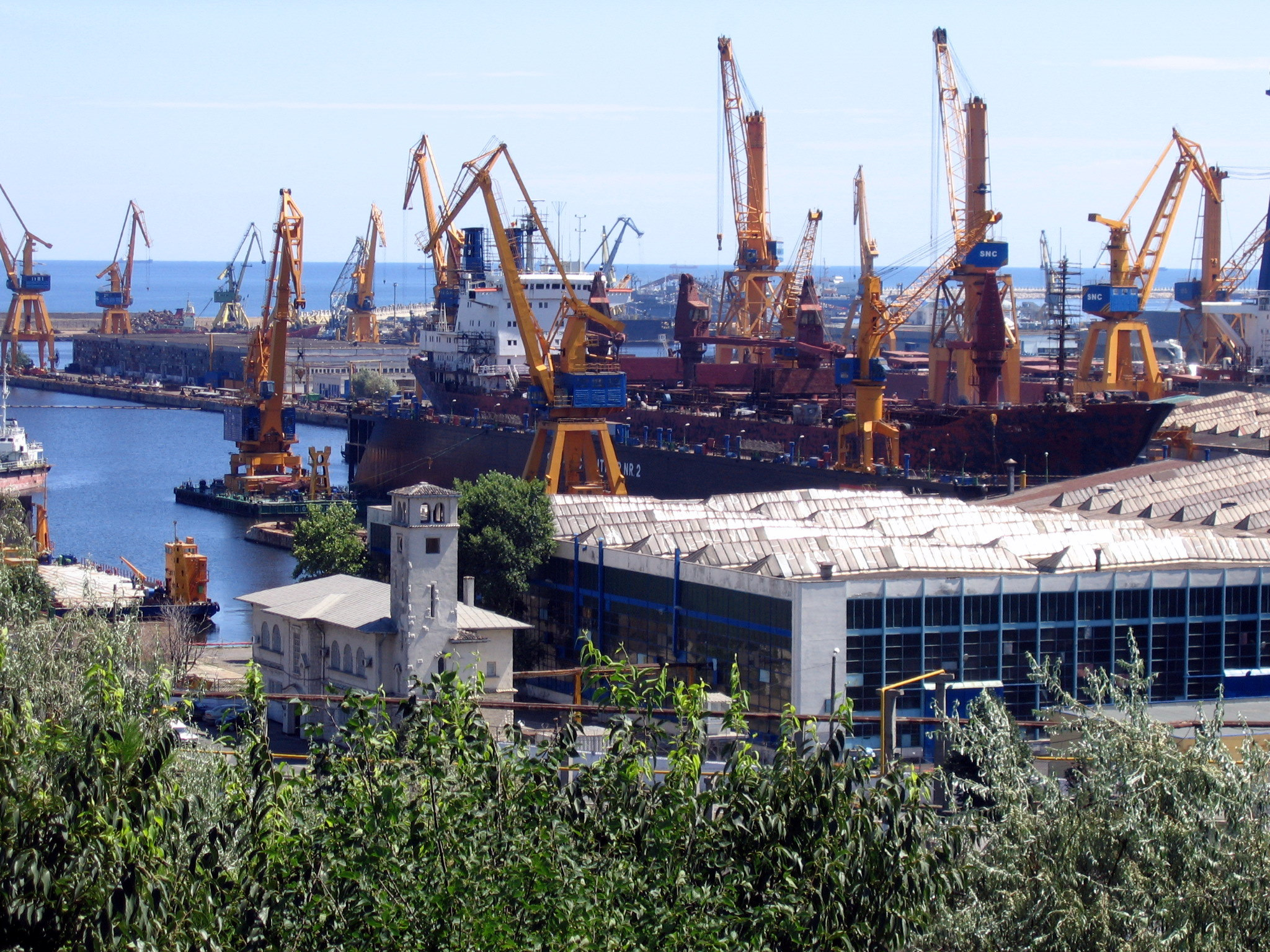
Șantierul naval din Constanța

- șantier naval - unitate industrială unde se construiesc și se repară mijloace de navigație.
- școndru - vezi scondru.
- școtă:

- funie legată de colțul de jos al pânzei unei nave și care se strânge sau se lasă mai liberă după viteza de deplasare;
- manevră curentă care trage ghiul în borduri.
- șef - titlu ce se acordă cel mai vechi maistru din fiecare specialitate a bordului; exemple: șef timonier, șef tunar, șef mecanic.
  - șef de arbore - maistru care comandă manevra unui catarg.
  - șef de barcă - persoană căreia îi revine comanda unei bărci.
  - șef de cart - gradat care îndeplinește funcția de șef al oamenilor de cart pe punte.
  - șef de echipaj - cel mai vechi maistru din specialitățile marinărești, având în sarcina sa: arborada, velatura, ancorele, ambarcațiunile, parâmele; este subordonat comandantului, secundului sau ofițerului de cart; sinonime: boțman, nostrom, lostrom.
  - șef de gabie - gradat care comandă gabierii unei vergi.
  - șef de navă - maistru care comandă o navă (vezi și comandant).
- șină - bară metalică care se aplică în borduri pe mușamaua gurii de magazie și se fixează cu pene din lemn.
- șlam - substanță petrolieră în suspensie, care formează o peliculă pe suprafața apei, transformându-se treptat în aglomerări poluante dense, purtate timp nelimitat de vânturi și curenți.
- șlep motor - navă cu propulsie mecanică, folosită pentru transportul de mărfuri pe fluvii sau pentru remorcaje simple.
- șprangă - vezi edec.
- șpring - parâmă de legare a navei, dată de la prova spre înapoi sau de la pupa spre înainte; sinonim: ștrufă.
- ștrufă - vezi șpring.

## T
- T - pavilion din Codul internațional de semnale cu semnificația "Mențineți-vă la distanță, fac traulere pe perechi".
- tabele Ageton - tabele de înălțimi bazate pe împărțirea triunghiului de poziție printr-o perpendiculară coborâtă din astru pe meridian.
- tablă lăcrimară - filă de metal din zona de îmbinare a punții cu bordajul; vezi și filă lăcrimară.
- tachet:

- piesă în formă de T care servește la voltarea unei saule sau a unei parâme subțiri;
- proeminență a clopotului cabestanului care împedică alunecarea parâmelor.
- taclină - capăt de saulă care separă două serii de pavilioane ridicate pe aceeași saulă.
- taie-mare (sau taie-val) - piesă fixată pe muchia prova a etravei, care despică apa în timul deplasării.
- talian - unealtă de pescuit confecționată din plasă care se fixează pe pari sau se ancorează.
- talie - lungimea unei ferțe.
- taliman - persoană care ține evidența mărfii de pe navă.
- talpă:

- piesă pe chilă, în care se prinde piciorul catargului;
- piesă în care se prinde piciorul furchetului; sinonim: galbord;
- piesă ce servește la amararea ancorei pe punte;
- piesă din lemn sau beton, pe care se reazemă un scondru utilizat la manevre de forță.
- tambur:

- mosor pe care se înfășoară saula lochului;
- rolă metalică așezată pe un suport (sau pe axul vinciului) pe care se înfășoară parâmele;
- legătură la remorcarea șlepurilor;
- vezi casa roții.
- tanc petrolier - navă folosită la transportul petrolului sau al derivatelor acestuia; vezi și navă-tanc.
- tangaj - mișcare oscilatorie a unei nave de înclinare în jurul unei axe transversale; vezi și balans.
- tangon:

- scondru fixat cu un capăt pe bordaj și ținut cu celălalt de o balansină, la care se leagă bărcile în port cu ajutorul unor atârnători sau unor brațe false trecute prin macarale prinse pe acesta;
- scondru cu ajutorul căruia se întinde spinacherul pe ambarcațiunile de regată;
- scondru cu ajutorul căruia se îndepărtează de bordaj sârma sondei mecanice.
- tartană:

- navă mică cu o singură pânză triunghiulară, folosită pentru pescuit și cabotaj.
- navă de luptă ușoară, cu vele, din trecut.
- tendalet - apărătoare împotriva razelor solare, confecționată din pânză de vele, așezată în borduri pe bastoane de tendalet.
- tendar - grindă din lemn, așezată travers pe bastoanele de tendă pentru a o susține.
- tendă - apărătoare de soare sau de ploaie, în formă de acoperiș, realizată pe o ambarcațiune.
- tenzile, a face ~ - a întinde tenzile.
- Teredo navalis - specie de moluscă marină care atacă opera vie a navelor din lemn.
- terilen(ă) - fibră textilă sintetică din care se confecționează parâme.
- terminal - ansamblul instalațiilor pentru încărcarea/descărcarea petrolierelor, la capătul unui pipeline.
- terțarolă - porțiune dintr-o velă care se strânge prin înfășurare, pentru a reduce suprafața de pânză expusă vântului.
- teugă - încăpere deasupra punții principale, situată la proră și în cadrul căreia sunt amenajate magazii și locuințe pentru echipaj.
- timonă - roată cu mânere pe margine (numite cavile), cu ajutorul căreia se manevrează cârma unei nave.

- timonă dublă/ triplă - dispozitiv compus din două/ trei timone ce servește la guvernarea cu cârma în mână pe veliere sau pe nave cu propulsie mecanică.

- timonerie:

- încăpere în care se află timona și alte dispozitive de comandă;
- știința și arta timonierului.
- timonier - marinar care ține cârma și ajută ofițerii la navigație.
- timonieră - spațiul dintre spatele și tabloul bărcii, în care stă șeful de barcă.
- tonă de capacitate:

- unitate de măsură egală cu 42 de picioare cubice sau cu 32,72 busheli englezi sau cu 33,75 busheli americani;
- unitate de măsură pentru capacitatea de încărcare, egală cu 2.240 de livre.
- tonă de navlu - unitate de măsură folostă pentru calcularea navlului, egală cu 1,12 m3 sau cu 2.240 livre.
- torpilă – proiectil submarin, autopropulsat și ghidat, care se lansează de la bordul unei nave.
- torpilor:

– navă de luptă, de tonaj mic, rapidă, echipată cu instalații de lansat torpile;
- marinar specializat în reglarea, întreținerea și lansarea torpilelor.
- tragere la edec - remorcare a unei ambarcațiuni sau nave cu ajutorul unei parâme de la mal împotriva curentului unui curs de apă.
- trailă - pod mobil care alunecă de-a lungul unui cablu sau al unei frânghii, fiind tras de o navă sau de forța curentului de pe un mal pe celălalt al unei ape curgătoare.
- transatlantic - navă de pasageri, de mari dimensiuni, care traversează Oceanul Atlantic; sinonim: pachebot.
- transbordare - transferarea mărfurilor de pe o navă pe alta, continuând călătoria (vezi și transbordor, transfer).
- transbordor - navă care servește la transbordare.
- transcontainer - container de dimensiuni standardizate internațional (8x8 picioare), utilizat la efectuarea transporturilor combinate: navă-tren-autovehicul.
- transfer:

- manevră de transbordare în mare a oamenilor, materialelor, muniției, combustibilului de pe o navă pe alta;
- sinonim pentru deplasare laterală.
- transfilaj - sinonim pentru firuială.
- transport pe apă - deplasarea pasagerilor și mărfurilor folosind diferite tipuri de vehicule pe apă, cum ar fi navele, bărcile și alte tipuri de ambarcațiuni; este un mod de transport care utilizează râurile, lacurile, mările și oceanele ca rute de navigație.
- trasor (de rută, de drum) - aparat pentru trasarea automată a drumului unei nave pe hartă.
- traul - năvod marin de mari dimensiuni, în formă de sac, destinat pescuirii în larg, în locuri cu mult pește.
- trauler - navă de pescuit prevăzută cu traule și destinată pescuitului pe mare, la diferite adâncimi (și care poate prelucra peștele la bord) sau folosită pentru dragarea epavelor.
- traversare:

- prinderea ancorei cu cârligul de traversieră pentru a fi așezată orizontal;
- așezarea unei vergi travers pe punte pentru a o încrucișa apoi în arboradă;
- aducerea unei ambarcațiuni între valuri;
- punerea la post a traversei ancorei;
- vezi și ambosare;
- tragerea unui remorcher travers față de nava remorcată.
- traversină - traversă din scheletul de rezistență al unei nave, cu dimensiuni mai mici decât ale traverselor principale.
- tribord - partea dreaptă a unui vapor, cu lumini de navigație verzi pe punte.
- trieră (sau triremă) – navă de război din antichitate, cu trei rânduri de rame suprapuse.
- tripod:

- sinonim pentru catarg tripod;
- instalație pentru manevre de forță, constând din trei scondri ce formează o piramidă asigurată de o legătură la vârf și de palancuri de picior.
- trombă - coloană înaltă de apă de formă conică, ridicată de vârtejuri de vânt, care o fac să se învârtească cu mare viteză în jurul ei însăși.
- trombă de vânt - tub vertical, curbat la partea superioară, prin care se face ventilația în încăperile de jos ale unui vapor.
- troță - parâmă sau lanț pentru transmiterea mișcării timonei prin intermediul unei chei.
- tsunami - val de origine seismică, care poate atinge zeci de metri înainte de a se sparge pe plajă și care poate provoca mari distrugeri.
- tub etambou - tub metalic prin care arborele elicei iese din bordaj, fiind etanșat la perete-pupa cu o presetupă, iar în interior cu bucșe de gaiac.
- tun - gură de foc de artilerie cu țeava relativ lungă, care realizează o traiectorie întinsă și o bătaie relativ mare și care a constituit arma principală a navelor militare, în prezent fiind înlocuit de rachete.

- tun de apă/ incendiu - cioc de barză, montat pe un afet, care sevește la stingerea incendiilor.
- tun port-harpon - tun pentru vânarea balenelor, instalat în prova balenierelor, al cărui proiectil este o lance legată de o parâmă.

- turelă:

- turn cuirasat rotativ care adăpostește unul sau mai multe tunuri;
- suprastructură pe care se află comanda submarinului.
- turelă deschisă - vezi clopot de scufundare.
- turelă de observație - recipient din oțel etanș și rezistent la presiune hidrostatică, cu ajutorul căreia se pot efectua observații subacvatice (sinonim: turelă butoscopică).
- turelă butoscopică - vezi turelă de observație.
- turnichet - rolă metalică pivotantă din compunerea unei urechi de turnichet.
- turnus - ciclu de transport al unei nave, pe o anumită perioadă de timp și pe o anumită distanță; măsoară productivitatea navei.

## Ț
- țapapie - parâmă întinsă sub o vergă sau sub bompres și sugrumată din loc în loc de sugrumători, pe care stau gabierii cu picioarele în timp ce lucrează la vergă.
- țaparină - unealtă de pescuit cu mai multe cârlige, având ca momeală fulgi de călifar.
- țărm - fâșie de pământ de-a lungul unui fluviu sau mări.
- țâțână:

- cui, fixat într-o balama, care fixează cârma pe etambou sau ghiul pe catarg;
- articulație care permite rotirea; sinonim: vârtej.
- țeapănă - (despre o navă) care reacționează lent la solicitările exterioare.
- țintă:

- plutitor cu o suprastructură dintr-un cadru acoperit cu pânză cu vele, în care se execută trageri de exercițiu;
- imagine a unui obiect, apărută pe ecranul radarului;
- vezi navă-țintă.

## U
- U - pavilion din Codul internațional de semnale cu semnificația: "Vă îndreptați spre pericol!".
- ujbă - cui de lemn de care se leagă vâsla unei ambarcațiuni; altă denumire: strapazan; vezi și ramă de guvernare.
- ulaj - distanța între suprafața lichidului dintr-un tanc și plafonul tancului.
- ulei de furtună - ulei folosit pentru calmarea valurilor.
- umăr:

- porțiune a parapetului navei, în prova, la circa o cincime depărtare de etravă, unde se montează nările de parâme;
- formă proeminentă la prova pentru a reduce afundarea acesteia în timpul tangajului;
- piesă din lemn montată pe un scondru pentru a reține o legătură.
- umbră de radiolocație/radar - zonă din spatele unei înălțimi, unui obiect sau orizontului, care nu poate fi vizualizată cu radiolocatorul/radarul.
- umiak - ambarcațiune asemănătoare caiacului dar de dimensiuni mai mari, folosită de eschimoși.
- unghi de brațare - unghiul dintre perpendiculara pe planul diametral al navei și vergă.
- unghi de cârmă - unghiul dintre planul diametral și pana cârmei.
- unghi de coliziune - unghiul dintre drumurile a două nave, măsurat din prova navei lovite.
- unghi de incidență - unghiul dintre axul navei și direcția vântului, contat din prova până la 180o.
- unghi de intrare a vântului - unghiul dintre direcția vântului și izobara din zona ciclonului.
- unghi de întoarcere - unghiul dintre două drumuri succesive ale navei.
- unghi de lansare - unghiul dintre relevmentul prova al țintei și traiectoria torpilei.
- unghi de mușcare - unghiul dintre fusul unei ancore și unul din brațele acesteia.
- unghi de răsturnare - banda maximă a unei nave, la care aceasta nu se mai poate redresa, răsturnându-se.
- unghie:

- fața superioară a palmei ancorei;
- daltă de călăfătuit de dimensiuni mici.
- unghi periculos vertical/orizontal - unghiul maxim sau minim sub care se vede de la bord un reper vertical sau unghiul dintre două puncte de la uscat indicând limita la care nava se poate apropia de un pericol.
- unitate compusă - în sensul Regulilor de drum, ansamblul împingător-barje împinse legate rigid; nava remorcată la ureche nu este o unitate compusă.
- urechelniță - apărătoare pentru manevrele fixe.
- urmăritor de aștri - instrument de navigație pentru urmărirea aștrilor care permite să se ia înălțimi de stele de magnitudinea 2,5 (ziua) și la stele de mărimea 3,5 (noaptea).
- uxer - navă folosită în Marea Mediterană în secolul al XVI-lea.
- uzul portului - norme specifice unui anumit port, încetățenite ca umare a unei tradiții îndelungate.

## V
- V - pavilion din Codul internațional de semnale cu semnificația: "Am nevoie de ajutor".
- vaier - parâmă de remorcă și de manevră a traulului.
- valadă - concavitate a malului unui fluviu.
- vale, la ~ - în sensul curentului unei ape curgătoare.
- valuri -  unde de gravitație la suprafața mărilor (oceanelor) generate de vânt.
  - valuri convenționale - valuri luate ca bază în calculele de proiectare a unei nave.
  - valuri de vânt - vezi mare de vânt.
  - valuri staționare - valuri care nu avansează apa, deplasându-se numai ascendent și descendent.
- valvulă de barcă - valvă pe fundul unei bărci de salvare pentru scurgerea apei din interior.
- valvulă de fund - valvă pe fundul unei nave pentru inundarea unui compartiment în caz de incendiu sau pentru sabordarea navei (sinonim vană Kingston).
- vană Kingston - vezi valvulă de fund.
- vapor - navă pusă în mișcare de un motor propriu.
- varangă - piesă din osatura transversală a navei, care leagă chila/carlinga de coastă; poate fi plină, etanșă, cadru (întărită), schelet etc.
- vârf - partea de sus a unui pavilion naval; vezi și fund.
- vârtej - vezi țâțână.
- vedetă - navă militară de dimensiuni reduse, dotată cu armament puternic.
  - vedetă antisubmarină - vedetă de circa 100 t, dotată cu aparatură de detectare a submarinelor, cu tunuri automate și cu aruncătoare de grenade; sinonim: vedetă de apărare a porturilor.
- veghe:

- explorarea orizontului pentru a descoperi nave, avioane sau uscatul în scopuri nautice sau militare;
- totalitatea oamenilor care execută operațiunea de veghe;
- (despre o căpățână de ancoră) plutire la suprafața apei.
- velatură - totalitatea velelor unei nave cu pânze.
- velă - mijloc de propulsie cu ajutorul vântului, format din mai multe ferțe și consolidat pe margini cu căptușeli și întărituri, precum și cu o grandee de parâmă vegetală sau sârmă; verga se înverghează pe vergi, ghiuri și picuri, catarge sau straiuri.

- velă arabă - velă triunghiulară învergată pe o antenă, folosită în special pe velierele de cabotaj din Marea Mediterană și Oceanul Indian.
- velă aurică - velă în formă de trapez neregulat, cu o margine de învergare, margini de cădere prova și pupa și o margine de întinsură.
- velă bermudiană - velă aurică a cărei margine de învergare a fost îngustată și ridicată astfel încât se află on prelungirea marginii de cădere prova; sinonim: velă Marconi.
- velă chineză - velă de forma unui patrulater asimetric, confecționată din mai multe ferțe din împletitură de bambus.
- velă Marconi - vezi velă bermudiană.
- velă mascată - velă care primește vântul pe față dinspre prova sau care nu primește vânt din cauza altei vele interpuse între aceasta și vânt.
- velă pătrată - velă de formă trapezoidală sau dreptunghiulară, având margine de învergare (sus), margini de cădere laterale, margine de întinsură (jos), colțuri de învergare (sus), colțuri de școtă (jos); este prevăzută cu fâșii (benzi transversale) de terțarolă.

- velum - pânză mare care acoperă o barcă.
- verfafór - școndru scos în afara vergii cu ajutorul unor brățări.
- verga trincii în bătaie - vergă folsită ca scondru în bătaie pentru arborarea bompresului.
- vergă - bară așezată perpendicular pe catargul unei nave, folosită la susținerea unor vele.

- vergă oarbă - vergă fixată pe bompresul unor veliere din scolele XVII, XVIII.
- vergă seacă - vergă situată la extremitatea inferioară a arborelui mare al brigantinei, care nu are velă.

- vergea de sart - tijă metalică sau din lemn, legată travers pentru consolidarea sarturilor.
- verigă de strai - vezi canistrelă.
- verină - parâmă cu ochi cu rodanță și cârlig la un capăt.
- vertex - punctul ortodromei cu latitudinea cea mai ridicată.
- viteza navei - distanța parcursă de o navă într-o unitate de timp; se măsoară în noduri, kilometri pe oră sau în metri pe secundă.
- vrachier - navă comercială special concepută pentru transportul de marfă în vrac (cereale, cărbune, minereuri, ciment etc.)

## W

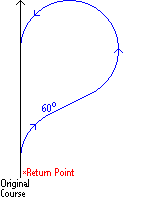
Schemă a procedeului Williamson

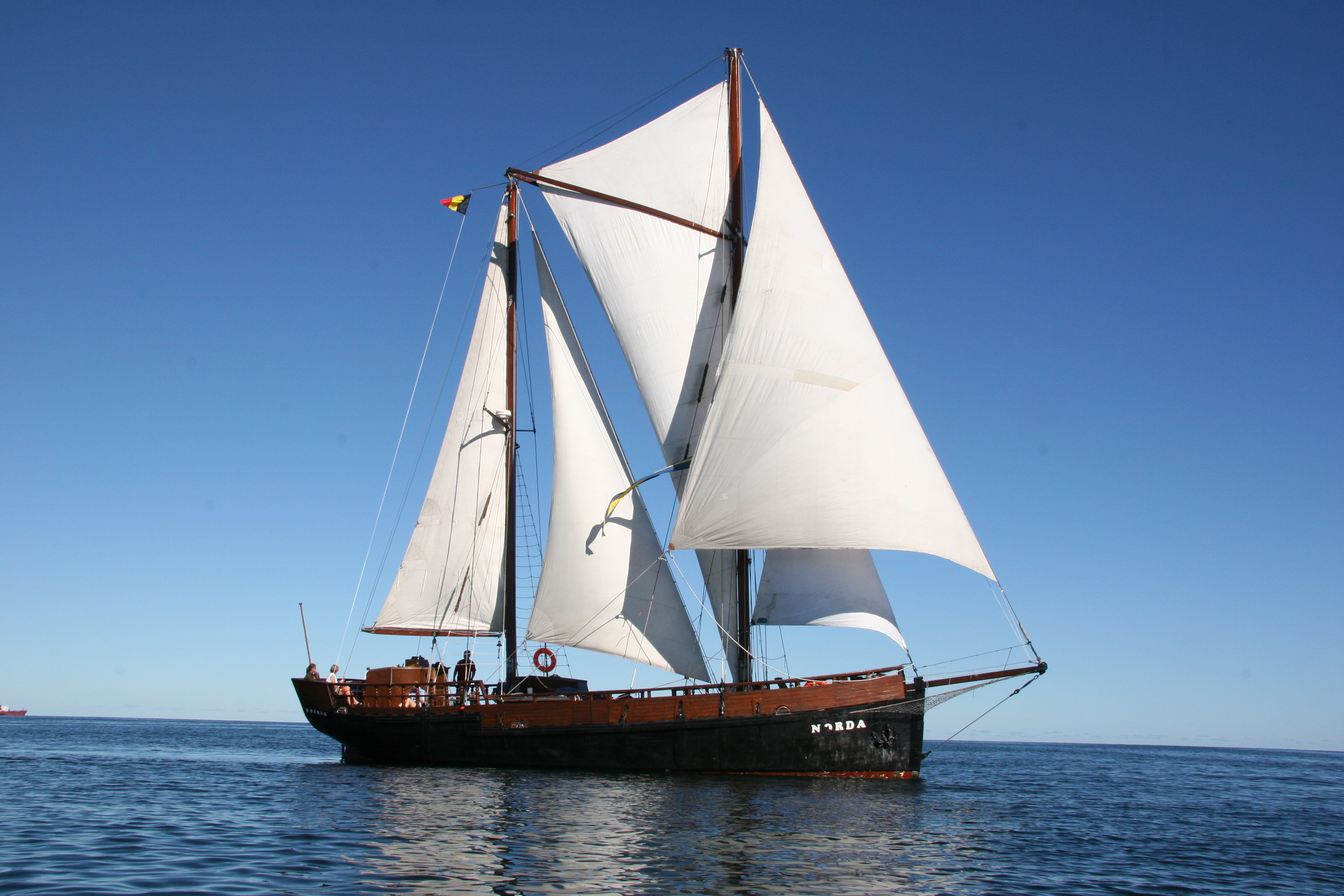
Exemplu de velă wishbone la nava "Norda"

- W - pavilion din Codul internațional de semnale cu semnificația: "Am nevoie de ajutor medical".
- Warluzel, sondă ~ - sondă mecanică folosită în trecut, asemănătoare sondei Thomson.
- Weir[2], diagramă ~ - diagramă pentru calcului grafic al azimutului.
- whipping - termen englez care definește impactul valurilor cu bordajul stelat la prova.
- Williamson[3], curbă ~ - procedeu de întoarcere cu 180o a unei nave, folosit pentru a reveni în siaj și care constă în a întoarce cu 60o de la drumul inițial, apoi a schimba cârma până ce ajunge la capul invers.

- wishbone[4], velă ~ - velă triunghiulară cu baza învergată pe catarg, fiind ținută cu colțul opus de o spetează; este folosită pe ambarcațiunile de regată.

## X
- X - pavilion din Codul internațional de semnale cu semnificația: "Încetați să faceți ce intenționați și fiți atenți la semnalele mele!"

## Y
- yacht - vezi iaht.

## Z
- zare - porțiune a cerului sau a globului terestru mărginită de linia orizontului.
- zăpor:

- dezgheț, viitură, avalanșă;
- barieră de gheață în râurile navigabile.
- zătón:

- loc din cursul unui râu cu apă domoală și adâncă, unde se pot adăposti iarna vasele plutitoare;
- lac lung și îngust pe țărmul mării, despărțit de mare numai printr-o limbă îngustă de pământ.
- zburător - velă pătrată ce se află deasupra contragabierului sau gabierului.
- zi nautică - (termen învechit) zi care începe la amiază.
- Zona Golfurilor - zonă specială situată la nord-est de loxodroma⁠(d) care unește Ras al Hadd⁠(d) (φ = 22° 30′ N, λ = 59° 48′) și Ras Al Fasteh (φ = 25° 04′, λ =  61° 25′).
- zonă abisală:

- strat de apă cuprins între 2.000 m și cele mai mari adâncimi;
- regiune a scoarței subacvatice aflată dincolo de 1.000 m adâncime (vezi și: abis, groapă submarină).
- zonă centrală - porțiune a navei, de lungime egală cu jumătatea lungimii acesteia și centrată în secțiunea maestră.
- zonă contiguă - fâșia de mare adiacentă mării teritoriale care se întinde spre largul mării până la distanța de 24 mile marine.
- zonă de tăcere - regiune în care nu se pot recepționa semnalele acustice de ceață sau cele radio și de radiolocație.
- zonă de trecere - porțiune a navei cuprinsă între zona centrală și extremitățile acesteia.
- zonă economică exclusivă - zona maritimă adiacentă mării teritoriale a unui stat riveran, care se extinde până la maximum 200 mile marine în larg, distanța fiind calculată de pe linia de bază a apelor teritoriale.
- zonă liberă - regiune, de regulă în porturi, unde se aplică dispoziții vamale specifice.